# Storia della letteratura italiana

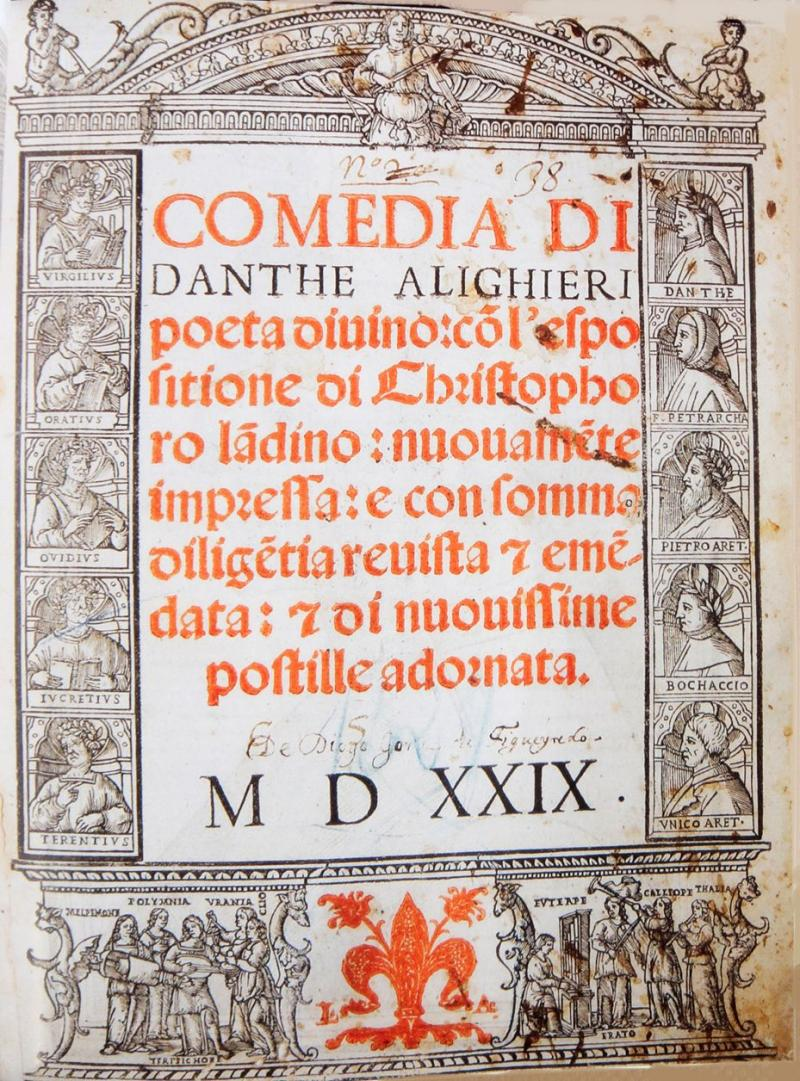
L'edizione del 1529 de La Divina Commedia.

La storia della letteratura italiana ha le sue origini nel XII secolo, quando nelle diverse regioni della penisola italiana si iniziò a scrivere in italiano con finalità letterarie. Il Ritmo laurenziano è la prima testimonianza di una letteratura in lingua italiana.
Gli storici della letteratura individuano l'inizio della tradizione letteraria in lingua italiana nella prima metà del XIII secolo con la scuola siciliana di Federico II di Svevia, Re di Sicilia e Imperatore del Sacro Romano Impero, anche se il primo documento letterario di cui sia noto l'autore è considerato il Cantico delle creature di Francesco d'Assisi. In Sicilia, a partire dal terzo decennio del XIII secolo, sotto il patrocinio di Federico II si era venuto a formare un ambiente di intensa attività culturale: queste condizioni crearono i presupposti per il primo tentativo organizzato di una produzione poetica in volgare romanzo, il siciliano, che va sotto il nome di "scuola siciliana" (così definita da Dante nel suo De vulgari eloquentia). Tale produzione uscì poi dai confini siciliani per giungere ai comuni toscani e a Bologna e qui i componimenti presero ad essere tradotti e la diffusione del messaggio poetico divenne per molto tempo il dovere di una sempre più nota autorità comunale.
Quando la Sicilia passò il testimone ai poeti toscani, coloro che scrivevano d'amore vi associarono, seppure in maniera fresca e nuova, i contenuti filosofici e retorici assimilati nelle prime grandi università, prima di tutto quella di Bologna. I primi poeti italiani provenivano dunque da un alto livello sociale e furono soprattutto notai e dottori in legge che arricchirono il nuovo volgare dell'eleganza del periodare latino, che conoscevano molto bene attraverso lo studio di grandi poeti latini come Ovidio, Virgilio, Lucano. Ciò che infatti ci permette di parlare di una letteratura italiana è la lingua, e la consapevolezza nella popolazione italiana di parlare una lingua, che pur nata verso il X secolo, si emancipa completamente dalla promiscuità col latino solo nel XIII secolo.

## Le origini

### Premesse linguistico-letterarie
(Natalino Sapegno)
Dopo la grande stagione della letteratura in lingua latina, che produsse grandi opere letterarie nell'ambito del teatro (Plauto, Terenzio), nella memorialistica e nella filosofia (Lucrezio, Cicerone, Seneca e Publio Cornelio Tacito), così come nella poesia (Virgilio, Orazio, Ovidio, Lucano), il panorama culturale classico-pagano entrò in contatto, a partire dal III secolo d.C., con la nuova religione cristiana, determinando svolte e riprese dei temi da parte di teologi e letterati quali Claudiano, Agostino d'Ippona e Orosio. Il crollo dell'Impero romano d'Occidente e la sua disgregazione nei vari regni romano-germanici nel V secolo generarono la nascita di un pluralismo linguistico in cui il latino locale si mischiò con le lingue germaniche, dando origine al latino volgare.

### La letteratura altomedievale italiana
Con la detronizzazione dell'ultimo imperatore romano, Romolo Augusto, nel 476 d.C., il potere passò al re barbarico Odoacre e l'Italia venne soggiogata dai germanici fino al 553 quando, con la battaglia del Vesuvio, l'Impero romano d'Oriente costituito dai Bizantini riuscì a rioccupare una parte dell'Italia. Nel 568 però, con la discesa in Italia dei Longobardi, che riuscirono a conquistare un'altra parte della penisola, si assistette a una divisione politica, amministrativa e linguistica.In questo periodo la cultura della penisola italiana, sia a causa delle condizioni economiche che si erano notevolmente aggravate, sia per le invasioni barbariche e altre cause, si abbassò notevolmente e la lingua iniziò un'ulteriore evoluzione diversa secondo le regioni e i differenti strati sociali. Da una parte c'erano le persone colte, i cosiddetti chierici appartenenti al clero e in grado di leggere e di scrivere, che continuarono a parlare e a scrivere in latino, e dall'altra le persone non colte, i laici, che, incapaci di leggere e di scrivere, utilizzavano dialetti che avevano un'origine latina ma che col passare del tempo andavano sempre più allontanandosi e diversificandosi da essa.
Nacque così in Italia una letteratura nuova composta in latino medievale o mediolatino che rispecchiava la nuova civiltà medievale. Come scrive Alberto Asor Rosa: «… è dall'intera maturazione di questa (con tutti i fenomeni linguistici, ideologici e sociologici che l'accompagnano e ne derivano) che si produce a un certo punto una nuova cultura fondata essenzialmente sull'uso dei linguaggi volgari». Quindi si formò un nuovo linguaggio: il volgare.

### L'Italia del periodo comunale e le letterature in volgare
Con la ripresa economica che si manifestò dopo gli anni 1000 e che vide la nascita delle città, nacquero dei nuovi ceti cittadini appartenenti agli artigiani, ai mercanti o agli imprenditori, che, pur essendo laici, sentivano il bisogno di accrescere la loro cultura e di esprimersi in modo letterario. Costoro pertanto iniziarono ad utilizzare i loro dialetti di origine latina, i volgari, per rivolgersi non solamente ai chierici ma a tutti i laici che erano in grado di comprendere il volgare, spesso se letto o recitato da altri.

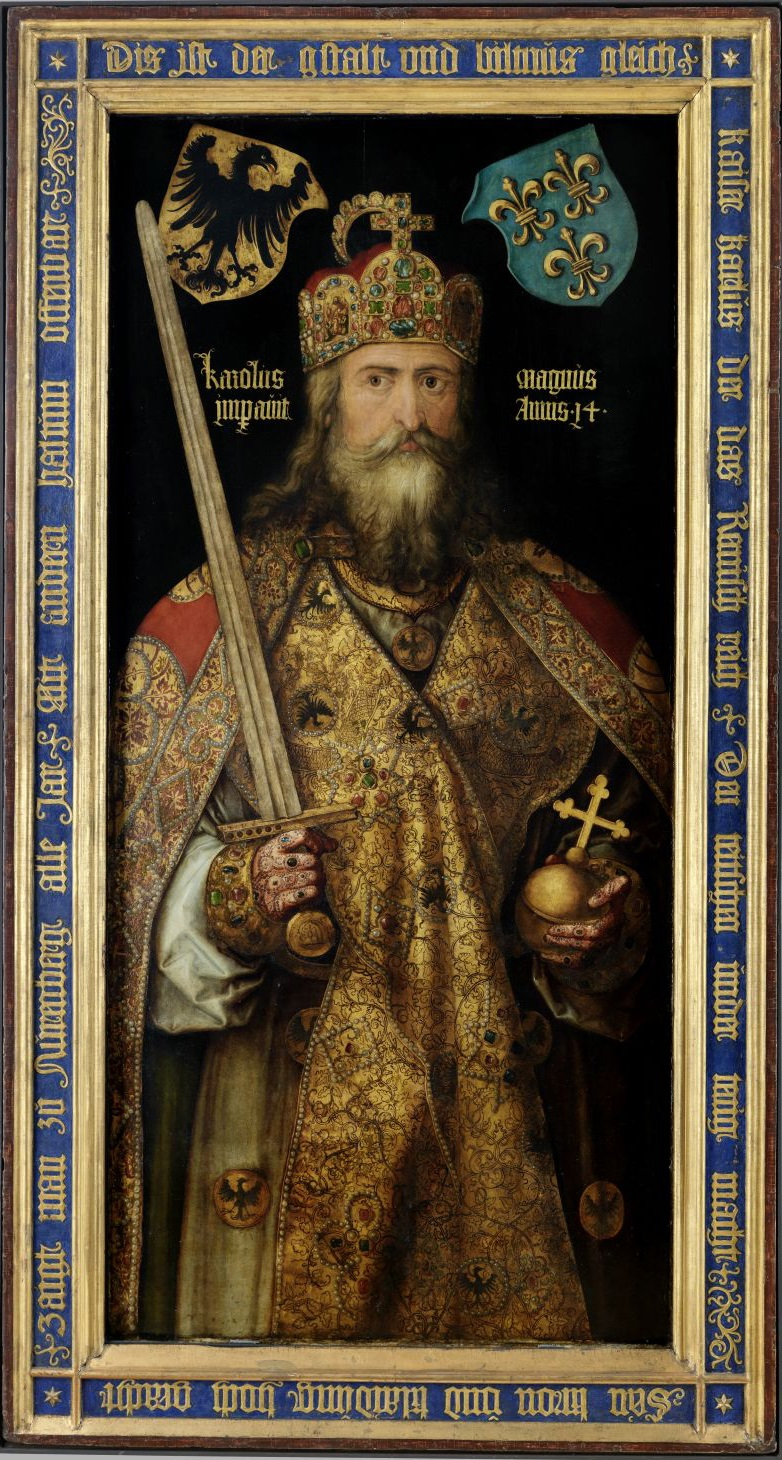
Carlo Magno in un dipinto di Albrecht Dürer, 1511-1513.

I primi scritti in volgare sono di carattere religioso; in essi si obbligano gli ecclesiastici a rivolgersi ai fedeli, nel corso delle prediche, nella loro stessa lingua come viene stabilito da Carlo Magno nell'813 durante il Concilio di Tours. Spesso si tratta anche di formule di giuramenti, come il Giuramento di Strasburgo del 14 febbraio dell'842, formulato dai nipoti di Carlo Magno, Carlo il Calvo e Ludovico il Germanico davanti ai propri eserciti, il primo nella lingua del fratello, alto-tedesco antico e il secondo, vice versa, in francese antico.

#### Attività mercantili e volgari italiani
Durante sia l'alto sia il tardo Medioevo, l'Italia era un crocevia di rotte commerciali, grazie alla presenza delle influenti repubbliche marinare come Venezia, Genova, Pisa e Amalfi. Gli scambi mercantili, soprattutto a partire dal IX secolo, portarono a contatti continui tra mercanti italiani e popolazioni di lingua straniera, contribuendo alla diffusione di termini stranieri nei volgari italiani. Le parole legate alla marineria, al commercio, alle transazioni economiche e alle attività portuali entrarono a far parte del lessico quotidiano, influenzando notevolmente la lingua parlata.

### Dalla letteratura latina a quella italiana
Per quanto riguarda l'Italia non è facile indicare con precisione l'inizio di questo nuovo processo anche se dal secolo VIII si possono trovare già testi che utilizzano per iscritto il volgare. Alberto Asor Rosa riferisce che nel 1189 il patriarca di Aquileia si era recato presso la chiesa delle Carceri di Padova per tenere un sermone in latino e che esso venne prontamente tradotto ai fedeli presenti in lingua volgare.
Si è quindi propensi a pensare che la lingua volgare, già dal secolo VIII al XII fosse utilizzata in modo sempre più frequente non solo ad uso pratico ma anche ad usi che consentissero l'innegabile bisogno letterario di raggiungere il maggior numero di coscienze. Il volgare italiano cioè tende gradualmente ad unificare il territorio linguistico ed a soppiantare municipalmente la lingua latina ormai non più in grado di assolvere quel compito.

### I primi documenti

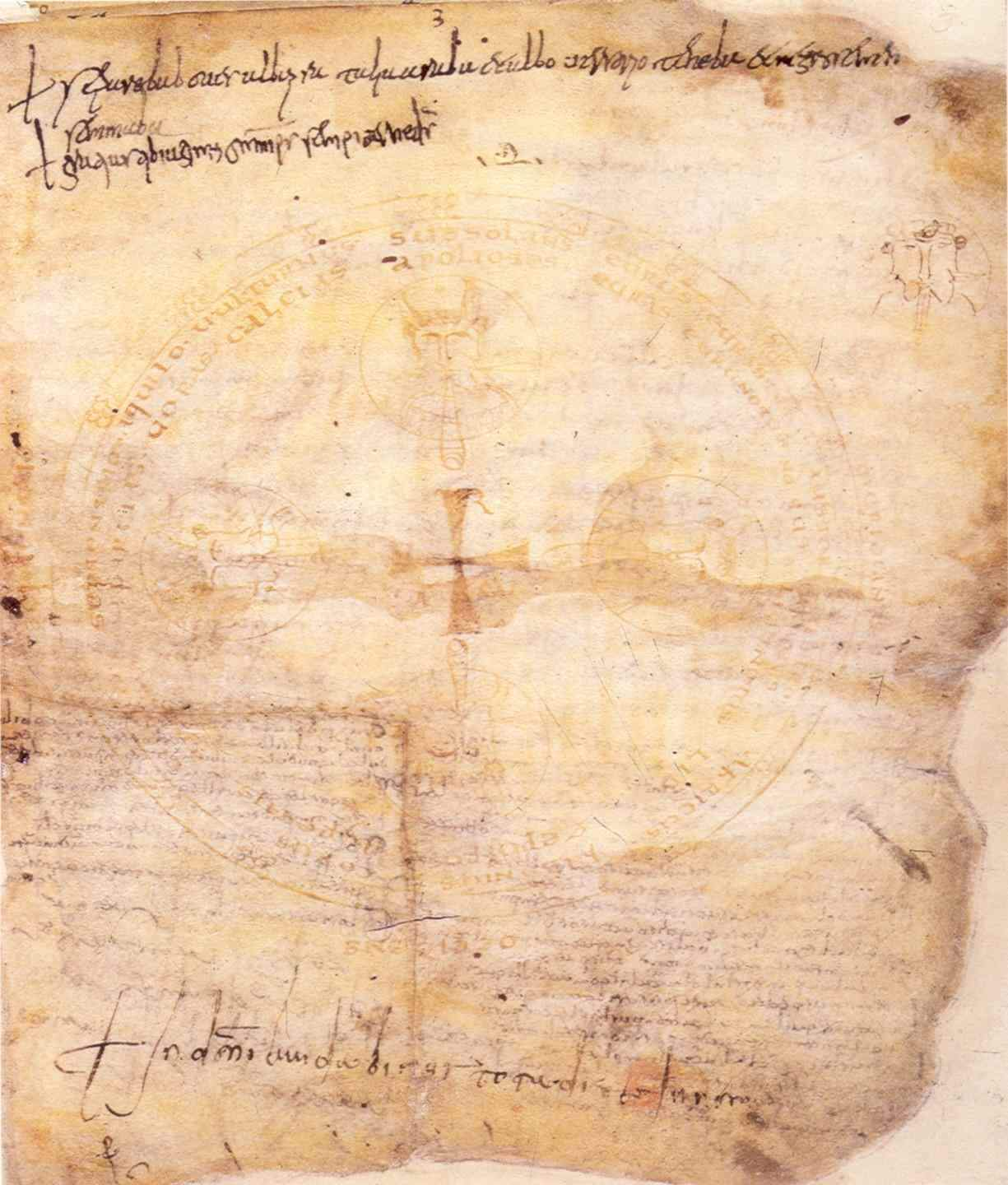
L'Indovinello veronese

Tra i documenti più antichi che dimostrano questa esigenza vi è in primo luogo un semplice indovinello, l'Indovinello veronese, composto da quattro brevi versi che vennero scoperti nel 1924 in un codice della Biblioteca Capitolare di Verona scritto verso la fine dell'VIII secolo e l'inizio del IX secolo, dove l'atto dello scrivere, ripreso dalla letteratura scolastica del secolo VIII, viene paragonato all'atto del seminatore che sparge nei solchi il seme nero su un prato bianco.
Si segnala anche un testo, la Peregrinatio Aetheriae (IV o V secolo d. C.) nel quale si individua l'uso del proto-articolo determinativo citato, tra gli altri, da Lorenzo Renzi testo nel quale si trova questo esempio: " Per valle illa quam dixi ingens ". Nello stesso testo ricorre "ille" (pronome dimostrativo latino, da ille - illa- illud, v. linguistica) usato come determinante un elemento noto. Pertanto l'articolo determinativo nella lingua romanza potrebbe aver cominciato la sua evoluzione dal modo in cui fu usato "ille" nella Peregrinatio. Tra i primi documenti nei quali il volgare assume carattere di linguaggio già ufficiale e colto sono quattro testimonianze giurate che riguardano certe controversie sull'appartenenza di alcuni lotti di terreno ai benedettini del monastero di Capua, di Sessa e di Teano che vennero registrate tra il 960 e il 963, noti come i quattro placiti cassinesi.
Le formule usate in queste testimonianze sono la ripetizione di quanto preparato in precedenza dal giudice in testo latino e in seguito stilate in volgare perché esse fossero comprese dai tutti i presenti al giudizio. Tra questi documenti vi è quello che viene generalmente chiamato il "Placito capuano". Il critico scrive: "In un placito capuano del 960 è riprodotta la formula pronunciata dai testimoni in una lite di confini tra il monastero di Montecassino e tal Rodelgrimo d'Aquino: «Sao ko kelle terre, per kelle fini que ki contene, trenta anni le possette parte Sancti Benedicti».
Così, a poco a poco, con il passare del tempo i documenti di questo genere, e non solo, diventano sempre più frequenti, come i libri di memorie contabili, i tre versi inseriti in un dramma scritto in latino sulla Passione, un'epigrafe sulla facciata della chiesa di San Clemente a Roma dove il servitore riferisce parole in volgare e il santo in latino, un privilegio sardo e una confessione di origine marchigiana o umbra tutti appartenenti all'XI secolo.
Del XII secolo ci è poi pervenuta una carta di origine calabrese e una scritta piuttosto semplice formata di quattro endecasillabi che si poteva leggere, nel Duomo di Ferrara "Li mille cento trenta cenqe nato - fo questo templo a San Gogio donato - da Glelmo ciptadin per so amore - e mea fo l'opra. Nicolo scolptore", come riporta Sapegno in note, in realtà si tratta di un clamoroso falso del  Baruffaldi., che ha tratto in inganno i filologi, compreso Sapegno, per più di due secoli.
Ricordiamo anche il Ritmo di Travale del 1158: "Guaita guaita male, no mangiai ma' mezo pane".
Al XIII secolo risalgono poi dei frammenti d'un manoscritto appartenente a certi banchieri fiorentini e, sempre in Toscana, seguono altri documenti che riguardano questioni di interessi privati o appartenenti a istituzioni pubbliche.

### Uso del volgare e suo uso letterario
Per queste prime testimonianze in volgare bisogna tener conto che "… il volgare, che passa nelle scritture e diventa a poco a poco lingua letteraria, non è il linguaggio del popolo così come questo direttamente lo parla, ma è quello stesso linguaggio di una persona colta, e che generalmente sa di latino, lo tratta e lo sistema, perché sia comprensibile al popolo ma al tempo stesso abbia la dignità grammaticale e stilistica di stare accanto al latino".
Come tutte le lingue romanze, l'italiano discende dal latino, con cui ha legami molto più stretti delle altre lingue romanze proprio in virtù della prolungata permanenza della lingua madre in tutte le fasce sociali italiane. La letteratura italiana scritta si afferma in ritardo rispetto ad altre letterature europee perché la lingua di cultura per eccellenza fu a lungo il solo latino, lingua della Chiesa, dei tribunali e delle corti, ma anche delle scuole e delle università. A questo fattore si aggiunge anche l'uso della lingua d'oc e della lingua d'oïl nelle corti italiane del centro-nord, che produsse, tra i tanti rimaneggiamenti e imitazioni pedestri, anche alcune opere letterarie di un certo pregio, dal Tresor di Brunetto Latini, al Milione che Marco Polo dettò a Rustichello da Pisa in francese, ai canti d'amore di Sordello da Goito. Questo almeno fino al momento in cui il Canzoniere siciliano si diffuse in Toscana, principalmente ad opera di Guittone d'Arezzo, da cui trasse spunti linguistici e poetici, sotto l'influenza di quel preumanesimo che avrebbe portato il travaso della letteratura e retorica classica nel toscano e nel bolognese riavvicinando la poesia italiana ai contenuti classici e distanziandola dal mondo cavalleresco franco-normanno che aveva fino allora cercato di copiare.
Per trovare, in Italia, testi a carattere propriamente letterario in un volgare solido bisogna risalire intorno alla metà del XII secolo con il Ritmo laurenziano (che si fa risalire al 1150-1157) ritrovato in un codice della Biblioteca Medicea Laurenziana di Firenze, che consiste nella cantilena di un giullare toscano, o al Ritmo di sant'Alessio trovato nelle Marche nel XIII secolo o al Ritmo cassinese.

## Il Duecento

### Premesse
Il periodo storico che va dal 1224, data presumibile della composizione del Cantico delle creature di San Francesco d'Assisi, al 1321, anno in cui morì Dante, si contraddistingue per i numerosi mutamenti in campo sociale e politico e per la viva attività intellettuale e religiosa. Siamo agli albori della letteratura italiana con le sue manifestazioni regionali e tematiche che vedranno, nel filone siculo-toscano e, infine, stilnovista, l'espressione più alta dal punto di vista spirituale e stilistico della produzione letteraria.

### Letteratura allegorico-didattica

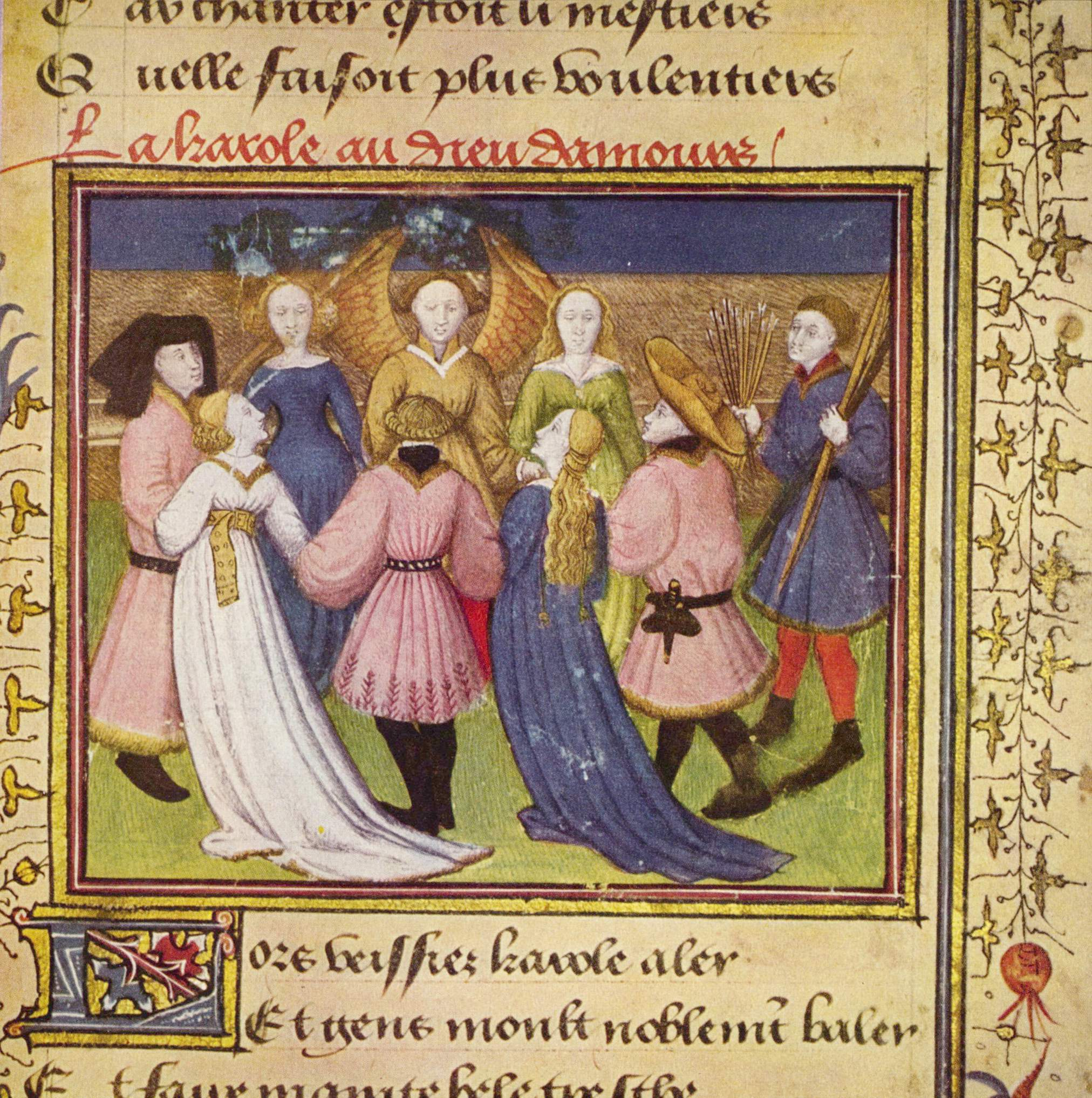
Manoscritto del Roman de la Rose (1420 - 1430).

Un tipo di letteratura, quella di carattere enciclopedico e allegorico, in Francia nata già nel XII secolo con l'Anticlaudianus del filosofo Alano di Lilla, giunse nel Duecento in Italia con i suoi modelli, come il famoso Roman de la Rose che nelle due parti composte tra il 1230 e il 1280 circa da Guillaume de Lorris e Jean de Meung narrano, con abbondanti figure simboliche e audaci personificazioni, le vicende del sentimento amoroso nei suoi vari e drammatici aspetti. L'influsso del Roman si avverte in tutte le opere allegorico-didattiche antiche scritte in volgare.
A fianco dell'imitazione del Roman de la Rose, nell'area dell'Italia settentrionale (specialmente in ambito veneto e lombardo), componimenti dal sapore allegorico e morale (o didattico) i quali «esprimono nel loro insieme il tentativo di un innalzamento dei dialetti settentrionali, veneto-lombardi, ad espressione letteraria». Esponenti di questa corrente letteraria sono, principalmente, Fra' Giacomino da Verona dell'ordine dei frati minori francescani il quale scrisse due poemi in versi alessandrini: il De Babilonia civitate infernali e il De Jerusalem celesti dove vengono elencate rispettivamente le pene dell'Inferno e le gioie del Paradiso; e il milanese Bonvesin de la Riva degli Umiliati, che compose molte opere sia in volgare che in latino. Tra le più note scritte in latino si ricorda il De magnalibus urbis Mediolani, una sintetica storia di Milano, e in volgare il "Libro delle Tre Scritture" (la Nigra, la Rossa e la Dorata), un poemetto dove vengono narrate le dodici pene dell'Inferno, la Passione di Cristo e le glorie del Paradiso.

### La letteratura religiosa
Contemporaneamente a questi componimenti dell'Italia settentrionale, nasce, soprattutto in Umbria, una letteratura in versi a carattere religioso scritta nei vari dialetti locali per lo più anonima. Si usa collocare nel 1260 la vera nascita della lirica religiosa al tempo in cui nacque a Perugia, sotto la guida di Raniero Fasani, la confraternita dei Disciplinati che usava come mezzo di espiazione la flagellazione pubblica. Il rito veniva accompagnato da canti corali che avevano come schema la canzone a ballo profana. Attraverso le laude, liriche drammatiche, pasquali o passionali secondo l'argomento religioso trattato, il movimento si diffuse in tutta l'Italia del Nord stabilendone il centro a Perugia e ad Assisi. Ma è il Cantico di Frate Sole o Cantico delle creature di san Francesco d'Assisi ad essere considerato il più antico componimento in volgare italiano.

#### La letteratura francescana
Dopo la morte di San Francesco nacque una fiorente letteratura francescana che proseguì anche nel Trecento. Essa produsse numerose biografie del santo scritte in latino e presto tradotte in volgare. Si ricordano soprattutto di Tommaso da Celano la Legenda prima, che venne scritta per commissione del papa Gregorio IX nel 1229, la Legenda secunda e la Legenda trium sociorum redatta non come una vera biografia ma come una sequenza di episodi eccezionali, compiuti da San Francesco e dai suoi tre compagni (Leone, Rufino e Angelo), secondo il modello dei fioretti; lo "Speculum perfectionis", redatta da uno scrittore anonimo che è stato il primo a tramandarci "Il Cantico delle creature". La seconda biografia del santo di carattere ufficiale è quella che scrisse san Bonaventura, intitolata Legenda maior, per incarico dell'Ordine dei Frati Minori per arrivare agli Actus beati Francisci et sociorum eius considerati la prima fonte de I Fioretti di san Francesco in volgare. Sarà però con Jacopone da Todi e con lo Stabat Mater, una lauda dialogata dal linguaggio misto di parole del volgare umbro e di latinismi e dalla metrica che ripropone i modelli della poesia dotta, che la poesia religiosa raggiunge il suo vero apice poetico.

### La scuola siciliana

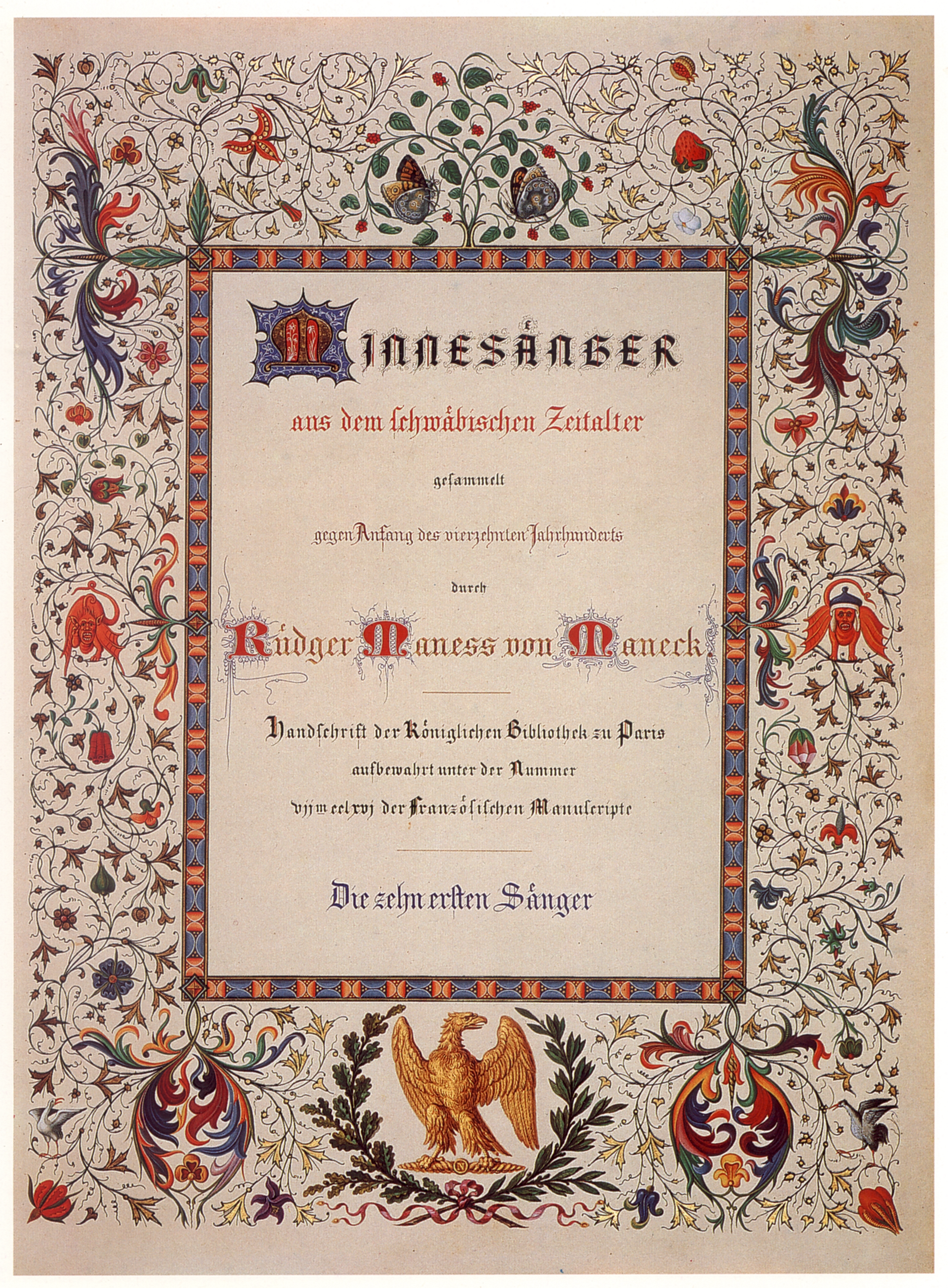
Raccolta di Minnesang del 1850

Fin dal 1166 alla corte normanna di Guglielmo II di Sicilia convenivano da ogni parte i trovatori italiani e provenzali.
Una prima elaborazione di lingua letteraria da poter mettere in versi si ebbe al tempo di Federico II di Svevia in Sicilia dove l'imperatore, di ritorno dalla Germania aveva avuto modo di conoscere i Minnesänger tedeschi, aveva dato l'avvio, nel 1220-50 circa, alla Scuola siciliana, una vera scuola poetica in aulico siciliano che si ispirava ai modelli provenzali e che portò avanti la sua attività letteraria per circa un trentennio concludendosi nel 1266 con la morte del figlio di Federico, Manfredi, re d'Italia morto nella battaglia di Benevento (1266). I poeti di questa scuola «… scrivevano in un siciliano illustre, in un siciliano cioè nobilitato dal continuo raffronto con le due lingue, in quel momento auliche per eccellenza: il latino e il provenzale». Il tema dominante nei poeti siciliani fu quello dell'amore ispirato ai modelli provenzali: le forme in cui si espresse questa poesia sono la canzone, la canzonetta e il sonetto, felice invenzione di Giacomo da Lentini, caposcuola del movimento. Tra i maggiori si ricorda inoltre Guido delle Colonne del quale sono pervenute cinque canzoni, Pier della Vigna di Capua nominato da Dante nel XIII canto dell'Inferno, Rinaldo d'Aquino, Giacomo Pugliese, Stefano Protonotaro da Messina al quale dobbiamo l'unica composizione conservata in lingua originale siciliana (Pir meu cori alligrari). Di diversa estrazione era infatti la scuola dell'isola, composta prevalentemente di giuristi e notai, più vicini del mondo francese alla tradizione umanistica e nel complesso distanti dal mondo cavalleresco francese, ammirato da lontano ma difficilmente sentito come proprio, tanto più in quanto l'imperatore aveva in effetti attuato per la prima volta nella storia, dopo durissime lotte, lo smantellamento del sistema feudale. Annoverato come poeta appartenente alla scuola siciliana vi fu anche Cielo d'Alcamo che scrisse nel 1231 il famoso contrasto Rosa fresca aulentissima, dal sapore burlesco per il tipico contrasto tematico che caratterizza dalla lirica d'amore.

### La scuola toscana
Con la morte di Federico II e del figlio Manfredi si assiste al tramonto della potenza sveva e anche l'esaurirsi della poesia siciliana. Dopo la Battaglia di Benevento l'attività culturale si sposta dalla Sicilia alla Toscana, dove nasce una lirica d'amore, la lirica siculo-toscana, non dissimile da quella dei poeti della corte siciliana ma adattata al nuovo volgare e innestata nel clima dinamico e conflittuale delle città comunali: sul piano tematico dell'amore cortese si affiancano nuovi contenuti politici e morali. Vengono così ripresi in Toscana i temi della scuola siciliana e le ricercatezze di stile e di metrica propria dei Provenzali con l'arricchimento dato dalle nuove passioni dell'età comunale. Fanno parte del gruppo dei poeti toscani Bonagiunta Orbicciani da Lucca, Monte Andrea, il fiorentino Chiaro Davanzati, Compiuta Donzella e molti altri di cui il più noto è Fra Guittone dal Viva da Arezzo. A quest'ultimo, oltre a componimenti di natura religiosa e amorosa (le sue rime si contano in 50 canzoni e 239 sonetti), si ricorda la canzone politica (o sirventese) Ahi lasso, or è stagion de doler tanto, scritta in seguito alla sconfitta che i guelfi fiorentini subirono nel 1260 a Montaperti per opera dei ghibellini nella quale, con il tono energico e veemente che si ritroverà in alcune pagine di Dante, egli lamenta la pace perduta utilizzando e alternando il sarcasmo con l'invettiva e l'ironia.

### Il Dolce stil novo

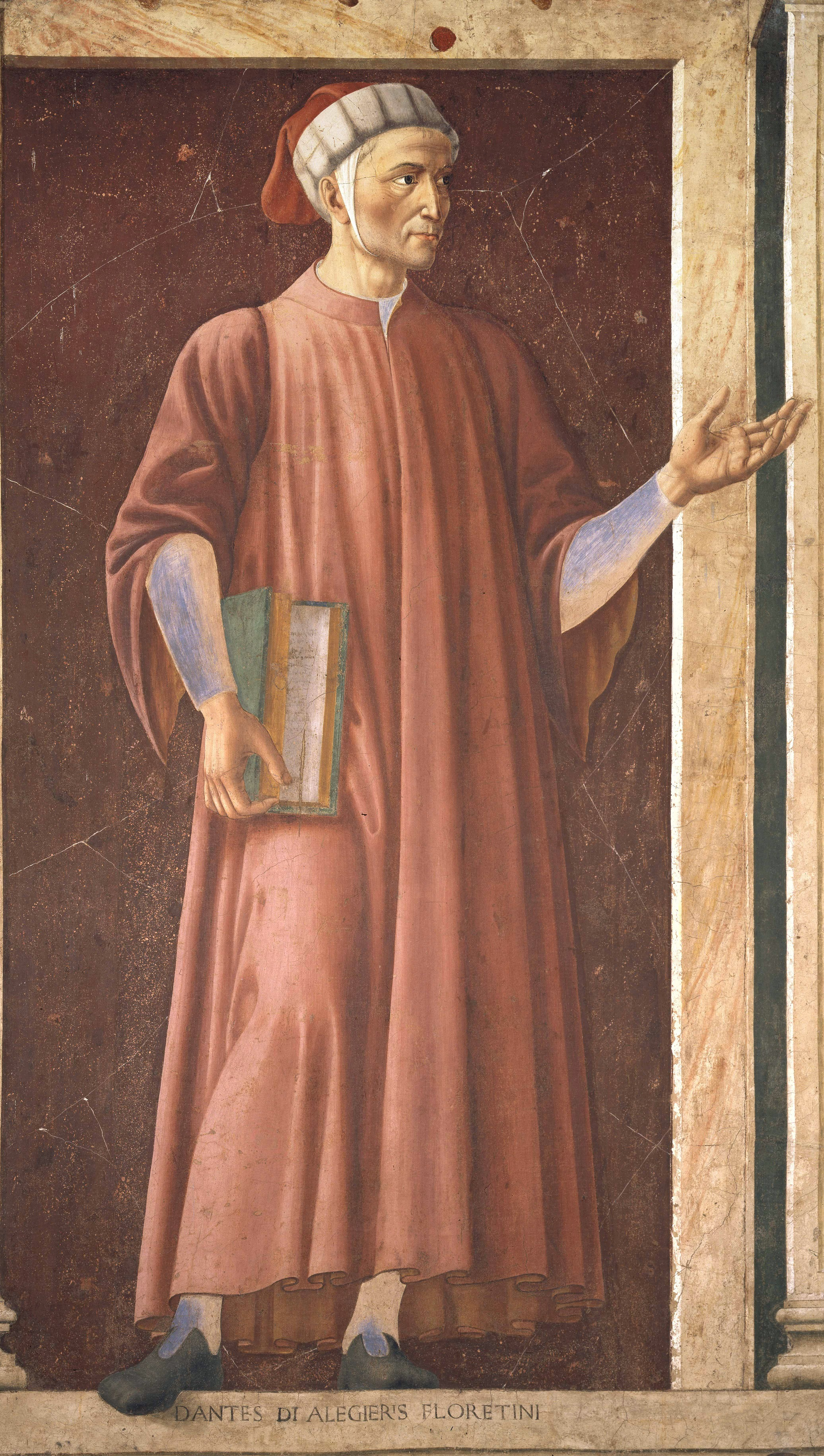
Dante Alighieri (Andrea del Castagno, Ciclo degli uomini e donne illustri)

Tra la fine del XIII secolo e i primi anni del successivo nasce il Dolce stil novo, un movimento poetico che, accentuando la tematica amorosa della lirica cortese, la conduce a una maturazione molto raffinata.
Nato a Bologna e in seguito fiorito a Firenze, esso diventa presto sinonimo di alta cultura filosofica e questo, come giustifica Sansoni, "... spiega perciò come i giovani poeti della nuova scuola guardassero con disprezzo, più che ai siciliani, ai rimatori del gruppo toscano, che accusavano di avere in qualche modo imborghesita la poesia e di mancare di schiettezza e raffinatezza stilistica ".
Il nome della nuova "scuola" si trae da Dante. Così afferma Natalino Sapegno: "È noto che Dante, incontrando, in un balzo del suo Purgatorio, il rimatore Bonagiunta Orbicciani, mentre ci offre il nome (da noi per convenzione ormai antica adottato) della scuola o gruppo letterario cui egli appartiene, definisce poi questo "dolce stil novo" uno scrivere quando "Amore spira".
Infatti nel XXIV canto del Purgatorio Bonagiunta Orbicciani di Lucca si rivolge a Dante chiedendogli se si trattasse proprio di
e Dante gli risponde senza dire il suo nome ma così definendosi:
ed è a questo punto che Bonagiunta risponde:
I poeti del "Dolce Stil Novo" fanno dell'amore il momento centrale della vita dello spirito e possiedono un linguaggio più ricco e articolato di quello dei poeti delle scuole precedenti. La loro dottrina "toglieva all'amore ogni residuo terreno e riusciva a farne non un mezzo, ma il mezzo per ascendere alla più alta comprensione di Dio". L'iniziatore di questa scuola fu il bolognese Guido Guinizelli e tra gli altri poeti, soprattutto toscani, si ricordano i grandi come Guido Cavalcanti, Dante stesso, Cino da Pistoia e i minori come Lapo Gianni, Gianni Alfani, Dino Frescobaldi.

#### Guido Guinizzelli
Considerato il fondatore del "dolce stil novo", di Guido Guinizzelli non si hanno dati anagrafici certi. Egli viene riconosciuto da alcuni nel ghibellino Guido di Guinizzello nato a Bologna tra il 1230 e il 1240, da altri con un certo Guido Guinizello, un podestà di Castelfranco Emilia.
Egli ci ha lasciato, con la canzone Al cor gentil rempaira sempre amore, quello che deve considerarsi il manifesto del "dolce stil novo" dove viene messa in evidenza l'identità tra il cuore nobile e l'amore e come la gentilezza stia nelle qualità dell'animo e non nel sangue. Egli riprende poi con accenti sublimi il concetto del paragone tra la donna e l'angelo, già valorizzato da Guittone d'Arezzo e da altri poeti precedenti.

#### Guido Cavalcanti
Nato a Firenze da una delle famiglie guelfe di parte bianca tra le più potenti della città, Guido Cavalcanti venne descritto dai suoi contemporanei "come cavaliere disdegnoso e solitario, tutto volto alla meditazione filosofica e quasi certamente seguace dell'averroismo".
Fu amico di Dante Alighieri, che a lui dedicò la Vita Nova, e partecipò attivamente alla vita politica fiorentina sostenendo i Cerchi contro i Donati. Mandato in esilio a Sarzana il 24 giugno 1300 ritornò l'anno stesso in patria dove la morte lo colse alla fine di agosto del medesimo anno.
La canzone più famosa di Cavalcanti fu la teorica "Donna mi prega perch'io voglio dire", nella quale il poeta tratta dell'amore dandone un'interpretazione di carattere averroista, come sostiene Mario Sansone, l'amore è per il Cavalcanti un "processo dell'intelligenza che dalla "veduta forma" della donna estrae l'idea della bellezza, già posseduta in potenza, e se ne compenetra" e non è, come per il Guinizzelli, beatificante ma estremamente terreno e dà più dolori che gioie.

### Stilnovisti minori
Accanto ai tre stilnovisti maggiori (Guinizzelli, Cavalcanti e Dante) vi furono altri quattro poeti appartenenti alla corrente del Dolce stil novo.
Lapo Gianni, scrittore di diciassette componimenti poetici giunti fino a noi, viene ricordato nel famoso sonetto di Dante "Guido, i' vorrei che tu e Lapo ed io": da questa si presume che Dante sia un amico intimo di Lapo, insieme a Cavalcanti.
Gianni Alfani, figura di ancora incerta attribuzione storica, viene ricordato soprattutto per la sua "Ballatetta dolente". Egli conosceva Guido Cavalcanti, come si può sapere da un suo sonetto ("Guido, quel Gianni ch'a te fu l'altrieri") ed ha composto un numero di rime assai ridotto rispetto a quello degli altri stilnovisti.
Dino Frescobaldi fu un poeta molto amato sia dai contemporanei sia dai critici letterari moderni. Amico intimo di Dante, il sommo poeta gli inviò i primi sette canti della sua maggior opera, e Dino glieli restituì pregando che la continuasse.
L'ultimo stilnovista fu Cino da Pistoia, celebrato dalla critica come mediatore fra lo stile di Dante e quello di Petrarca e maestro dello stesso Petrarca nella musicalità della poesia e nell'efficacia dell'uso del volgare.

### La poesia comico-realistica
Accanto alla lirica cortese un posto di rilievo va assegnato alla poesia comico-realistica: chiaramente antitetica alla contemporanea spiritualità stilnovista, la corrente comico-realistica è giocosa e realista, coltiva il gusto dell'invettiva, della ribellione e della comicità che vanno a sostituire quello della bellezza ideale.
La storiografia letteraria ha coniato espressioni differenti per delineare una tendenza poetica caratterizzata dall'affrontare temi aderenti alla realtà e al quotidiano in chiave generalmente parodica: si parla di poesia borghese, poesia comico-realistica, poesia realistico giocosa. L'etichetta che indubbiamente risulta più esaustiva è "poesia comico-realistica" in quanto il binomio dà indicazioni sullo stile (comico, che i manuali di retorica contrapponevano a quello tragico. Lo stile comico consente l'uso del linguaggio triviale ed è adatto a trattare argomenti legati alla quotidianità e materialità) e sul contenuto (realistico).
Essa si diffonde in Umbria e in Toscana ed ebbe il suo centro a Siena. Tra i poeti maggiori si ricordano Rustico di Filippo, che ha lasciato 58 sonetti nei quali si avverte la lezione siculo-guittoniana ma anche originali temi legati al genere comico, Meo de' Tolomei autore di alcuni sonetti a carattere caricaturale e il giullare aretino Cenne della Chitarra che scrisse canzoni ispirate alla vita rustica. Ma i due poeti più significativi della poesia comico-realistica furono Cecco Angiolieri, Folgóre da San Gimignano.
È questa una corrente che si riallaccia a una tradizione di derivazione mediolatina, quella della poesia goliardica che si era diffusa nel XII secolo in Francia, in Germania e in Italia, ma anche al fabliau.
Essa si ispira a temi realistici (l'amore come vibrazione di sensi, la donna come creatura terrena) e a motivi anticortesi (l'esaltazione del denaro, del gioco, della taverna e del piacere). L'effetto parodico è appunto ottenuto dalla celebrazione dei valori opposti a quelli stilnovisti e cortesi. La donna non è figura angelica, spirituale; l'amore non è esperienza platonica, decarnalizzata ma l'amore è celebrato in quanto valore terreno, da consumarsi.

Anche il linguaggio è quello quotidiano con la ricerca della parola efficace e colorita assoggettato all'utilizzo del rinfaccio e del vituperium, con un frequente uso al discorso diretto e all'uso di un gergo che si può definire "furfantesco".

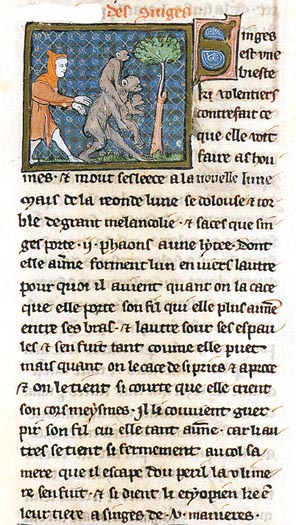
Il Tesoro, libro I

### La letteratura in prosa
Il peso della prosa latina e francese (considerate lingue più adatte alla composizione letteraria) è ancora molto forte in questo periodo per cui la prosa in volgare, rispetto alla poesia, subì un certo ritardo.
Il primo a fornire i nuovi modelli per il volgare fu il grammatico bolognese Guido Faba che comprese l'importanza che la lingua volgare stava acquisendo nella vita quotidiana e in quella politica.
Nel corso del Trecento si forma una raccolta di novelle scritte in volgare fiorentino, di autore anonimo, intitolato il Novellino con finalità morali e pedagogiche.
Tra gli altri prosatori in volgare di questo periodo si ricordano Salimbene de Adam, un frate francescano di Parma, che scrisse numerose cronache in un latino colto e nello stesso tempo popolare che accoglieva anche numerose forme di lingua lombarda e di lingua emiliana; Jacopo da Varazze, frate domenicano diventato nel 1292 vescovo di Genova che scrisse in latino una raccolta che venne presto diffusa in versione volgarizzata; Brunetto Latini, senza dubbio la figura principale tra i prosatori duecenteschi che scrisse in lingua d'oil il Tesoro (Li livres dou Trésor), un testo enciclopedico che tradotto in seguito in volgare ebbe due versioni e che Dante considerò una fonte preziosa per la sua Commedia citandolo come maestro ideale nel XV canto dell'Inferno, e il Tesoretto ricalcando il modello del Roman de la rose; Bono Giamboni compilò un'opera a carattere allegorica-didascalica, Il libro de' vizi e delle virtudi creando la prima opera dottrinale autonoma.

#### Le prose dottrinali e morali
Cospicui sono gli scritti che vengono composti in volgare e in francese di carattere dottrinale e morale come il "Libro della composizione del mondo" di Restoro d'Arezzo, una specie di moderno trattato di geografia e di astronomia, il "Liber de regimine rectoris" di fra' Paolino Minorita scritto in volgare veneziano seguendo il modello latino e francese che riporta suggerimenti di carattere morale per coloro che governano, il "Trésor" di Brunetto Latini scritto in francese e dello stesso autore il poema allegorico-didattico rimasto incompiuto intitolato "Il Tesoretto".
Molte prose del Duecento sono in prevalenza tradotte dal francese e hanno carattere morale come i "Dodici canti morali", i "Disticha Catonis" e i trattati di Albertano da Brescia tradotti in volgare da Andrea da Grosseto nel 1268 e dal pistoiese Soffredi del Grazia nel 1278. Il volgarizzamento di Andrea da Grosseto si può definire la prima opera in prosa in lingua italiana, poiché l'intento del grossetano era di utilizzare una lingua nazionale, unificatrice, comprensibile in tutta la Penisola, una lingua che lui definisce per l'appunto italica.
Altri esempi si trovano nel florilegio il "Fiore di virtù" che per tradizione si attribuisce ad un "frate Tommaso" di Bologna, e nell'"Introduzione alla virtù" di Bono Giamboni.

#### Le prose retoriche
Di maggiore valore letterario sono alcune opere di carattere retorico che vedono un innalzamento dell'espressione letteraria e un certo sforzo artistico nel raffinare le forme dialettali come nella "Rettorica" di Brunetto Latini, nel "Fiore di rettoricas" erroneamente attribuito a Guidotto da Bologna, ma opera di Bono Giamboni e soprattutto le trentasei "Lettere" di Fra Guittone d'Arezzo, di carattere morale giudicate "notevoli perché Guittone mira in esse a fondare una prosa letteraria, basandosi sulla retorica medievale e applicando alla prosa volgare il cursus dello stile romano e i modi dello stile isidoriano".

#### La novellistica

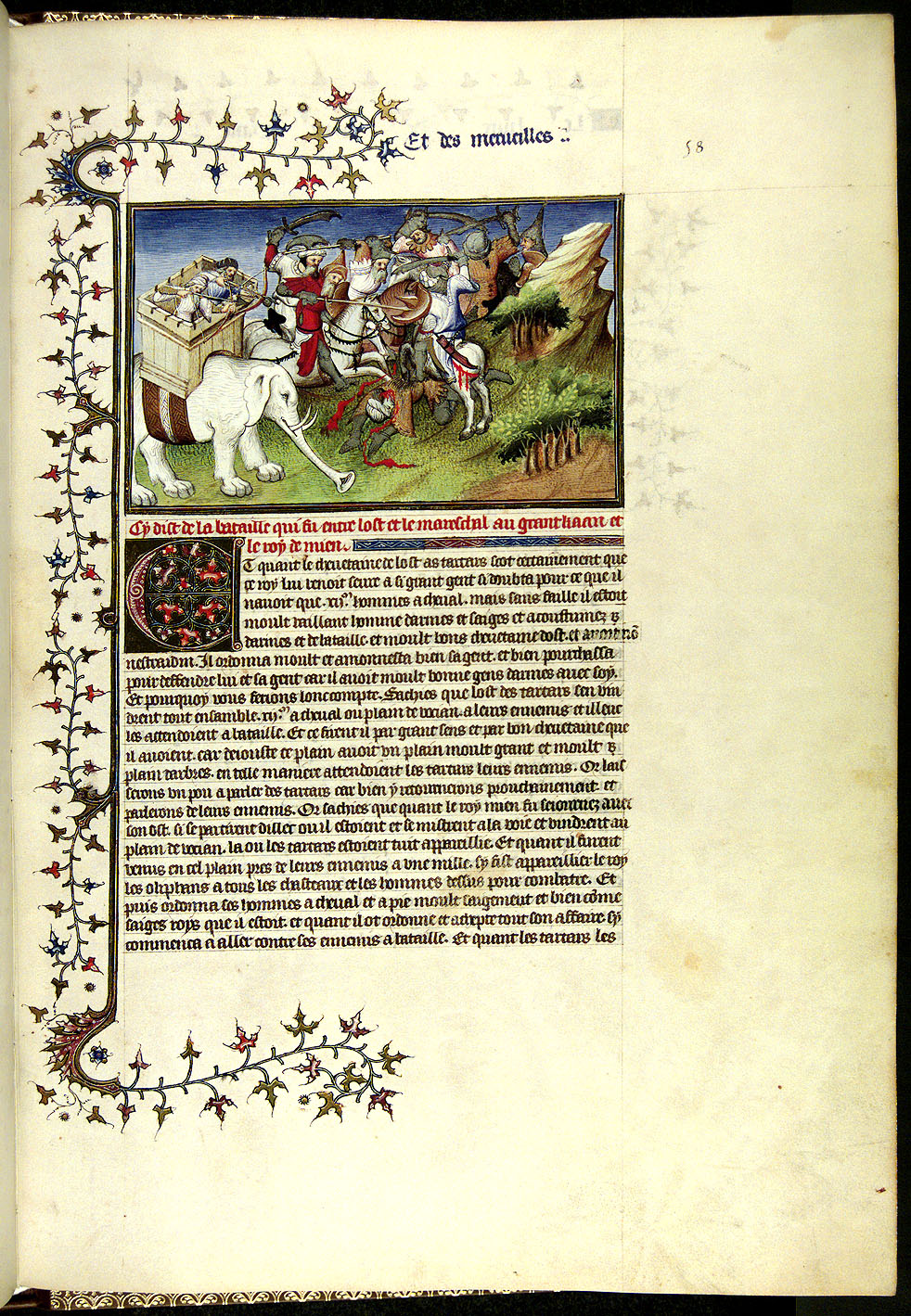
Una pagina di un manoscritto del Milione.

Fanno parte della novellistica e hanno uno stile linguistico di una certa originalità il Libro de' sette savi e il Novellino.
Il "Libro de' sette savi" è la traduzione volgarizzata dal francese di una raccolta composta da quindici novelle nata in India e in seguito tradotta e rielaborata in latino e in altre lingue orientali ed europee, mentre il Novellino o "Le cento novelle antiche" è una silloge di cento brevi novelle che contengono racconti biblici, leggende cavalleresche o di carattere mitologico scritte da un autore ignoto verso la fine del secolo.

#### La storiografia
Anche nelle opere a carattere storiografico gli scrittori di questo periodo utilizzano la lingua francese insieme al volgare e seguono un modello tradizionale che era quello della narrazione di una città dalle origini, di solito leggendarie e a volte fantastiche che però possiedono vicende di un certo interesse storiografico. Ne è un esempio la "Cronique des Veniciens" di Martino Canal redatta in francese che va dalle origini della città al 1275, la "Cronichetta pisana" scritta in volgare e la cronaca fiorentina di Ricordano Malispini che narra le origini leggendarie di Firenze e arriva fino all'anno 1281.
Tra le opere storiche si è soliti tenere in considerazione Il Milione di Marco Polo che narra i racconti di viaggio fatti in Estremo Oriente dal 1271 al 1295 e da lui dettati in francese a Rustichello da Pisa nel 1298 mentre ambedue erano prigionieri nel carcere di Genova.

## Il Trecento
Nel secolo XIV le tendenze sociali e politiche che si erano fatte sentire nel secolo precedente si esasperano fino a vedere la decadenza dell'Impero e della Chiesa mentre si assiste all'affermarsi di una nuova spiritualità che, come scrive Mario Sansone, "... consiste nel senso sempre più energico degli interessi e dei valori mondani e terreni, non in contrapposizione a quelli religiosi e oltremondani, ma sciolti da quelli e viventi nella loro autonomia. Declinava il Medioevo in tutti i suoi aspetti: il papato e l'impero, espressioni eminenti di una particolare concezione e interpretazione della storia, tramontavano. Gli imperatori perdevano sempre più il senso della loro autorità universale, e i papi, in Avignone, avevano tolto vigore alla idea di Roma considerata solo come centro di cristianità, e sorgeva, per contro, sempre più viva l'idea di una missione laica di Roma, da ricongiungersi alla sua grandezza antica".
Nasce così una nuova cultura che si baserà su uno studio attento e preciso dell'antichità classica, sempre più libera da preconcetti di carattere intellettualistico e intenzionata ad allargare ogni forma di pensiero.
I due scrittori che in questo periodo "meglio testimoniano nelle loro opere la complessa fase di trasformazione culturale, sociale e politica del Trecento" e che rappresentano, nella letteratura italiana, un momento di passaggio tra l'età medievale e l'Umanesimo sono Francesco Petrarca e Giovanni Boccaccio.

### Dante Alighieri
(Alberto Asor Rosa)
Tutta la letteratura del secolo XIII viene sintetizzata nelle sue linee fondamentali da Dante Alighieri e, come scrive Giulio Ferroni, crea allo stesso tempo modelli determinanti per tutta la letteratura italiana. La sua formazione culturale e la sua prima esperienza di poeta del "dolce stil novo" si svolgono nell'ultimo scorcio del secolo XIII, ma la maggior parte delle sue opere (compresa la Commedia) vengono scritte nel primo ventennio del secolo XIV. Dante nacque a Firenze nel maggio del 1265 da una famiglia guelfa di modeste condizioni sociali anche se appartenente alla piccola nobiltà. Imparò l'arte retorica da Brunetto Latini e l'arte del rimare da autodidatta e la poesia rimarrà sempre il centro della sua vita.
(da la Vita Nuova)
Le prime poesie di Dante risentono dello stile guittoniano ma, dopo la conoscenza di Guido Cavalcanti, egli scoprì un nuovo modo di far poesia.

#### LaVita Nuova, LeRimee IlConvivio

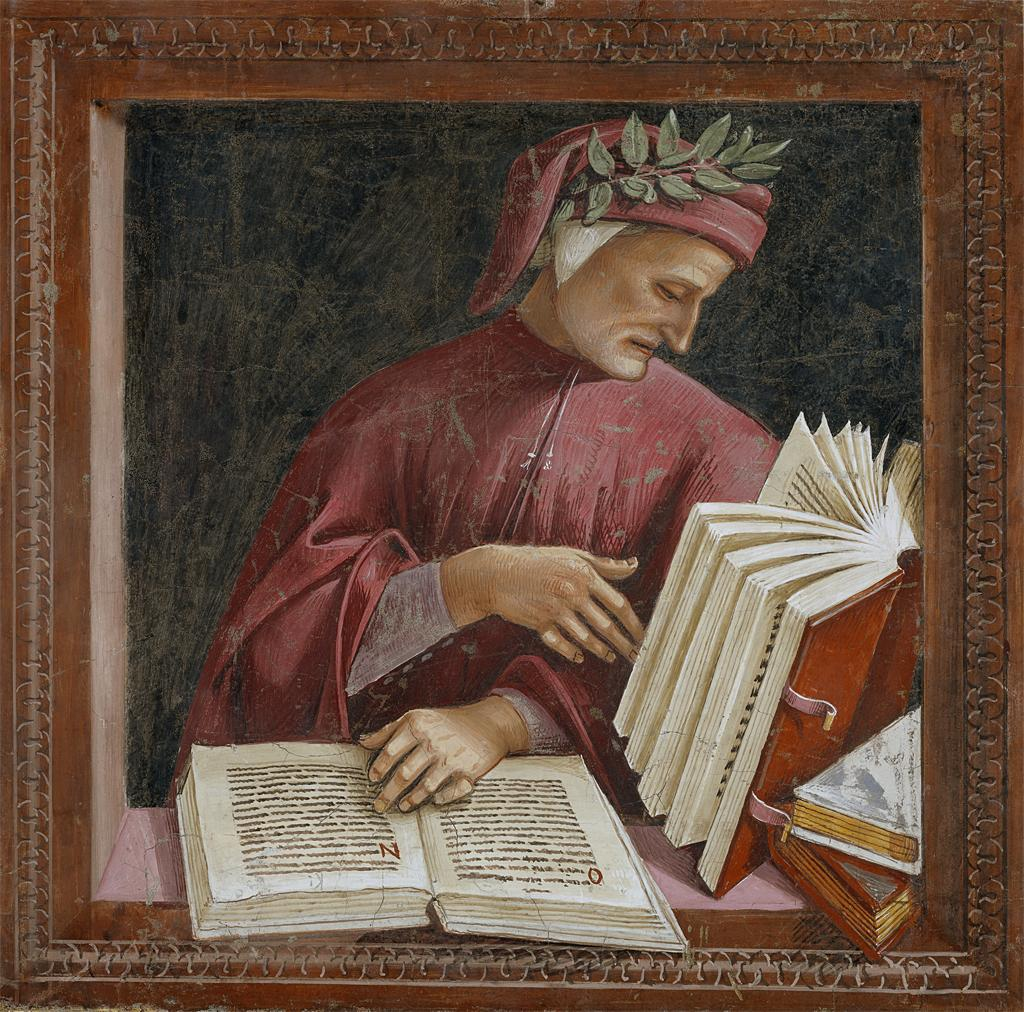
Dante in un affresco di Luca Signorelli

Secondo le indicazioni che Dante stesso ci ha lasciato nel "Convivio", egli compose la Vita Nuova nel 1293, tre anni dopo la morte di Beatrice. È questa un'opera in versi mista di prosa e poesia, quindi un prosimetro, che contiene venticinque sonetti, quattro canzoni, una ballata e una stanza oltre che alcune prose atte a spiegare il perché di certa divisione nelle poesie o a narrare i fatti che furono la causa della loro composizione. In essa Dante racconta il suo amore per Beatrice dal primo incontro sino agli anni che seguono la morte della donna.
Le Rime contengono tutte quelle composizioni poetiche che ci sono pervenute senza un ordine preciso e in seguito sono state ordinate dai critici moderni. Fanno parte delle rime poesie giovanili che risentono della scuola guittoniana o dell'influenza del Cavalcanti ma anche di carattere già personale e stilnovista e molte canzoni di carattere allegorico e didattico.
Il Convivio venne composto tra il 1304 e il 1307 e nelle intenzioni di Dante doveva consistere in un trattato enciclopedico composto da quindici libri dei quali uno d'introduzione e gli altri come commento a quattordici canzoni di carattere allegorico. In realtà il poeta ne compose solamente quattro: l'introduzione e il commento alle canzoni "Voi che intendendo il terzo ciel movete", "Amor che nella mente mi ragiona", "Le dolci rime d'amor ch'io solia".

#### I trattati in latino
L'opera intitolata il De vulgari eloquentia, composta da Dante negli stessi anni del Convivio, è un trattato rimasto incompiuto come il "Convivio". Esso doveva essere composto almeno di quattro libri ma il poeta scrisse solamente il primo e quattordici capitoli del secondo. In esso viene trattata l'origine del linguaggio, si discute delle lingue europee e in modo particolare di quelle romanze e viene fatta una classificazione in quattordici gruppi dei dialetti di tutta la penisola.
La "Quaestio de aqua et terra" è un trattato di carattere scientifico letto a Verona davanti al clero nel gennaio del 1320 nel quale Dante, per confutare un passo di Aristotele, sostiene la tesi che nel globo le terre emerse sono più alte delle acque.
Il De Monarchia, quasi certamente composto tra il 1312 e il 1313 è un'opera composta da tre trattati scritti in lingua latina dove il poeta vuole dimostrare la necessità di una monarchia universale per mantenere il benessere nel mondo (libro I), dove afferma che a buon diritto l'ufficio dell'impero l'ha conquistato il popolo romano (libro II) e che direttamente da Dio nasce la monarchia temporale (libro III). L'opera, pur rappresentando la piena maturità del pensiero politico di Dante non è — sostiene Mario Sansone — "... un trattato di tecnica politica - e Dante ripugnava ai problemi della pura scienza - ma una religiosa interpretazione del destino degli uomini nella loro umana convivenza e delle leggi e dei principi che Dio ha disposti a governo e reggimento di essa".

#### EpistoleedEcloghe
Sotto il nome di Epistole sono raccolte tredici lettere scritte in latino da Dante a personaggi illustri del suo tempo nelle quali tratta i temi importanti della vita pubblica. Le Egloghe sono due componimenti in latino scritti a Ravenna tra il 1319 ed il 1320 in risposta a Giovanni del Virgilio, un professore dell'università bolognese, che gli aveva indirizzato un carme nel quale lo invitava a non perdersi con la lingua volgare e a scrivere qualcosa nella lingua dotta per poter ottenere l'alloro per la poesia. Dante ammette di desiderare il riconoscimento poetico ma afferma che desidera conquistarlo con il poema in volgare che sta scrivendo.

#### LaCommedia

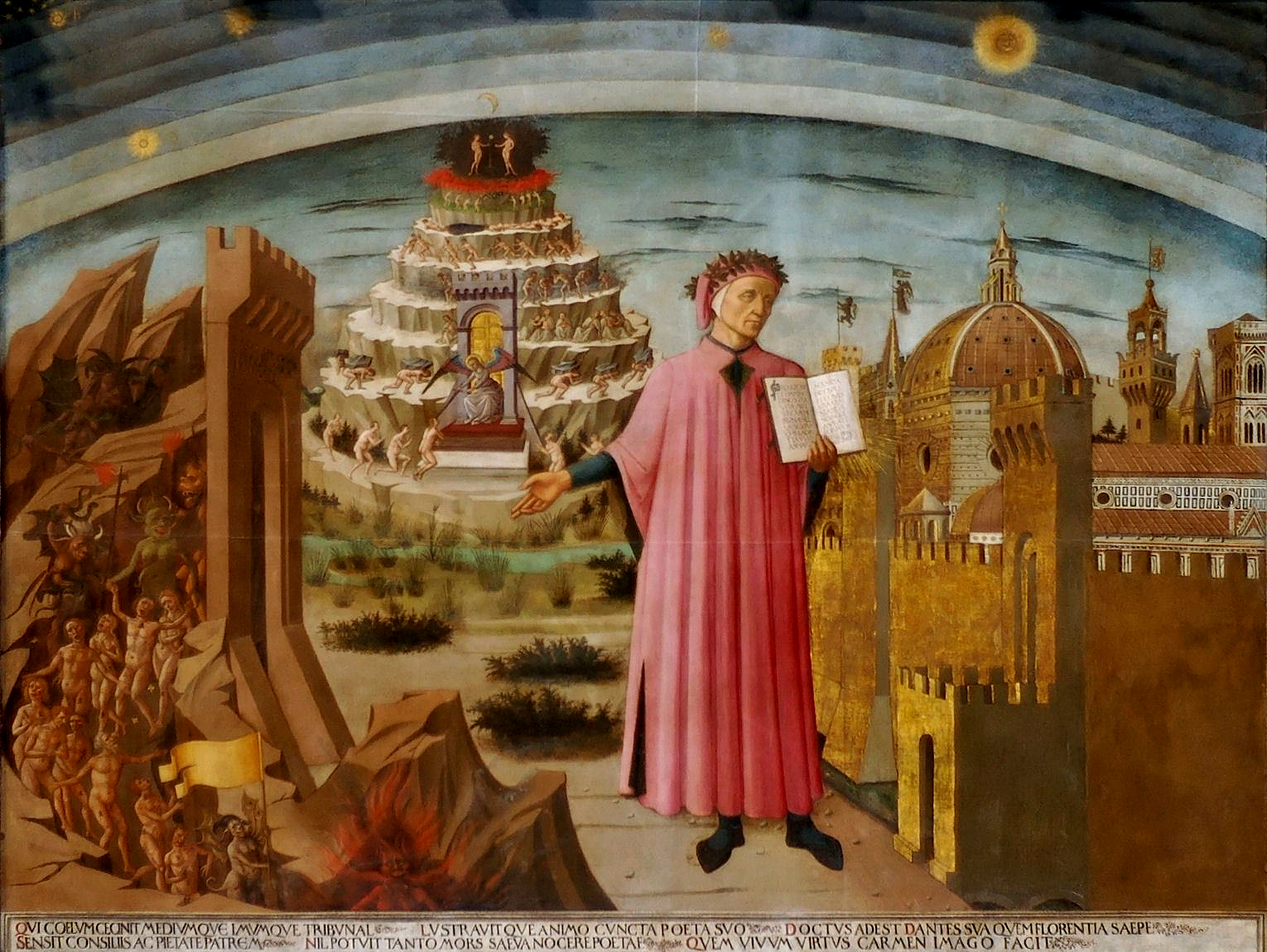
Dante e il suo poema Affresco di Domenico di Michelino a Santa Maria del Fiore, Firenze (1465)

La Divina Commedia è un poema di carattere didattico-allegorico sotto forma di visione scritto in lingua volgare toscana in terzine incatenate di versi endecasillabi.
Esso è composto da 100 canti e suddiviso in tre cantiche di trentatré canti più il canto di introduzione della prima cantica. La data precisa che possa indicare quando Dante iniziò a scrivere il poema non è reperibile da nessun documento, ma molti sono gli studiosi propensi a credere che esso venne iniziato a partire dal 1307 durante l'esilio del poeta e che la cantica dell'Inferno e quella del Purgatorio siano state composte prima dell'aprile 1314 mentre il Paradiso sia da attribuire agli ultimi anni di vita di Dante.
Natalino Sapegno afferma che "... essa fu iniziata concretamente negli anni dell'esilio - come par probabile, circa il 1307 -... ed è assai probabile che (secondo un indizio offerto dalla Vita di Dante del Boccaccio) il poeta ricuperasse da Firenze nel 1306, mentre dimorava presso i Malaspina, parti di un'opera in lode di Beatrice da lui incominciata prima dell'esilio... è certo che prima dell'aprile 1314 si poteva discorrere di un libro "quod dicitur Comedia et de infernalibus inter cetera multa tractat", come di opera già pubblicata e diffusa. È da supporre pertanto che l'Inferno e il Purgatorio fossero divulgati entrambi poco dopo la morte di Arrigo VII, e che soltanto il Paradiso sia stato composto negli ultimi anni della vita di Dante; contro l'opinione di quei critici che credono doversi attribuire tutt'intera la composizione del poema agli anni dopo il 1313".

### Francesco Petrarca
Con Francesco Petrarca si apre, nella cultura dell'Italia e dell'Europa, una nuova epoca. Egli, come scrive il Sapegno, può infatti essere considerato il "padre spirituale" dell'Umanesimo essendo in lui "già fortissimo il desiderio di conoscere gli antichi, di raccogliere in gran numero le opere, di trarre dall'oblio quelle che giacevan sepolte nella polvere delle biblioteche monastiche".
Figlio di un notaio di Firenze che aveva dovuto esiliare ad Avignone con la famiglia e aveva trovato lavoro presso la corte papale, Francesco Petrarca crebbe quindi lontano dalla società comunale italiana e questo "distacco tanto fortuito quanto fortunato", come sostiene Asor Rosa, lo abituò "a guardare alle cose da un punto di osservazione che trascendeva i localismi e i regionalismi italiani per diventare il punto d'osservazione della Cultura in quanto tale". Francesco, insieme al fratello minore Gherardo, venne avviato dal padre agli studi giuridici, ma nel 1326, alla morte del padre, ritornò ad Avignone deciso ad abbandonare gli studi di diritto civile. Il 6 aprile del 1327 incontrò una giovane donna di nome Laura, la cui identità è sempre rimasta sconosciuta, e se ne innamorò. Da questo amore nasceranno molte delle sue liriche in volgare e alcune poesie in latino.

Nell'autunno del 1330 divenne cappellano di famiglia del cardinale Giovanni Colonna e nel 1335 gli venne concessa dal papa Benedetto XII la canonica di Lombez. Nel dicembre del 1336 si recò a Roma ospite del vescovo Giacomo Colonna e al suo rientro ad Avignone, colto da una crisi morale e religiosa, acquistò una piccola casa in Valchiusa sulla riva della Sorga dove, lontano dal clamore della grande città, si dedicò alla composizione delle sue opere migliori.

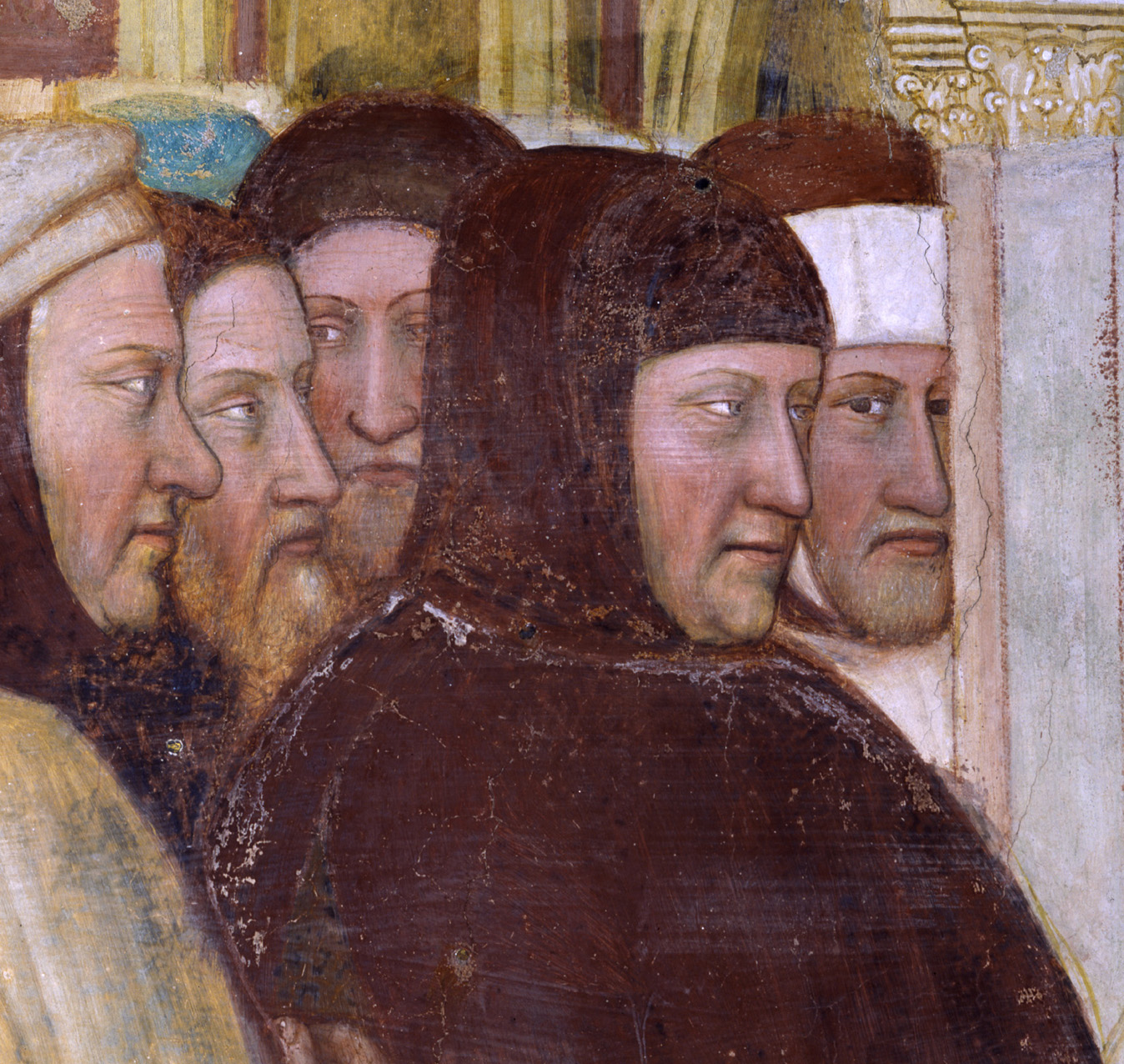
Ritratto di Francesco Petrarca, Altichiero, 1376 circa

Risalgono a questo periodo, oltre a numerose liriche che saranno in seguito incluse nel Canzoniere, il De viris illustribus, una raccolta di biografie dei romani illustri da Romolo a Cesare e l'inizio del poema epico in esametri dedicato a Scipione l'Africano intitolato Africa. Raggiunta ormai la fama, venne incoronato con l'alloro in Campidoglio dal senatore Orso dell'Anguillara. Nel 1342 fece ritorno ad Avignone e nel 1343 iniziò a scrivere il Secretum, un'operetta sotto forma di dialogo tra il Petrarca stesso e Sant'Agostino nel quale "ci ha lasciato la più compiuta e sincera confessione dei suoi intimi contrasti" e compose le preghiere scritte in versetti latini seguendo il modello dei salmi della Bibbia, intitolate i "Psalmi poenitentiales" nei quali invoca l'aiuto di Dio per superare lo stato di smarrimento in cui si trova. Nel settembre del 1343 fece ritorno in Italia e si recò dapprima a Napoli presso la regina Giovanna d'Angiò con l'incarico di ambasciatore del papa Clemente VI dove continuò a scrivere i libri del Rerum memorandarum che, rimasti incompiuti, dovevano essere, nell'intenzione dell'autore, un elenco strutturato di episodi e aneddoti storici inseriti in specifiche categorie che riguardavano particolari virtù morali.
In seguito si recò a Modena, a Bologna e a Verona e nel 1345 ritornò in Provenza dove rimase per due anni quasi sempre in Valchiusa dove scrisse per Filippo di Cabassoles il trattato De vita solitaria e il De otio religiosorum per il fratello Gherardo che era entrato nell'ordine monastico dei certosini. Scrisse in questo periodo delle egloghe latine che verranno in seguito raccolte nel Bucolicum carmen e in una di esse spiega il perché della sua decisione di dimettersi dal servizio presso il cardinale Colonna e di far ritorno in Italia. Entusiasmatosi per la tentata riforma politica di Cola di Rienzo partì nel 1347 diretto a Roma ma a Genova lo accolse la notizia che gli eventi erano degenerati e così egli iniziò a peregrinare per varie città e a Parma gli giunse la notizia della morte di Laura. Era infatti scoppiata nel 1348 la peste e a causa di essa morirà il suo protettore, il cardinale Colonna, e tanti suoi amici.
Aveva intanto scritto precedentemente due dei Trionfi, quello di Amore e quello della Castità e in questo periodo scriverà quello della Morte oltre a riordinare le poesie italiane nel Canzoniere aggiungendone delle nuove, a raccogliere le sue lettere nel libro delle Familiari che faceva precedere da una dedica all'amico Ludwig von Kempen e ad iniziare la raccolta delle Epistole metriche dedicate a Barbato da Sulmona. 
Nell'autunno del 1350 si recò a Roma per il giubileo dopo aver sostato a Firenze dove conobbe Boccaccio, rivide Francesco Nelli, Zanobi da Strada e Lapo da Castiglionchio. Nel giugno del 1351 ritornò per breve tempo ad Avignone e nel 1353 ritornò in patria che in seguito abbandonò solo in rare occasioni. Dal 1353 al 1361 rimane a Milano presso i Visconti e per loro compì diverse missioni diplomatiche. A Milano il Petrarca scrisse il De remediis utriusque fortunae e molte nuove liriche e lettere iniziando la revisione del Canzoniere e delle raccolte epistolari la cui elaborazione durò a lungo.
Come scrive Sapegno "ad introdurci nell'esame della personalità petrarchesca giovano anzitutto moltissimo le raccolte epistolare dello scrittore, dalle quali tante notizie si possono desumere della sua vita e anche dei suoi affetti e del suo pensiero".
Tra il 1361 e il 1370 Petrarca abitò in parte a Padova e in parte a Venezia ma i suoi ultimi anni furono amareggiati per la morte del figlio Giovanni e del nipotino Francesco, figlio della figlia Eletta.
Durante quegli anni egli continuò la corrispondenza con Boccaccio e si occupò seriamente della revisione delle sue opere rinsaldando i rapporti di amicizia con l'allora signore di Padova Francesco Carrara e nel 1368, dietro sua insistenza, si trasferì in quella città. Durante gli ultimi anni della sua vita si dedicò alla trascrizione del Canzoniere, la raccolta di rime che vennero scritte in vari periodi della sua vita, terminò il poema allegorico scritto in terzine intitolato I Trionfi che venne pubblicato dopo la morte dell'autore e concluse i "Seniles". Ad Arquà lo colse la morte il 9 luglio del 1374.
Molto interessante è il fatto che la fama del Petrarca sia dovuta più che alle opere in latino a quelle in volgare, a cui egli teneva di meno. Il Canzoniere sarà ben presto elevato ad esempio di poesia italiana "classica" per antonomasia e influenzerà un numero infinito di autori successivi, da Angelo Poliziano fino al moderno Umberto Saba.

### Giovanni Boccaccio
"Boccaccio, come Petrarca, è consapevole del valore della cultura classica latina e greca, sentita come stimoli ad una nuova civiltà, e anch'egli usa e perfeziona il volgare che, nella sua prosa, assume una grandissima varietà di toni e ricchezza di vocaboli e di strutture sintattiche".
Giovanni nacque, come concordano i critici contemporanei, a Certaldo e a soli dodici anni venne inviato dal padre a Napoli perché imparasse l'arte della mercatura. Ma a Giovanni, che non aveva attitudini pratiche, non piaceva quel tipo di occupazione e a diciotto anni il padre gli permise finalmente di seguire altri studi. Iniziò così, sempre su volere paterno, a studiare diritto canonico, studi che però seguì con poco entusiasmo mentre, da solo, si faceva un'ampia cultura leggendo soprattutto i classici latini e la letteratura contemporanea francese.
Era quello il tempo della monarchia di Roberto d'Angiò dove "le influenze culturali che vi s'intrecciavano erano ricche e molteplici, e di ordine artistico e figurativo, oltre che letterario" e presto il giovane Boccaccio, ammesso alla corte del re, fece amicizia con personalità dotte, come l'astronomo genovese Andalò del Negro e il bibliotecario reale Paolo Perugino e in quel mondo ricco di cultura e di splendori egli si trovò perfettamente a suo agio. Al periodo napoletano risalgono le sue prime opere tra le quali il romanzo in prosa il Filocolo, il poema in ottave intitolato il Filostrato, che prende lo spunto da un episodio del "Roman de Troie" di Benoît de Sainte-Maure e un altro poema sempre in ottave, il Teseida, che si basava sul modello dell'Eneide di Virgilio e della Tebaide di Stazio.

Nel 1340 il Boccaccio, richiamato dal padre che aveva subito gravi danni economici in seguito al fallimento della Banca dei Bardi, dovette fare ritorno a Firenze e degli anni successivi si sa molto poco di quanto gli accadde. Nel 1349, per la morte del padre, egli fece ritorno a Firenze se, come suggerisce il Sansone, "... non v'era già tornato nell'anno precedente per vedere con gli occhi suoi, come afferma nell'introduzione al Decameròn, gli orrori della peste".

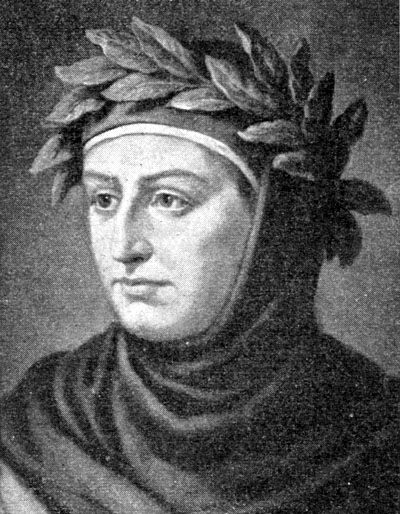
Ritratto di Giovanni Boccaccio da una stampa del XIX secolo

Al periodo del ritorno a Firenze risalgono due opere, composte tra il 1341 e il 1342, che risentono, come le precedenti, dell'influenza dantesca e che esaltano l'amore per Fiammetta, come il poema composto da cinquanta canti in terzine intitolato l'"Amorosa visione" e la "Comedia delle ninfe fiorentine" " detto anche Ninfale d'Ameto, una narrazione mista di prosa e di canti in terzine. Senza dubbio migliore è l'opera l'"Elegia di Madonna Fiammetta", scritta tra il 1343 e il 1344, una narrazione in prosa che racconta del suo infelice amore per la donna nella quale è stata vista, da alcuni critici, un forte risvolto psicologico anche se, come ammette Asor Rosa, "... il giudizio di De Sanctis, che la definisce "una pagina di storia intima dell'anima umana, colta in una forma seria e diretta", pecchi di un'involontaria anticipazione, colorandone i contorni quasi si trattasse di un romanzo psicologico del secondo Ottocento, cospicuo è effettivamente il tentativo di obiettivazione che il Boccaccio vi compie nei confronti della materia assai complessa ed autobiograficamente pressante della sua ispirazione".
Tra il 1343 e il 1354 Boccaccio scrisse l'ultima delle sue opere composte prima del Decamerone, senza dubbio tra le migliori tra le sue opere minori. Si tratta di un'opera scritta sotto forma di poema in 473 ottave dal titolo il Ninfale fiesolano che prende spunto da una favola sulle origini di Fiesole e di Firenze. Alle opere minori, e forse ancora risalente al periodo napoletano, si deve aggiungere il breve poema composto in terzine dal titolo Caccia di Diana e l'opera in prosa Il Corbaccio composta in anni difficilmente databili (anche se ultimamente Giorgio Padoan la colloca con una certa sicurezza nel 1365), che, pur non avendo particolare valore artistico, segna il momento che precede nella vita dello scrittore la sua crisi religiosa. Composte in un lungo arco di tempo sono le Rime che, seguendo lo schema del tempo, alterna alle liriche d'amore quelle di devozione e di pentimento nelle quali egli, pur riprendendo i temi del "Dolce stil novo", usa accenti e stile che risentono di un nuovo realismo.
La conoscenza del Petrarca che egli ammirava fin dagli anni giovanili, avvenne per la prima volta a Firenze nel 1350 e il Boccaccio ebbe l'occasione di rivederlo l'anno seguente a Padova, nel 1359 a Milano e nel 1363 a Venezia. Con il Petrarca egli tenne una costante e affettuosa corrispondenza e quando nel 1374 il poeta morì ne pianse la scomparsa con parole di sincera commozione. Sopraggiunsero intanto pesanti ristrettezze economiche e sofferenze fisiche che lo lasciarono in uno stato di gran malinconia gettandolo in una profonda crisi religiosa. In questo periodo egli si diede con grande intensità a studi di carattere soprattutto morale, religioso e ascetico. Alla fine del 1362, anno della crisi, il poeta si recò a Napoli per cercare una sistemazione ma rimase deluso sia dall'accoglienza poco calorosa dell'Acciaiuoli, sia nel vedere la città tanto cambiata dopo le guerre civili che aveva subito. Gli ultimi anni della vita il Boccaccio li visse tra Certaldo e Firenze dove si dedicò allo studio dei classici antichi e di Dante e iniziò anche lo studio dei greci con l'aiuto di Leonzio Pilato, un erudito grecista che aveva lo studio a Firenze.

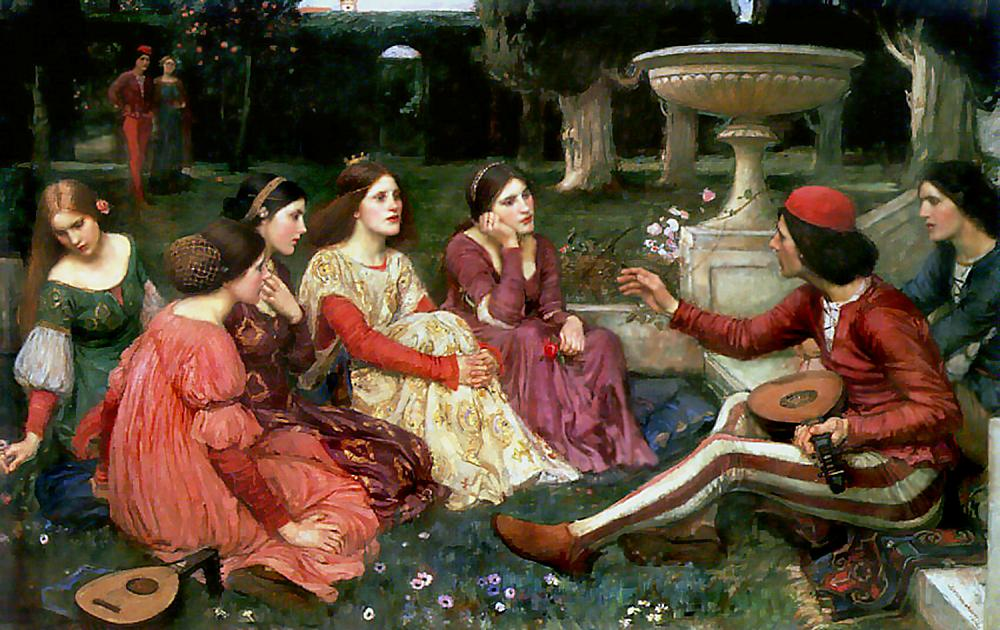
I dieci giovani protagonisti del Decameron in un dipinto di John William Waterhouse, A Tale from Decameron, 1916, Lady Lever Art Gallery, Liverpool

Il maggiore tra i suoi trattati eruditi è il Genealogia deorum gentilium, opera composta da quindici libri che formano una vera enciclopedia mitologica e che dimostrano per quei tempi un'erudizione veramente straordinaria e che, oltre a contenere la sua poetica, vi è anche la difesa dell'opera e in genere l'autodifesa dell'autore in quanto raccoglitore e narratore di favole. L'influenza di Dante, che già si avvertiva nelle sue prime opere, ora si fa fortemente sentire nell'opera compiuta tra il 1357 e il 1362 intitolata Trattatello in laude di Dante dove il Boccaccio esalta le doti morali ed intellettuali del grande poeta e nel "Commento alla Commedia". Nel 1373 gli venne dato l'incarico di leggere e commentare davanti al pubblico la "Commedia". Le lezioni, che egli tenne nella Chiesa di Santo Stefano di Badia, dovettero però essere interrotte prima del commento del 17º canto dell'"Inferno" a causa dell'acutizzarsi della malattia che lo costrinse a ritirarsi a Certaldo dove morirà il 21 dicembre del 1375.

#### IlDecamerone
Intesa a ragion di critica l'opera della piena maturità del Boccaccio è il Decamerone composta tra il 1348 e il 1353, una serie di cento novelle che, inserite in un'originale cornice narrativa, rimangono unite dallo stesso stato d'animo che "è l'amore della vita nella pienezza del suo essere e svolgersi, guardata col cuore sgombro da ogni preoccupazione morale e religiosa, e con una esultanza cordiale per il suo bel fiorire: la vita che è gioco e vicenda della fortuna, vicenda or lieta e ilare ora drammatica e persino tragica". Il Decamerone influenzerà moltissimi autori successivi come l'inglese Geoffrey Chaucer (I racconti di Canterbury) o il napoletano Giambattista Basile (Il racconto dei racconti).

### Gli scrittori minori
Come scrive Natalino Sapegno "Il Trecento è caratterizzato, a paragone del secolo precedente (in cui acquista un rilievo predominante l'esperienza della lirica d'amore, dai siciliani agli stilnovisti, riflessa in forma consapevole nella dottrina del De vulgari eloquentia), dalla straordinaria pluralità e varietà delle voci in cui si esprime il sentimento di una cultura letteraria assai più complessa e insieme più dispersiva e obbediente a molte sollecitazioni discordanti".

#### La lirica
Il valore poetico della lirica prodotta in questo secolo, senza tenere ovviamente in considerazione il Petrarca, è assai scarso e, se pur si avverte lo sforzo di conservare lo stile del "Dolce stil novo", si avverte che essa è "svuotata della sua sostanza più intima".
A distinguersi tra i numerosi rimatori aulici di questo periodo sono, ad inizio secolo il pisano Fazio degli Uberti per le canzoni politiche e soprattutto per le rime d'amore nelle quali si mescola l'influsso della poesia stilnovistica, provenzale, petrarchesca e di quella delle rime pietrose di dante; il padovano Matteo Correggiaio e, sul finire del secolo, il fiorentino Cino Rinuccini, la cui poesia risente dell'influsso di Dante, oltre che del modello petrarchesco. Tra i vari rimatori di questo periodo molti sono i rimatori di corte, soprattutto nell'Italia settentrionale, che possiedono scarsa ispirazione e poca cultura, che errano da un signore all'altro mettendo al loro servizio la poesia non tanto corredata da sentimenti profondi ma da propositi di adulazione.
Tra questi rimatori si distingue Antonio Beccari di Ferrara, del quale ci sono giunte alcune rime di carattere amoroso e politico, tre frottole di stile giullaresco e alcune liriche di stile confessionale e Francesco di Vannozzo di Padova che visse nella seconda metà del secolo presso alcune corti, come quella dei Carraresi, degli Scaligeri e dei Visconti e che ci ha lasciato tra le sue rime politiche otto sonetti sotto il nome di Cantilena pro comite Virtutum, alcune rime autobiografiche a carattere di confessione, quattro frottole e alcuni sonetti d'amore che, pur riprendendo lo stile petrarchesco in modo grossolano, non mancano di freschezza di sentimenti.

#### La letteratura in prosa e in versi
Anche nella seconda metà del secolo XIV Firenze rimane un centro di viva cultura dove fiorisce una letteratura in prosa e in versi più che altro di genere confessionale, fatto di riflessioni, di aneddoti e di ammonimenti che ha tra gli autori degni di essere menzionati il campano Antonio Pucci che ci ha lasciato, in una metrica popolare e dal lessico brioso, una vasta e varia opera che comprende sonetti, serventesi quaternari, capitoli e cantari che possiedono "una vena ingenua e fresca di poesia e una certa attitudine a risentire e riprodurre i semplici affetti del popolo in mezzo al quale e per il quale scriveva". Nel Pucci si ravvisa l'influenza di Dante il cui culto è ormai molto vivo in Toscana e non solo, come dimostrano i numerosi commentari alla Commedia che fioriscono in questo periodo.
Fiorisce anche in questo periodo e sempre a Firenze un nuovo genere di poesia per musica che si esprime nella forma della ballata, del madrigale e della caccia alla quale si accosta l'opera di Ser Giovanni Fiorentino che è stato identificato da Pasquale Stoppelli in un giullare, Giovanni di Firenze, con il nome di "Malizia Barattone" con la sua raccolta di ballate che all'interno della sua opera intitolata " Il Pecorone ", una raccolta di novelle di ispirazione boccaccesca, rappresentano la parte più riuscita.
Ma tra gli scrittori che si avvicinano in questi anni a questi due nuovi generi letterari, il più significativo è il fiorentino Franco Sacchetti tra le cui opere risaltano "Il libro delle rime" e Il Trecentonovelle, "nel quale l'autore svela doti sicure di scrittore: abilità nello schizzare, se non "personaggi" a tutto tondo, almeno macchiette vivaci; sicurezza nel descrivere scene di folla, di confusione, di tumulto; scioltezza di una sintassi popolareggiante; compiacimento per una lingua quanto mai viva e sapida, colta felicemente da tutti gli strati linguistici".

#### La letteratura devota

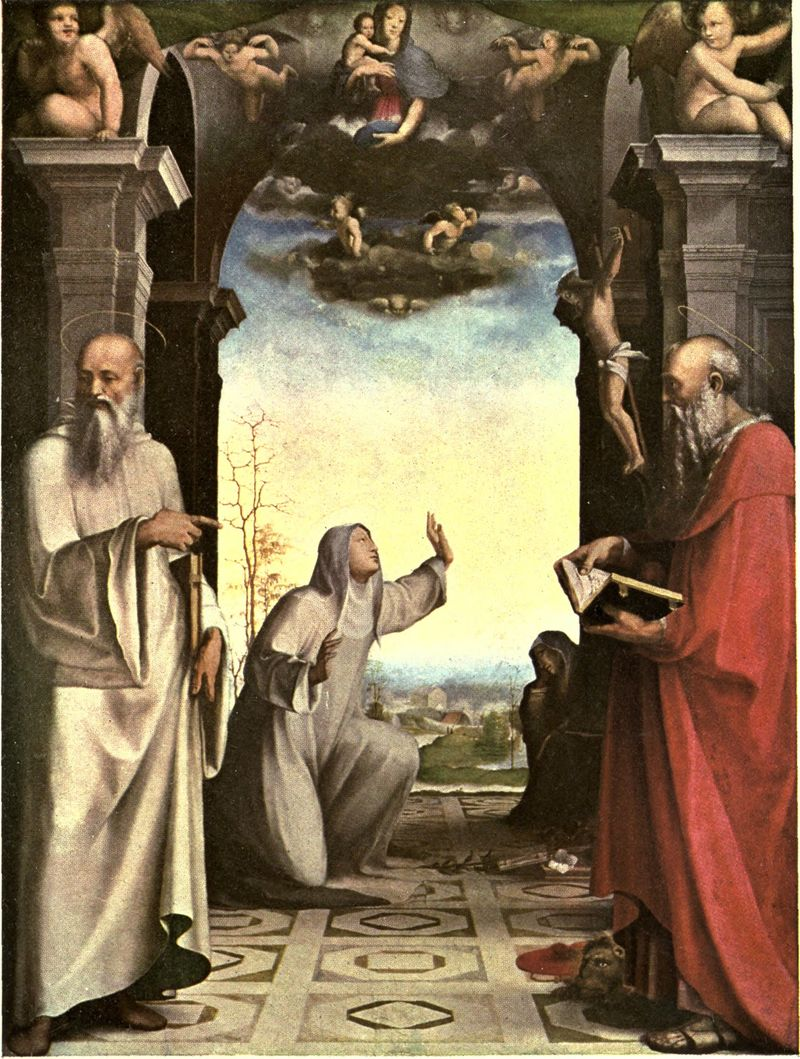
Stimmate di Santa Caterina da Siena, Domenico Beccafumi, 1515 circa

Durante tutto il Trecento fiorì anche un'abbondante letteratura di carattere religioso che si esprime sotto forma di prediche, trattati, lettere devote, laude, sacre rappresentazioni e opere di carattere agiografico.
Tra gli scrittori religiosi del Trecento si ricordano nell'ambito della tradizione domenicana il frate Jacopo Passavanti che raccolse in un trattato dal titolo "Specchio di vera penitenza" tutte le prediche che aveva tenuto nel 1354 durante il periodo della quaresima e Domenico Cavalca autore delle "Vite dei Santi Padri" e di numerosi testi latini, oltre che di sonetti, laude e serventesi.
In ambito francescano si trovano "I Fioretti di San Francesco" composti da Ugolino da Brunforte, che consiste in una raccolta di leggende che riguardano la vita del santo tradotte e ridotte i termini di favole dal carattere popolare da un testo latino redatto nelle Marche risalente alla fine del secolo XIII dal titolo "Actus beati francisci et sociorum eius".
Sempre nel Trecento un posto significativo occupa Caterina Benincasa della quale ci sono pervenute 381 "Lettere" e il "Dialogo della Divina Provvidenza" che furono scritte dai suoi discepoli sotto dettatura con una scrittura che "coniuga i modi dello stile biblico e della letteratura sacra con l'immediatezza e l'impressionismo di un linguaggio popolare". Nell'ambito della produzione laudistica trecentesca, si distingue Bianco da Siena, contemporaneo e concittadino di Caterina da Siena, e autore di numerose laude.

#### La storiografia
La storiografia in volgare rispecchia i caratteri principali della civiltà del Trecento con le sue storie o cronache che "escono fuori dai confini angusti e aridi della cronachistica medievale, dove così scarsi sono la comprensione e la scelta dei fatti, la cura dei nessi logici, il rilievo dei caratteri individuali... lucido specchio d'una civiltà, nella quale la lotta politica è più varia, mobile e appassionata, le relazioni commerciali più intense, la cultura sempre più ampia ed aperta".
I più noti cronisti in volgare di questo periodo sono i due scrittori fiorentini Dino Compagni e Giovanni Villani rispettivamente autori, il primo, della "Cronica delle cose occorrenti ne' tempi suoi", dove racconta le vicende a partire dal 1280 fino al 1312 e il secondo di una "Nova Cronica" divisa in dodici libri di cui i primi sei vanno dalla torre di Babele alla discesa in Italia di Carlo d'Angiò e gli altri sei dal 1265 al 1348.

## Il Quattrocento
Alla morte del Petrarca e del Boccaccio e dopo una tanto ricca fioritura trecentesca si assiste nel Quattrocento ad uno strano fenomeno che, a parere di molti critici, "pare interrompere il corso iniziato nei primi decenni del duecento" e che appare "uno dei più squallidi della nostra storia letteraria" per non parlare, come dice il Migliorini, addirittura di "crisi quattrocentesca". I letterati di questo periodo rinnegarono, disprezzandolo, tutto il lavoro fatto durante i due secoli precedenti per rendere la lingua volgare degna di essere chiamata lingua letteraria e composero non più in volgare ma in latino, arrivando a considerare l'opera di Dante, di Boccaccio e di Petrarca, come scrive Leonardo Bruni nel primo dialogo all'amico Pietro Istriano della sua opera scritta in latino intitolata Ad Petrum Paulum Histrium, solamente "poesia per calzolai e panettieri".

### L'Umanesimo
Ma questo periodo, cosiddetto dell'Umanesimo, che sotto molti aspetti può apparire di stagnazione, è in realtà solamente un "momento di pausa e di riflessione; un'età di appassionati studi critici e filologici; una specie di affannoso ed inconsapevole ritorno alle origini prime della nostra civiltà, attraverso il quale tutta la concezione della vita e degli ideali umani si rinnova, e al tempo stesso si opera una trasformazione della cultura e del gusto letterario, che si rivelerà appieno alla fine del secolo negli spiriti e nelle forme della nuova poesia".

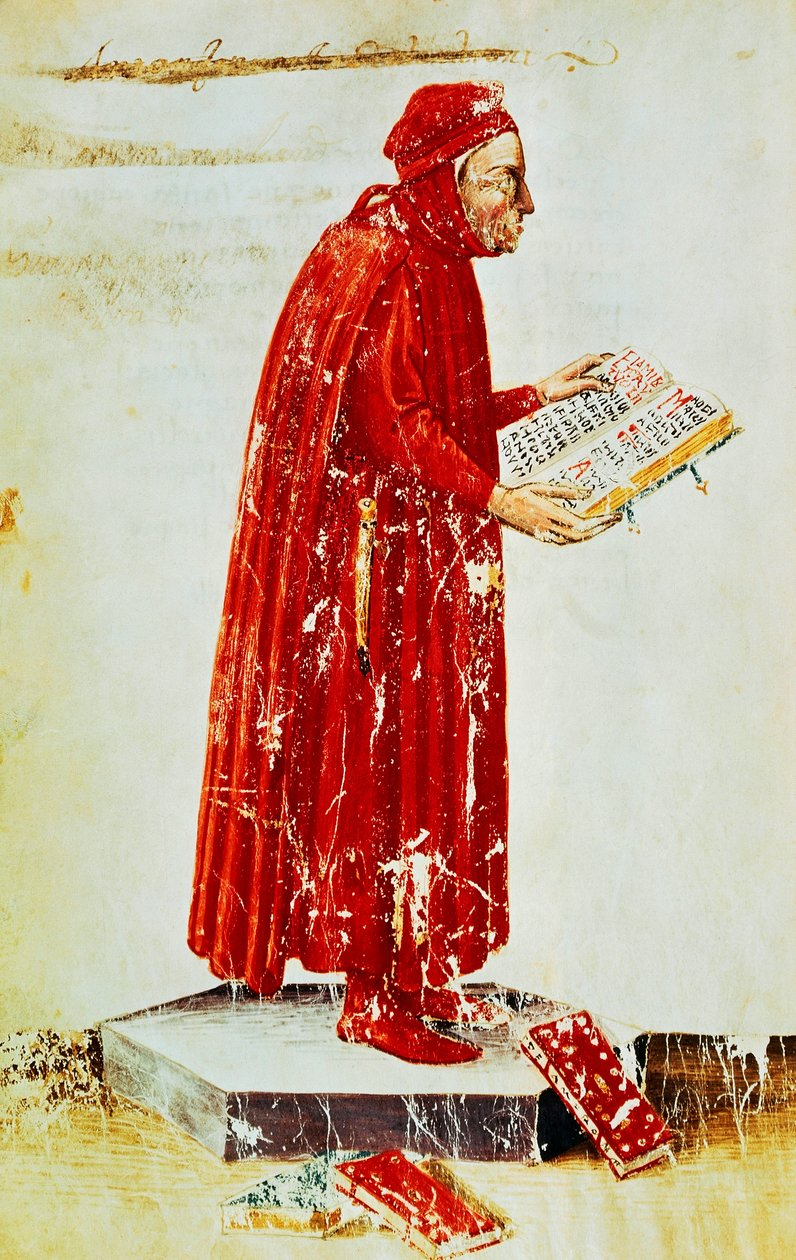
Immagine che ritrae Coluccio Salutati, proveniente da un codice della Biblioteca Laurenziana a Firenze

#### Il ritorno al latino
Il movimento dell'Umanesimo si diffuse con grande rapidità in tutta Italia e, pur assumendo caratteri diversi a seconda dei centri di diffusione, mantenne comuni caratteristiche dovute sia alla formazione e alle caratteristiche egualitarie ma soprattutto al comune uso della lingua latina.
Il latino degli umanisti, come già quello di Petrarca, è il latino classico, quello che avevano riscoperto attraverso i testi antichi di Cicerone, di Quinto Ennio di Virgilio, di Orazio, di Catullo e di Ovidio e che, con un attento studio filologico, riportano alla luce.
Il più importante centro umanistico sorse a Firenze e l'iniziatore dell'umanesimo fiorentino fu Coluccio Salutati, allievo di Petrarca e scopritore delle Epistulae ad familiares di Cicerone, che con i suoi trattati e il ricco epistolario fu considerevole diffusore dei nuovi studi letterari.
Il movimento ebbe seguito a Firenze con altri autorevoli studiosi come Niccolò Niccoli, che trascrisse numerose opere greche e latine e compose una guida per ritrovare i manoscritti in Germania, Leonardo Bruni d'Arezzo, che oltre a tradurre dal greco numerose opere, fu l'autore di una Historia fiorentina scritta in chiave classicheggiante su imitazione di Livio e di Cicerone e infine Poggio Bracciolini che, durante i suoi numerosi viaggi in Francia e in Germania, scoprì antiche opere portando così a conoscere le Institutiones oratoriae di Quintiliano, le Silvae di Stazio, le Puniche  di Silio Italico e il  De rerum natura  di Lucrezio.
Nel 1429 venne ritrovato a Lodi, dal vescovo Gerardo Landriani, il Brutus di Cicerone e nel 1429 il cardinale Giordano Orsini acquista un codice che conservava le dodici commedie di Plauto che fino a quel momento nessuno conosceva.

#### La storiografia, l'epistolografia e il pensiero filosofico
Nel campo della storiografia umanistica, che ebbe come modello l'opera di Livio, si ricorda il romano Lorenzo Valla che seppe affrontare "problemi filosofici, storici, culturali, dovunque recando una spregiudicatezza critica che prelude alla grande direzione del pensiero del Rinascimento"
Accanto al Valla è degna di essere ricordata la figura dell'umanista forlivese Flavio Biondo che instaurò il metodo scientifico negli studi storici dando l'avvio con la sua opera Roma instaurata alla scienza dell'archeologia, quella dell'aretino Leonardo Bruni e dell'anconetano Ciriaco d'Ancona.
Gli umanisti, molti dei quali erano al servizio dei signori italiani come segretari o cancellieri, furono anche ferventi scrittori di lettere più che altro di argomento politico, ma anche privato. In questo secondo settore notevole è l'epistolario lasciato da Poggio Bracciolini che, in base al modello ciceroniano, scrisse lettere ricche di umanità e di sentimento.
Merito degli umanisti fu quello di aver ripulito la dottrina aristotelica da tutte quelle alterazioni fatte ad opera degli arabi e degli scolastici e soprattutto di aver scoperto nella sua totalità l'opera di Platone al quale andò la loro preferenza. Dedicato a Platone fu il movimento sorto a Firenze con a capo Marsilio Ficino che, sotto la protezione dei Medici, raccoglieva nella villa di Careggi, quella che in seguito venne chiamata Accademia neoplatonica, numerosi personaggi dotti. Si ricordano inoltre Giannozzo Manetti, Giovanni Pico della Mirandola e Cristoforo Landino che seppero concepire una diversa dignità dell'uomo facendo intravedere quella che sarà la filosofia moderna che avrà i suoi inizi nel Rinascimento italiano.

### La letteratura in volgare nel primo Quattrocento
Nella prima metà del secolo accanto alla letteratura umanistica in latino nacque anche una letteratura in volgare sia di carattere devozionale e di mediocre valore, sia di carattere artistico e di alto tono.
Nella letteratura di carattere devozionale vennero composte laude, prediche e sacre rappresentazioni che spesso, accanto all'argomento sacro, "accoglievano anche personaggi e scene di un realismo rozzo e popolaresco, che avvicinavano ancor meglio lo spettacolo ai gusti del popolo che assisteva sulle piazze e che doveva ricavarne edificazione e diletto." Tra gli autori della letteratura devozionale vanno menzionati il fiorentino Feo Belcari, San Bernardino da Siena e anche Girolamo Savonarola che, pur essendo vissuto nella seconda metà del secolo, può essere posto tra costoro per i suoi trattati di carattere morale, le sue laude e soprattutto per le sue vibranti prediche.
Tra i prosatori minori si ricordano anche i memorialisti, come lo scultore Lorenzo Ghiberti, il mercante Giovanni Morelli e il pittore Cennino Cennini che scrisse il Libro dell'arte, uno tra i primi trattati tecnici sulla pittura. Non mancarono i novellieri che continuavano la tradizione trecentesca come Giovanni Gherardi autore di un romanzo dal titolo Il Paradiso degli Alberti, Giovanni Sabadino degli Arienti che scrisse una raccolta di novelle intitolate Porretane e il più valido Giovanni Sercambi, autore di un Novelliere ad imitazione del Decamerone.
Tra i poeti più noti a carattere burlesco si ricorda Domenico di Giovanni, soprannominato il Burchiello, che compose numerosi sonetti caudati dove riprendeva lo stile della poesia giocosa e delle frottole del Trecento. Tra i poeti giocosi che vissero presso le corti quattrocentesche si ricordano Antonio Cammelli, detto il Pistoia che ebbe molta fama presso le corti settentrionali e che visse presso le corti dei Da Correggio, degli Estensi e di Ludovico il Moro. Egli compose sonetti di carattere satirico dove viene rappresentata la società del suo tempo. A continuazione della tradizione trecentesca continuarono ad essere recitati i cantari, ad esserne composti dei nuovi e si diffuse la produzione di versi di argomento politico e di tipo comico-realistico.
Sempre presso le varie corti nacque anche una poesia più aristocratica che si rifaceva alla tradizione petrarchesca e alla lirica cortigiana della seconda metà del Trecento. Tra i poeti di questo periodo furono noti Giusto de' Conti di Valmontone, autore del canzoniere intitolato La bella mano, Benedetto Gareth, soprannominato il Chariteo autore di un canzoniere intitolato l'Endymione e Serafino de' Cimminelli conosciuto con lo pseudonimo di Serafino Aquilano che fu anche un musicista.

### La letteratura rinascimentale nel secondo Quattrocento
A metà del secolo la letteratura in volgare prese il sopravvento e prevalse il concetto che la lingua italiana fosse pari a quella latina per la capacità di esprimere qualsiasi concetto o immaginazione come dirà Leon Battista Alberti nel proemio al II libro dei suoi Quattro libri della famiglia:

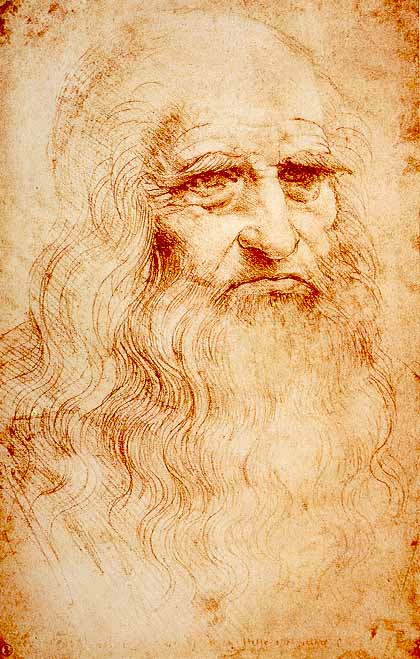
Autoritratto, ca 1513, Torino, Biblioteca Reale

Fu proprio l'Alberti, tipico esempio di uomo dell'Umanesimo e del Rinascimento, che promosse in Firenze una gara pubblica di poesia, il Certame coronario, per dimostrare quali fossero le potenzialità della lingua parlata. A testimoniare come la lingua volgare e la letteratura assumessero una nuova dignità sono i commenti alla Divina Commedia di Cristoforo Landino, il commento alle rime del Petrarca da parte di Francesco Filelfo e l'epistola di Angelo Poliziano che accompagnava la antiche rime della Raccolta aragonese dove viene elogiata la lingua toscana.
Durante tutta la seconda metà del Quattrocento dunque la lingua volgare e la lingua latina si alternarono e spesso si affiancarono negli stessi scrittori, come si può osservare analizzando le loro opere del Poliziano, di Jacopo Sannazzaro, di Alberti e di molti altri. La nuova letteratura che nacque ebbe un carattere colto e aristocratico perché coloro che ritornarono al volgare lo fecero su una base letteraria, convinti, come scrive Landino, che "per essere un "buon toscano" occorreva essere "buon latino", cioè conoscitore del latino".
Leon Battista Alberti, una tra le figure più poliedriche del Rinascimento fu non solo umanista e scrittore in lingua volgare e latina ma si interessò anche di architettura, di musica, di matematica, di crittografia, di linguistica di filosofia e teoria delle arti figurative. Come scrittore egli realizzò una commedia latina dal titolo Philodoxeos fabula (L'amante della gloria), le Intercoenales (Dialoghi conviviali), tre libri in volgare intitolati Sulla pittura, dieci libri sull'architettura, il De re aedificatoria, i Dialoghi della tranquillità dell'anima, il Momus o De Principe (Momus, o Del principe), i Quattro libri della famiglia.
Superiore all'Alberti per via di una personalità poliedrica fu Leonardo da Vinci, che però non ha un posto rilevante nell'attività letteraria ma in quella delle arti e delle scienze. Di Leonardo possediamo una serie di passi che egli scelse e catalogò con il titolo "Trattato sulla pittura" e alcuni abbozzi e frammenti di idee che egli aveva l'abitudine di fissare su carta alle volte dandogli un'apparenza di piccola favola o di apologo che hanno un certo carattere letterario. Anche Michelangiolo, celebre scultore, si dedicò alla composizione poetica, realizzando degli eleganti sonetti.

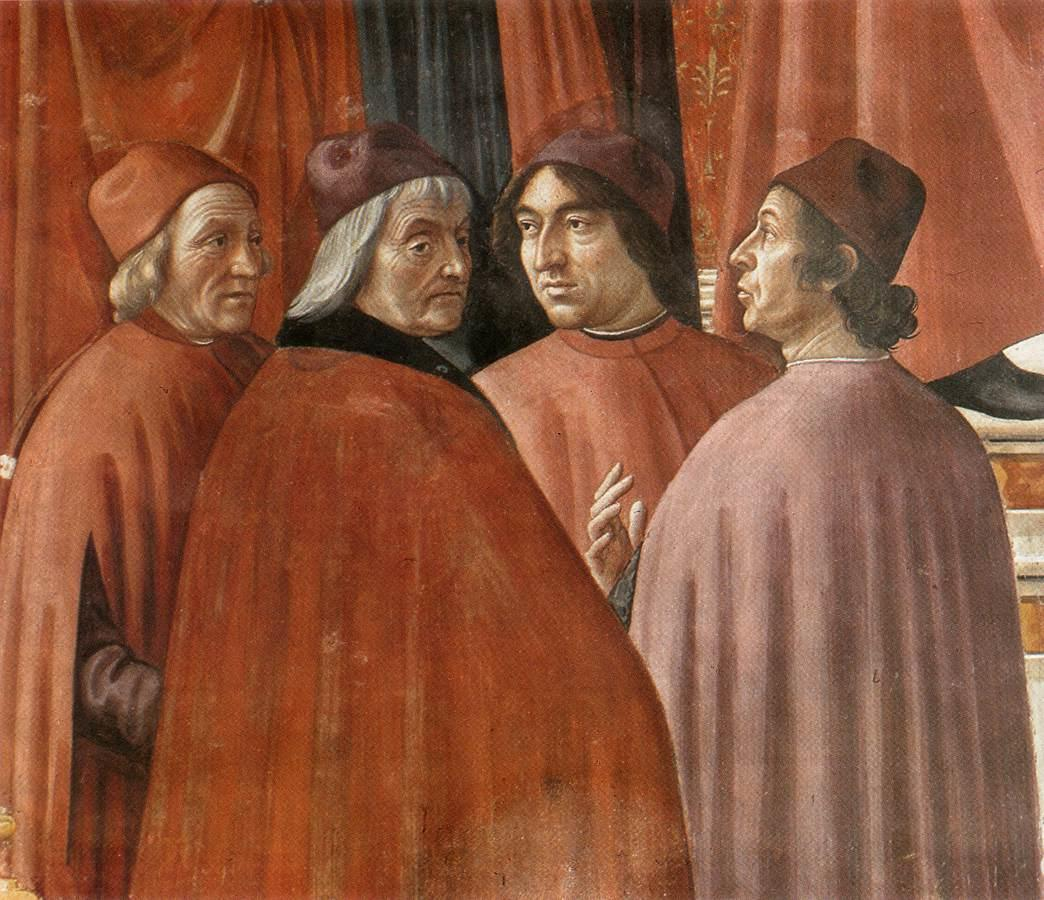
Marsilio Ficino, Cristoforo Landino, Angelo Poliziano e Gentile de' Becchi ritratti da Domenico Ghirlandaio.

Lorenzo de' Medici fu il promotore a Firenze della nuova letteratura in volgare e anche amico e protettore di umanisti come il Ficino e Cristoforo Landino. Egli, legato alla tradizione del Trecento, volle che la letteratura di quel secolo fosse diffusa, ed egli stesso cercò di imitarla in molte sue opere, specialmente quelle della gioventù. Si cimentò anche nella poesia.
Intorno a Lorenzo de' Medici, dove si era formato un circolo di poeti, letterati e artisti, visse Angelo Poliziano che, trasferitosi a soli 16 anni a Firenze e conoscendo già il greco e il latino, iniziò a tradurre in esametri latini l'Iliade. Fu apprezzato per le sue doti dal Magnifico che lo accolse alla sua corte dapprima come precettore del figlio Piero e in seguito gli affidò la cattedra presso lo Studio fiorentino di latino e greco, incarico che il poeta tenne fino alla sua morte avvenuta nel 1494. Egli compose in volgare alcune opere importanti sia dal punto di vista letterario che poetico, come le Stanze per la giostra e l'Orfeo. Al circolo di poeti medicei appartenne per un certo periodo anche Luigi Pulci che scrisse un poema in ottave intitolato il Morgante che riprende i motivi e la tecnica carolingia dei cantàri.
Matteo Maria Boiardo, nato nel castello di famiglia di Scandiano nel 1441 da Lucia di Nanni Strozzi e Giovanni Boiardo, fu sempre legato alla famiglia d'Este per il vassallaggio del feudo di Scandiano, che sarà egli stesso a reggere insieme con il cugino Giovanni tra il 1460 ed il 1474. Fu intellettuale e poeta di spicco nella seconda metà del Quattrocento.
A lui si debbono un canzoniere amoroso, gli Amorum libri tres, dieci ecloghe comunemente chiamate Pastorale, ma soprattutto l'Orlando Innamorato, un poema epico narrativo incompiuto in ottave che sarà materia del Furioso di Ariosto, oltre, naturalmente, a componimenti poetici giovanili (spesso in latino) e a traduzioni dal greco.

## Il Cinquecento

### La prima metà

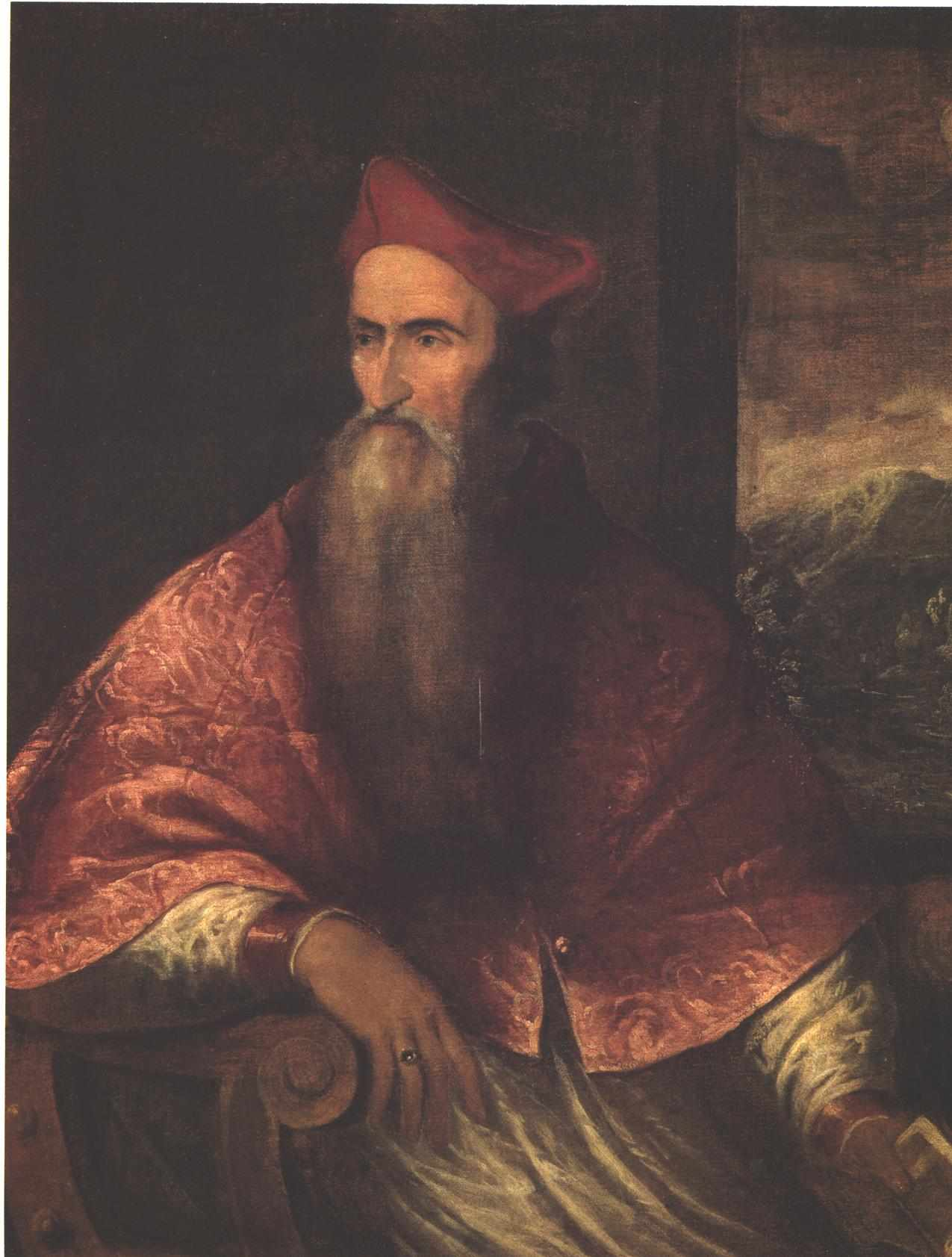
Pietro Bembo ritratto dal Tiziano.

In questo periodo, che si estende all'incirca fino al 1530 e che può essere identificato col pieno Rinascimento, la ricca sperimentazione del periodo umanistico comincia a lasciare il posto a una progressiva regolarizzazione di forme e linguaggi. Non è un caso che l'Ariosto scelga per il suo poema il volgare toscano anziché quello settentrionale/emiliano usato dal Boiardo. Del resto, la discussione sulla lingua letteraria, che occupa intelletti acuti in riflessioni di grande interesse, approda a una soluzione pressoché definitiva grazie alle Prose della volgar lingua del Bembo (1525), in cui si sostiene l'eccellenza del toscano letterario identificabile nella poesia di Petrarca e nella prosa di Boccaccio.
I valori tratti dalla letteratura classica, di cui si riscopre l'ampiezza di vedute, e la filosofia neoplatonica convergono nell'idea dell'uomo come individuo pieno di potenzialità, padrone della propria esistenza, chiamato a dar prova del proprio ingegno nelle concrete circostanze della storia e a realizzare nei vari momenti della vita un ideale di armonia e raffinatezza.
L'ambiente della corte e il diffuso fenomeno del mecenatismo offrono agli scrittori del tempo la cornice e le condizioni adatte a perseguire quei modelli ideali; questo non impedisce però che ci sia chi mette a nudo, anche se con garbo ironico, il rovescio di quell'ambiente idealizzato, ovvero la mancanza di autonomia (Ariosto); o chi proprio dalla assidua riflessione sugli scritti degli antichi e dalla "continua esperienzia delle cose moderne" ricava norme di inaudita spregiudicatezza per l'agire politico (Machiavelli).
Un contributo molto significativo verso la definizione delle"regole" per la scrittura letteraria venne dalla traduzione, nel 1536, della Poetica di Aristotele, fino a quel momento conosciuta solo indirettamente e in parte attraverso l'Ars poetica di Orazio. La traduzione suscitò un immediato ma anche prolungato fervore di studi e di commenti, che tuttavia andarono in una direzione non del tutto coerente con le intenzioni del filosofo greco. Egli infatti - come è ben chiaro ai lettori attuali della Poetica (pervenuta in forma gravemente mutila) - non intese fornire norme per la creazione letteraria, ma descrivere e organizzare quanto la letteratura greca aveva fino a quel tempo prodotto. Le argomentazioni di Aristotele sui diversi generi letterari, sugli elementi che compongono il testo poetico, sugli scopi della letteratura e così via vennero interpretate dagli studiosi del Cinquecento come altrettante norme da seguire in modo fedele per conseguire l'eccellenza in poesia. Secondo questa rigida impostazione, la poesia - nei tre generi: epica, lirica e drammatica - doveva proporsi un fine educativo da raggiungersi attraverso il diletto (nella versione oraziana miscere utile dulci). La tendenza precettistica della letteratura confluì ben presto con il riaffermarsi del principio di autorità (ipse dixit) nei vari campi della cultura e con le esigenze di un ritorno alla moralità e alla religiosità promosse dal Concilio di Trento (1545-1563).
Questo orientamento normativo, che venne sviluppato negli scritti di Sperone Speroni, Gian Giorgio Trissino e molti altri, entrò in contrasto con la ricca e varia produzione letteraria del secolo precedente e dei primi decenni del Cinquecento. Ad esempio, un'opera che aveva ottenuto subito successo e ampia diffusione come l'Orlando furioso mal si accordava con le norme elaborate: non poteva dirsi poema epico, per la presenza assai debole dei motivi tipici di quel genere, ed il predominio della fantasia, dell'ironia, del diletto come scopo primario (anche se non unico). Tuttavia non era certo possibile ignorarne il valore, e proprio per questo si misurò con esso, per cercare una strada originale compatibile con il mutato clima culturale, Torquato Tasso.

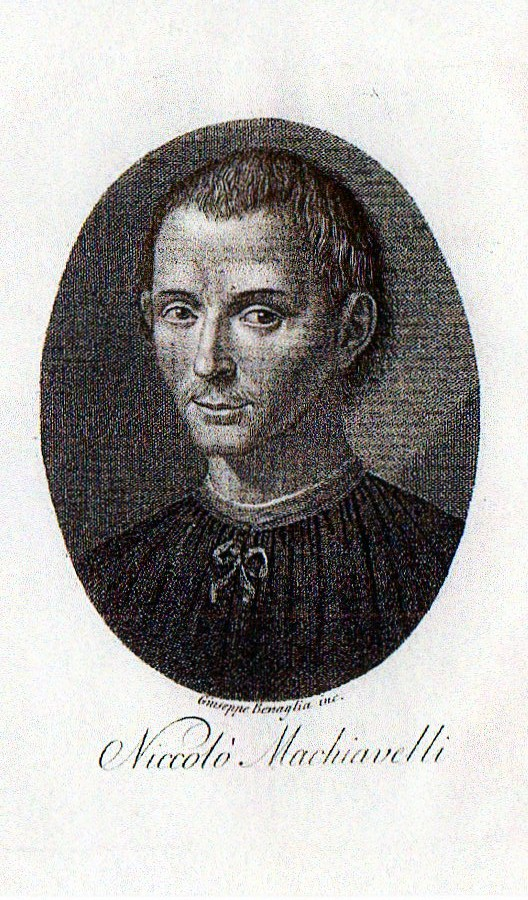
Ritratto di Machiavelli.

### Niccolò Machiavelli
Figura rilevante del primo Cinquecento, è Niccolò Machiavelli. Egli fu cortigiano di Lorenzo il Magnifico, nella famiglia medicea al potere in Firenze. La figura di Machiavelli è soprattutto collegata al suo lavoro filologico (esempio sui libri di Tito Livio), consacrandolo come rappresentante dello studio umanistico, ma anche al suo pensiero politico, traendo spunto dallo studio per le grandi opere storiografiche dell'antichità, come Tucidide, Senofonte, Polibio e Tacito.
La versatilità culturale machiavellica riguardo alla politica è presente sia nelle sue opere saggistiche, che in quelle poetiche e teatrali, come La mandragola.

#### Il Principee il machiavellismo
L'opera maggiore di Machiavelli è Il principe, trattato di politica in cui, citando le maggiori opere antiche sulla demagogia e il governo, dimostra il miglior metodo governativo alle generazioni future. Nell'opera si fanno anche riferimenti politici ad avvenimenti vicini all'epoca dell'autore, come le lotte di Ludovico il Moro con Cesare Borgia.
L'opera è collegata alla Guerra del Peloponneso di Tucidide e alla Repubblica di Cicerone, nella quale Machiavelli illustra i vari mezzi di governo, come la tirannia, la monarchia, l'oclocrazia, e infine la Repubblica. Successivamente, dopo vari esempi, passa a descrivere la figura ideale del “principe”, ossia di colui che è in grado di tenere in equilibrio tutte le forme di potere, e tutti i suoi sudditi al governo.
Maggiori temi trattati nell'opera sono “la fortuna”, e la “virtù”, caratteristiche inseparabili tra loro, perché ognuna ha bisogno dell'altra al governo: la prima offre le occasioni di potere, la seconda ha il metodo per carpirle e manovrarle nel miglior modo possibile. Infine c'è il terzo elemento: il carisma stesso del principe, che deve fungere da strumento regolatore di esse, non essendo troppo feroce, né troppo mansueto con il popolo.
Con tale opera, nacque il termine “machiavellico”, che delinea una persona completamente legata alla conquista dei propri interessi mediante l'acuto uso della ragione e della mente.

### Ludovico Ariosto
Ludovico Ariosto è il maggior esponente della letteratura cortigiana nel Rinascimento, assieme a Torquato Tasso. Cortigiano del casato ferrarese, egli godette di notevole fama, fino a ritirarsi, al termine della vita, in una modesta villa. Egli rappresenta colui che ha garantito la ripresa letteraria del vecchio genere del romanzo cavalleresco, scrivendo un poema in chiave eroicomica in cui viene mostrata la società di Carlo Magno nel massimo dei suoi eccessi, intendendo criticare i costumi smodati del suo tempo, dove sebbene ci siano i cavalieri e i codici d'onore, qualsiasi azione e pensiero è portata all'estremo, fino alla totale distruzione.

#### L'Orlando furioso

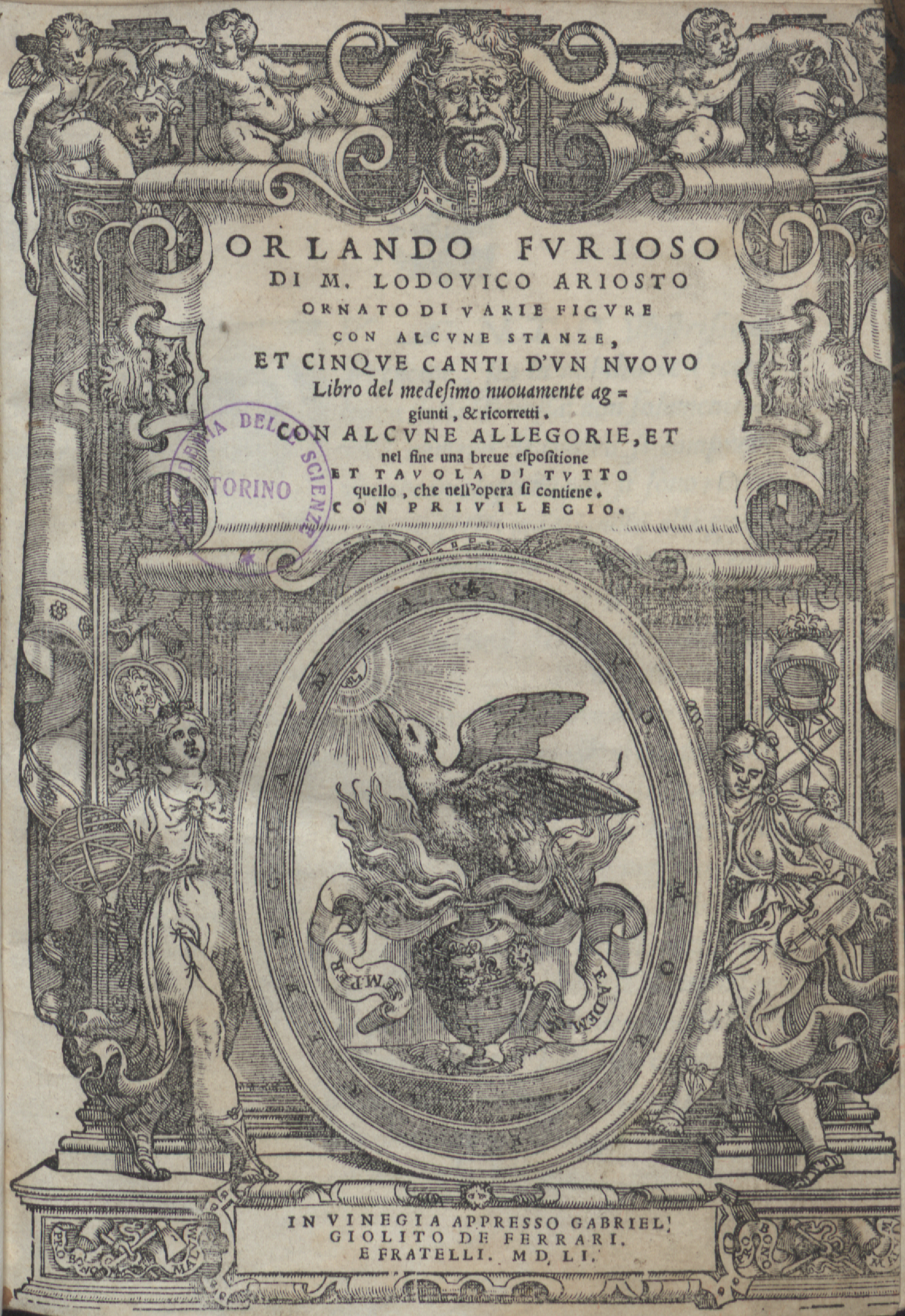
Frontespizio de Orlando furioso.

Opera maggiore di Ariosto è l'Orlando furioso, poema che si rifà ai romanzi cavallereschi del ciclo bretone e del ciclo carolingio. Il poema ritratta ciò che è stato interrotto da Matteo Boiardo nel suo Orlando innamorato. La vicenda è ambientata al tempo delle guerre di Carlo Magno contro i Saraceni, e risulta essere una sorta di burla e di processo di distruzione della figura carismatica e inflessibile del cavaliere, votato alla castità, al rispetto, all'onore, e alla fede.
La bellissima principessa Angelica fa innamorare chiunque alla sua corte, mentre Carlo Magno prepara l'assedio. Anche il prode paladino Orlando rimane paralizzato e offuscato dall'infatuazione, ma quando scopre che la principessa lo tradisce con Medoro, impazzirà, perdendo il senno, che va a finire sulla Luna. 
Il poema intreccia innumerevoli vicende, tratte da vari miti e storie dei popoli antichi, e il suo autore inserisce il personaggio di Angelica come figura del destino, capace di turbare anche gli spiriti più forti: dichiarazione poetica di mostrare la società attuale, assai piena di incertezze, così come l'animo umano è ricolmo di interrogativi.
Il poema porta al definitivo svuotamento dell'originario scontro tra pagani e cristiani: la guerra, uno dei pochi fili rossi che è possibile tracciare con facilità all'interno del poema, non racchiude un'opposizione etica/ideologica tra due schieramenti come nella Chanson de Roland.
Sulla dimensione epica comunque presente, se non altro come polarità dialettica (e basti considerare la prima ottava del poema), s'instaurano le infinite vie del romanzo, delle quali la tecnica dell'intreccio è immagine stilistica: al filone principale delle armi si mischiano gli amori, secondo un'operazione già boiardesca. All'eroe epico destinato alla vittoria proprio in quanto difensore di un'ideologica superiorità rispetto al nemico si sostituisce il cavaliere innamorato del Boiardo, ma solo ad un primo superficiale livello. Ariosto non può accontentarsi di arrivare a questo punto, e infatti spinge il proprio punto di vista letterario a complicare il meccanismo dell'innamoramento fino al paradosso: da una parte portando Orlando alla pazzia, alla condizione animalesca, a spogliarsi delle sue prerogative di cavaliere; dall'altra riprendendo e assolutizzando l'idea portante del romanzo medievale, il cavaliere alla ricerca della propria identità, da ritrovare dopo una "prova".

### La seconda metà
Un profondo mutamento delle funzioni dell'italiano volgare avvenne dalla fine del Cinquecento. A causa del rallentamento degli scambi economici tra le varie città d'Italia ricominciarono a prender piede i dialetti locali, mentre l'italiano venne relegato a funzione di linguaggio di corte. Lo spirito della controriforma del Concilio di Trento fece venir meno gli stimoli culturali innovatori che avevano animato i cenacoli letterari. La fondazione dell'Accademia della Crusca nello stesso periodo cristallizzò questa situazione nei secoli successivi, facendo della lingua italiana una lingua artificiale.
In questo quadro nascono le opere letterarie di Torquato Tasso, il suo poema la Gerusalemme liberata si può considerare sotto l'aspetto letterario frutto del manierismo, anche se permangono molti elementi ancora rinascimentali.

### Torquato Tasso
Torquato Tasso risulta essere il secondo maggior esponente del Rinascimento, a servizio della Corte Estense. Egli, a differenza di Ariosto, risente maggiormente della censura attuata dalla Controriforma. La sua vita tormentata ne è un esempio, ma lo è ancora di più il suo poema. Le tematiche affrontate da Tasso nelle sue opere riguardano la fusione tra l'antico e il moderno, attraverso la visione cristianizzante della Chiesa sovrana.

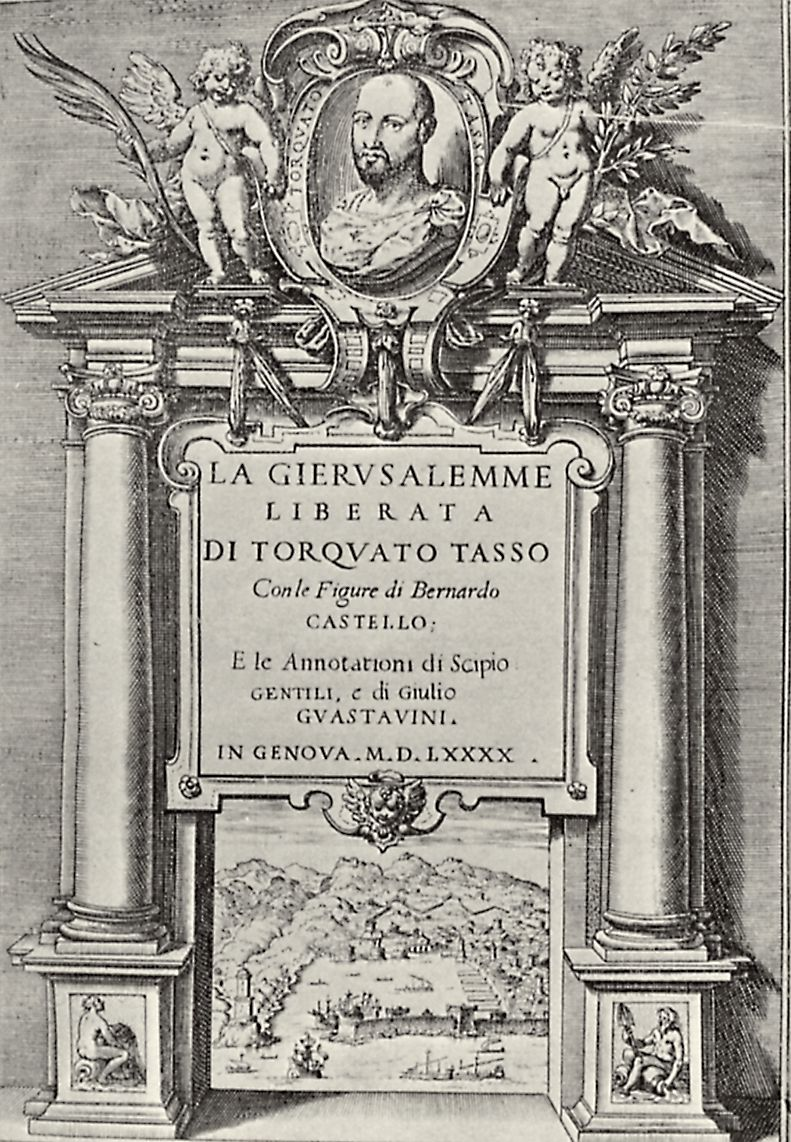
Frontespizio della "Gerusalemme liberata"

L'opera di maggiori successo di Tasso è la '’Gerusalemme liberata’', poema epico in cui il poeta mette al centro della storia non più temi come la fondazione di una città (Virgilio), o la lotta tra due civiltà per la supremazia, o le varie peregrinazioni di un eroe (Omero). L'intento di Tasso è di glorificare in tutto e per tutto il potere sacro della Chiesa e di Cristo nel mondo intero. La storia riguarda le vicende della Prima crociata, in cui il cavaliere Goffredo di Buglione, comandante di tutto l'esercito, riceve la visita dell'Arcangelo Gabriele che gli ordina di assediare Gerusalemme, per liberare il Santo Sepolcro dalla mano degli infedeli musulmani. Il personaggio di Goffredo rappresenta la credenza religiosa indistruttibile, mentre il soldato Tancredi risulta essere l'esatto opposto: la figura dell'eroe che si smarrisce nel suo percorso, e che deve ritrovare la retta via.
Egli combatte per la causa cristiana, ma finisce per invaghirsi della soldatessa saracena Clorinda, che si traveste da uomo nei combattimenti, per poi mostrarsi nella sua natura, ricambiando l'amore di Tancredi, senza che questi conosca il suo segreto.
L'idea di scrivere un'opera sulla prima crociata è mossa da due obiettivi di fondo: raccontare la lotta tra pagani e cristiani, di nuovo attuale nella sua epoca, e raccontarla nel solco della tradizione epica-cavalleresca. Sceglie la prima crociata in quanto è un tema non così ignoto al tempo da lasciar pensare che fosse inventata, ma anche adatto all'elaborazione fantastica.
Il tema centrale è epico-religioso. Tasso cercherà di intrecciarlo con temi più leggeri, senza però sminuire l'intento serio ed educativo dell'opera. Nel poema si intrecciano due mondi, l'idillico e l'eroico. 
Il centro dell'opera è l'assedio di Gerusalemme difesa da valorosi cavalieri. Da un lato i principali cavalieri cristiani tra cui Tancredi e Rinaldo dall'altro il Re Aladino, Argante, Solimano e Clorinda. Una serie di vicende si intrecciano nell'opera e ci sarà sempre il dualismo tra Bene e Male, e sebbene ci sia anche qui la magia, l'intervento sovrumano è dato da Cielo ed Inferno, angeli e demoni, intrecciate con suggestioni erotico-sensuali.
Il poema ha una struttura lineare, con grandi storie d'amore, spesso tragiche o peccaminose; come se il tema dell'amore sensuale, sebbene contrapposto a quello eroico, fosse necessario e complementare ad esso.

### Prosa storica, filosofica e scientifica
Francesco Guicciardini, con le Storie fiorentine e i Ricordi politici e civili contribuisce alla nascita della storiografia moderna. L'opera più importante però è senz'altro la Storia d'Italia, redatta fra il 1537 e il 1540, che racconta i fatti dalla morte di Lorenzo il Magnifico (1492) a quella di Clemente VII (1534). Per Natalino Sapegno essa è "opera di scienza, perché fondata sull'obbiettiva valutazione dei fatti singoli, secondo un criterio di classificazione psicologica e senza la pretesa di dedurre a priori leggi frettolose quanto speciose; e opera d'arte, come quella che richiede ad ogni passo una rara finezza d'intuito e una chiarezza sovrana di rappresentazione."
Tra il Cinquecento e il Seicento operano anche molti autori fondamentali per lo studio filosofico e scientifico. Esempio di ciò son Giordano Bruno, Tommaso Campanella e, soprattutto, Galileo Galilei. Di lui ci resta in particolare il Dialogo sopra i due massimi sistemi del mondo, uno dei primi esempi di italiano "scientificamente divulgativo". Sia il Galilei che Bruno incontreranno ben presto le ostilità della Chiesa controriformista, che punirà severamente le loro scoperte astronomiche, accusate di essere eretiche poiché contro le rivelazioni delle Sacre Scritture. Bruno verrà arso vivo mentre Galilei sarà costretto ad abiurare le sue scoperte, pronunciando comunque la famosa frase, "Eppur si muove."
Nello stesso periodo nascono numerose Accademie, come quella della Crusca, dei Lincei o del Cimento.

## Il Seicento

### La poesia barocca

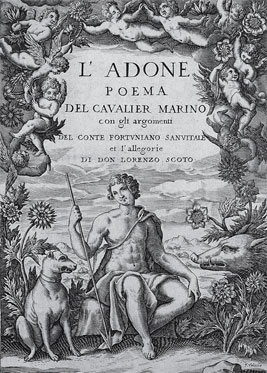
Un'edizione dell'Adone

Il gusto barocco, col suo rifiuto del linguaggio ordinario e il suo gusto per l'artificioso e lo stravagante, trovò un campo di applicazione privilegiato nella lirica.
Un posto di rilievo è occupato dall'opera di Giambattista Marino, tanto celebre da essere chiamato come poeta di corte in Italia e a Parigi. Il suo testo maggiore, l'Adone, di proporzioni enormi (quasi tre volte la Divina Commedia), è un poema antinarrativo, che si sviluppa per digressioni attraverso una rete di analogie che evocano la realtà sottoponendola, transitoriamente, alla curiosità di tutti i sensi. Marino portò al limite estremo la figura del letterato cortigiano che si avvale della sua penna per ottenere vantaggi e gloria, e fece anzi dei riconoscimenti del pubblico il criterio di validità estetica della sua opera. Il suo culto della metafora e l'ingegnosità mostrata nel costruire concettini e arguzie lo resero un maestro per i lirici del Seicento.
La dissoluzione del genere epico narrativo in un grande castello lirico è un caso di quella anticlassica tendenza alla mescolanza dei generi che caratterizza il secolo. Ad Alessandro Tassoni, figura di letterato dissacratore, si deve il merito di aver creato (con La secchia rapita) il modello del genere eroicomico, un tipo di poema che, a parte gli intenti parodistici, si struttura sull'alternanza continuamente variata di serio e comico. A conclusione del secolo si ricorda l'opera di due poeti che ebbero fortuna nel Settecento per la tendenza a conservare il senso della misura e della razionalità classicistiche in opposizione al concettismo del Marino. Si tratta anzitutto del savonese Gabriello Chiabrera, che si segnalò e venne in seguito valorizzato per la sensibilità metrica. I suoi risultati migliori stanno nella struttura della canzonetta, configurata sul modello lirico di Anacreonte e giocata su versi brevi, dalla musicalità lieve e scorrevole. L'altro poeta è il ferrarese Fulvio Testi che, nella ricerca di una poesia eroica, rifuggì dal gusto sensuale della metafora barocca e predilesse parole brevi e solenni.

### La prosa in lingua
Rispetto alla preziosità artificiosa della poesia, la prosa manifesta un maggiore interesse per l'attualità e la vita degli uomini e comporta alcune delle sperimentazioni più interessanti del secolo. Nel corso del Seicento si diffuse il romanzo in prosa che, anche quando è ambientato in luoghi esotici o fantastici, riproduce ambienti contemporanei riconoscibili e predilige tematiche erotiche e sensuali. Uno di questi romanzi è quell'Historia del cavalier perduto (1634) di Pace Pasini (1583-1644) che il critico Giovanni Getto ha voluto indicare come il manoscritto trovato da Manzoni e riscritto nei Promessi sposi.
I romanzieri furono numerosi e godettero di buona fama anche all'estero. La lingua impiegata era ormai italiana, cioè sovraregionale. E il romanzo fu uno dei generi che accrebbero il numero dei lettori. Il risvolto più estroso della prosa barocca si ha con Del cane di Diogene (pubblicato postumo nel 1689) del genovese Francesco Fulvio Frugoni (1620 ca.-1684 ca.), pastiche in cui si combinano vari argomenti, e che ha come modelli la satira menippea e gli autori che la riproposero (Petronio, Luciano, Rabelais).

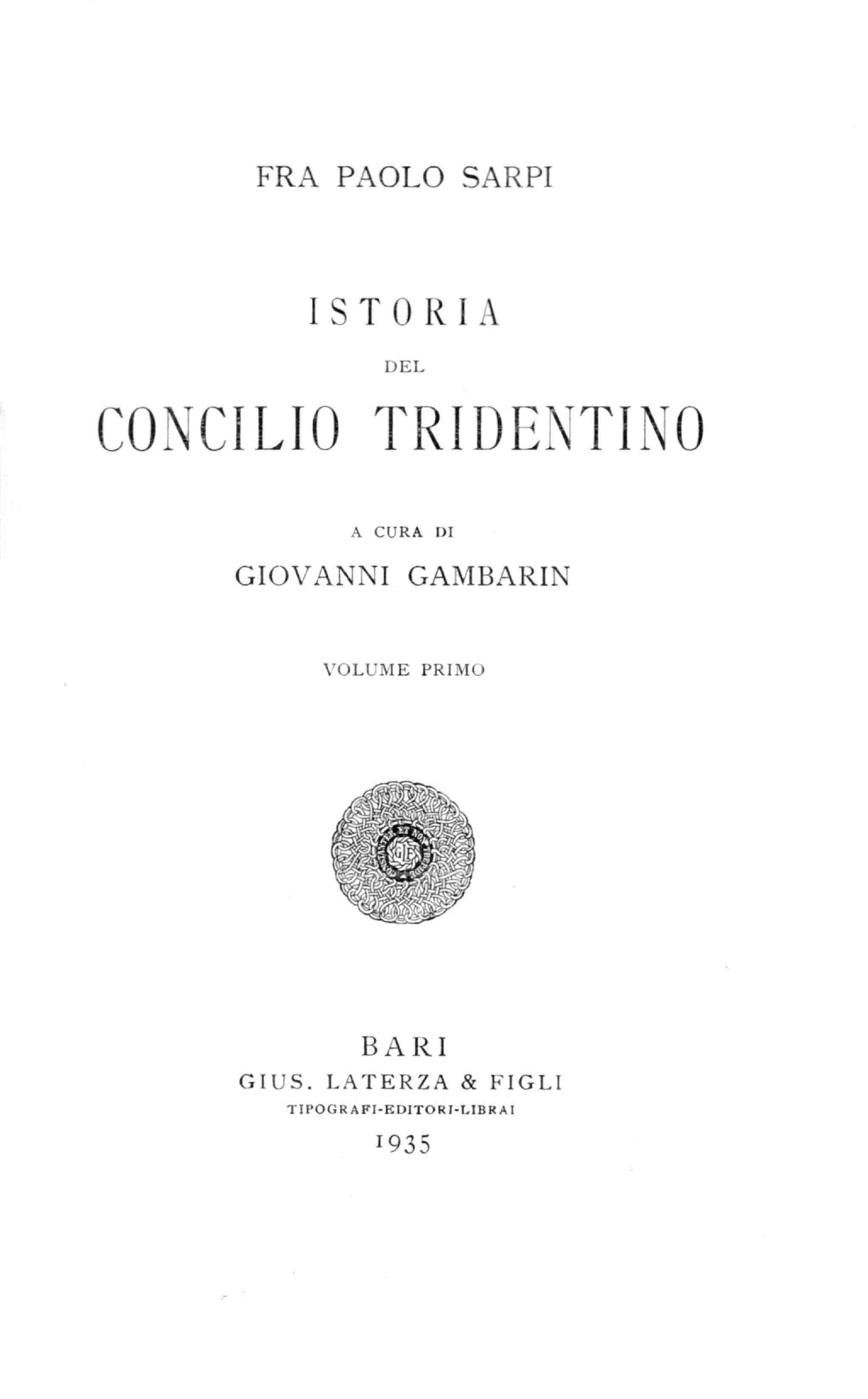
Paolo Sarpi, Istoria del Concilio tridentino, 1935

La prosa barocca era un prodotto della cultura laica della prima generazione barocca; ma poi i gesuiti, impegnati nel controllo della produzione e della trasmissione culturale, ne fecero uno strumento importante del proprio intervento nella società per definire comportamenti e scelte. E alcuni dei risultati migliori della prosa del Seicento si devono al padre Daniello Bartoli, autore dell'Istoria della Compagnia di Gesù, oltre che di molte opere devozionali. La sua capacità di conciliare precisione e artificio avrebbe destato anche l'ammirazione di Giacomo Leopardi.
Nell'ambito della prosa il Seicento può vantare un'importante produzione storiografica che si ispirava alla linea politico-diplomatica della Storia d'Italia di Francesco Guicciardini. L'opera più importante del secolo è probabilmente l'Istoria del concilio tridentino del frate veneziano Paolo Sarpi. L'opera, edita a Londra nel 1619 (in Italia solo nel 1689-90) venne subito inserita nell'Indice dei libri proibiti per la battaglia condotta dall'autore contro il sistema ecclesiastico in nome del valore autonomo delle strutture statali.
Tra la fine del Cinquecento e il Seicento proliferarono gli scritti sulla politica che ponevano al centro dell'attenzione gli interessi dell'organismo statale (il concetto della 'ragion di stato'). E per riflettere sui meccanismi del potere dispotico vennero recuperati il pensiero di Machiavelli e l'opera storica di Tacito. L'interesse per questo storico (tacitismo) trova espressione anche nella traduzione, che rivaleggia per concisione con l'originale latino, della sua opera per mano di Bernardo Davanzati (1529-1606). Fra i trattatisti politici si segnalano i nomi di Ludovico Zuccolo (1568-1630), Paolo Paruta (1540-1598), Traiano Boccalini e del gesuita Giovanni Botero, che pubblicò il trattato politico più famoso del tempo, Della ragion di stato (1589).
A fianco della trattatistica politica si sviluppò sul fronte letterario una trattatistica barocca, per precisare, approfondire e sistemare sul piano teorico e in termini retorici la grande avventura del nuovo gusto. Uno dei primi testi è quello dell'emiliano Matteo Peregrini (1595 ca. - 1652); ma il testo più importante è Il cannocchiale aristotelico (1654) del torinese Emanuele Tesauro (1592-1675): le infinite possibilità combinatorie della metafora divennero in lui un modo per celebrare la ricchezza della realtà e la superiorità del tempo presente sul passato.

### Galileo Galilei

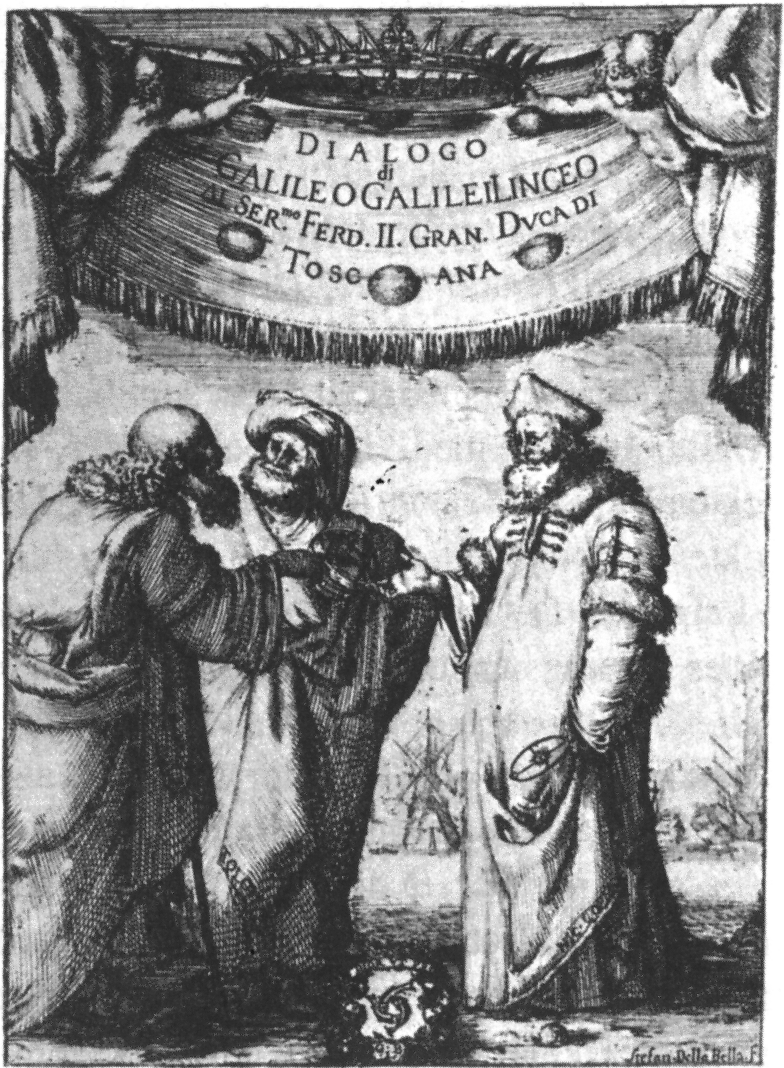
Antiporta del Dialogo sopra i due massimi sistemi di Galileo Galilei (Firenze, 1632)

Galilei è noto nella storia della letteratura per essere stato uno dei pochi filosofi e scienziati ad aver introdotto, nel sistema del trattato, l'uso del volgare fiorentino, già attingendo a quell'ottica di pensiero dell'universalizzazione dell'insegnamento scientifico, non più condivisibile soltanto nella statica forme grammaticale latina tra accademici e specialisti. Per questo Galilei aderì all'Accademia dei Lincei. Gli studi del filosofo si concentrarono sui grandi interrogativi che animavano gli studiosi matematici e fisici del suo tempo, quali Niccolò Copernico, Giovanni Keplero Tycho Brahe e Giordano Bruno, ossia l'analisi di un sistema universale diverso dal classico fino ad allora considerato come veritiero, cioè quello di Aristotele e di Claudio Tolomeo, ripreso anche da Dante Alighieri per la Divina Commedia. A differenza dell'antropocentrismo voluto da Aristotele, enfatizzato successivamente da Dante e dagli umanisti, con la collocazione della Terra al centro dell'universo, con la divisione degli strati in 3 gruppi suddivisi a loro volta in altri 3 substrati, posero i moderni scienziati Copernico e Keplero a rivalutare la formula del movimento degli astri, e specialmente del Sole e della Terra. Copernico, seguito dagli altri, meno Brahe, fu il primo a teorizzare in maniera scientifica il movimento circolare degli assi, corretto poi dal Keplero sul percorso eliocentrico degli stessi, che compiono il loro movimento attorno al Sole, assieme alla Terra, che è uno degli altri pianeti del sistema solare. Il Brahe invece, seguendo la dottrina gesuita, approvò il movimento degli astri, benché sostenesse che il Sole ruotasse attorno alla Terra.
- Sidereus Nuncius, trattato in latino semplice pubblicato da Galilei nel 1609, fu il primo a mettere in discussione l'antropocentrismo, fornendo le spiegazioni dell'analisi accurata, mediante il cannocchiale da Galilei modificato, dei quattro pianeti principali, definiti "sfere medicee" in onore a Cosimo II de' Medici a cui è dedicato il dialogo. Galilei nel trattato descrisse anche la superficie lunare, non liscia come si credeva, ma piena di croste e crateri.
- Il Saggiatore, opera di polemica, in volgare, pubblicata da Galilei per le prime accuse di eresia promulgate dal gesuita Orazio Grassi, il quale si intendeva di scientifica, per una discussione in base al sistema copernicano e sul movimento delle comete. Lo spunto polemico riguarda anche il tentativo conciliatorio del Brahe tra il sistema copernicano e tolemaico riguardo al movimento degli astri, e le conclusioni conseguitene sono che le comete sono dei corpi celesti (1), che i pianeti ruotano attorno al Sole (2), ma che Luna e Sole ruotano attorno alla Terra (3).
- Dialogo sopra i due massimi sistemi del mondo, pubblicato nel 1632, fu aspramente criticato dalla censura inquisitoria, e denunciato dal Cardinal Bellarmino, per cui Galilei dovette essere processato e costretto ad abiurare. Il dialogo, scritto in volgare, tratta in quattro giornate veneziane, con tre protagonisti, in maniera definitiva le differenze e gli scarti tra il vecchio sistema errato aristotelico, e quello veritiero introdotto da Copernico. Il dialogo è la classica forma che Galilei riprese da Platone, avvalendosi dell'uso volgare per comunicare a più persone la nuova universale scoperta, necessaria da conoscere per poter scoprire e analizzare in maniera scientifica il mondo e l'universo, senza più le teorie preconcette ed errate dei filosofi antichi e della Chiesa. Il personaggio sciocco di Simplicio è utilizzato da Galilei come il rappresentante della vecchia cultura tolemaico-aristotelica, contro cui si oppone il protagonista fiorentino Filippo Salviati, alter-ego di Galilei. Il punto focale del dialogo è la seconda giornata in cui Galileo demolisce definitivamente il sistema tolemaico, dichiarando che è stato riproposto per secoli negli studi scientifici poiché gli studiosi moderni non s'erano preoccupati di valutarne modifiche ed errori, proprio perché tali principi erano stati dettati da menti illuminate come Aristotele, veneratissimo nel Medioevo assieme a Platone. La seconda tesi che prova la verità del movimento degli astri, è l'esempio del Gran Naviglio, già formulato nel V secolo dalla filosofa Ipazia di Alessandria d'Egitto. Galileo, per mezzo di Salviati, invita così Simplicio e Sagredo, ma soprattutto il lettore, ad un esperimento mentale: immaginandosi sotto coperta di una nave infatti stabilisce un'analogia tra gli avvenimenti che accadono quotidianamente sulla superficie terrestre e quelli che avvengono su un Gran Naviglio. Il lettore viene così trasportato sottocoperta di una nave, in modo da non essere soggetto all'attrito dell'aria, e qui, sottocoperta, iniziano a verificarsi gli stessi avvenimenti, senza che ci possa essere nulla che permetta di rilevare il moto della nave. Salviati infatti argomenta sostenendo che se il Gran Naviglio si muovesse a velocità uniforme e non subisse variazioni rispetto al senso di marcia, allora sarebbe impossibile capire se la barca sia in movimento o ferma. Tutti i fenomeni che accadono sulla superficie terrestre infatti, a queste condizioni, accadono immutati sotto coverta e si svolgerebbero allo stesso modo anche supponendo il moto rotazionale terrestre.
Questo accade perché il Gran Naviglio si muove, il suo movimento si trasmette a tutti gli oggetti che si trovano al suo interno e si conserva, sommandosi allo stesso modo con il movimento o lo stato di quiete, senza che questo determini alcuna variazione. Ma ciò ha anche un'implicazione ben precisa: non esiste un sistema di riferimento considerato assoluto; in particolar modo questa concezione relativistica mette la Terra e l'uomo non più come punto di riferimento centrale, ma in relazione a qualcos'altro, venendo a cadere così la centralità di questi.

Un altro aspetto non meno importante è l'esperimento in sé: questa parte del metodo galileiano infatti si basa su un esperimento che è riproducibile solamente nella mente di chi lo compie. Galileo offre un'analisi dettagliata di molti fattori che potrebbero influenzare la riuscita dell'esperimento, ma che vengono poi eliminati per poter ricreare quelle condizioni ideali perché il fenomeno avvenga: importante quindi è anche il ruolo che gioca la matematica, perché non è importante arrivare solamente a una dimostrazione qualitativa, ma anche a una dimostrazione quantitativa del fenomeno.

### La prosa dialettale
In parallelo alla prosa in lingua, nel Seicento ebbe un sensibile sviluppo la letteratura dialettale, per il peso delle tradizioni locali o per gusto bizzarro. Si tratta pur sempre di letteratura prodotta dall'alto, ma capace di registrare aspetti della vita popolare. È letteratura che in ogni caso non ambisce a porsi come alternativa a quella nazionale e accetta quindi la posizione subalterna. Le prove dialettali più interessanti e corpose sono quelle napoletane, ma vanno registrate quelle romanesche (il poema Meo Patacca, 1695, di Giuseppe Berneri), quelle bolognesi, quelle veneziane e quelle milanesi. Quella napoletana è legata ai nomi di Giulio Cesare Cortese (1575-1627), che si dedicò soprattutto alla poesia, e di Giambattista Basile, noto soprattutto per Lo cunto de li cunti (1634), cinquanta fiabe destinate ai piccoli e scritte in una lingua manipolata in modo assai personale. Un posto a sé occupa il bolognese Giulio Cesare Croce, la cui fama è legata a Le sottilissime astuzie di Bertoldo (1602) e a Le piacevoli e ridicolose semplicità di Bertoldino (1608), che hanno nutrito a lungo l'immaginario popolare, e che esprimono valori moderati e l'accettazione della scala sociale.

### Il teatro: la Commedia dell'Arte

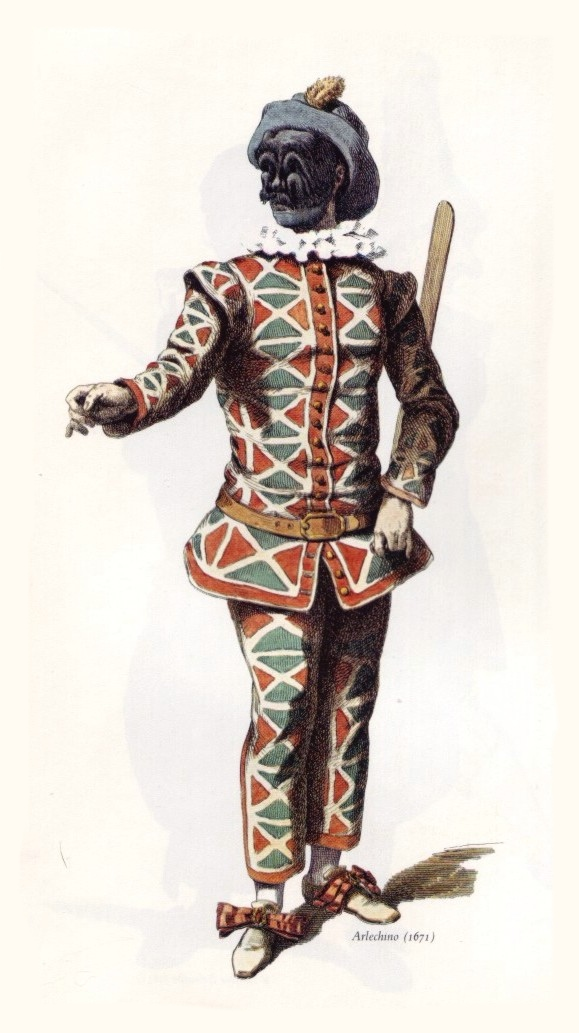
Maschera di Arlecchino

Una delle costanti della cultura barocca è il senso della teatralità della vita, connesso a quello della vanità della stessa. Da qui lo sviluppo del teatro e delle sue tecniche. Si crearono nuovi generi non più corrispondenti alle forme classiche (dalla tragicommedia, al melodramma, alla Commedia dell'Arte) e nuove professioni legate al teatro, come quella dell'attore, e venne fissata la forma della sala teatrale, con la separazione degli spazi destinati alla scena e agli spettatori. La vitalità del teatro nel Seicento va ben oltre quella dei testi drammatici, che sono modesti in Italia rispetto all'Europa: in Francia (Corneille, Racine, Molière), in Spagna (Lope de Vega, Pedro Calderón de la Barca), in Inghilterra (Shakespeare e il teatro elisabettiano) abbondano grandi testi, a fronte dei quali l'Italia può vantare poco.
Ma l'Italia tra Cinque e Seicento vide nascere, svilupparsi e passare poi in Europa forme teatrali fortemente spettacolari non dipendenti dal controllo della parola. Un caso è quello della Commedia dell'Arte, teatro profano del corpo e della maschera. È un teatro di professionisti che, organizzati in compagnie girovaghe, comunicano con la bravura tecnica e l'espressività del corpo, improvvisando con la parola sulla base di intrecci e scene tipiche. Gli attori indossano la maschera per tipizzare qualità psicologiche o regionali del personaggio, e anche il linguaggio impiegato nella comunicazione orale è spesso una mescolanza di forme regionali di aree contigue, un plurilinguismo stereotipato. La prima compagnia di comici professionisti si formò a Padova nel 1545. Le compagnie girovaghe, che raggiungevano il popolo più comune nei centri più disparati e anche più piccoli, ebbero particolare successo nel Seicento e per buona parte del Settecento. Un altro caso è quello del dramma per musica (per il quale in seguito si sarebbe utilizzato il termine melodramma). Tutto aveva preso avvio nel tardo Cinquecento dalla sperimentazione della Camerata de' Bardi, e il primo melodramma fu la Dafne del poeta Ottavio Rinuccini, rappresentato a Firenze nel 1598.
La produzione più ricca si ebbe a Venezia con la costruzione di teatri pubblici a pagamento e a Roma, dove gli ambienti ecclesiastici diedero vita a un teatro morale o basato sulla storia sacra. In mancanza di norme definite, il genere assunse forme varie, e nel processo evolutivo il testo drammatico assunse forme sempre più schematiche fino alla sua subordinazione alla musica. La commedia letteraria continuò nel Seicento con nuove forme e intrecci destinati a finalità moraleggianti. I centri di produzione più importanti furono Napoli, Firenze e Roma. Qui si sviluppò, alla fine del Cinquecento, un tipo di commedia semplice che riproduceva in forme letterarie gli schemi narrativi della Commedia dell'Arte. La tragedia, con attenzione alla politica e alle riflessioni sulla ragion di stato, indulgeva a un gusto truce e violento secondo il modello del latino Seneca. Lo scrittore più autorevole di questo genere fu il piemontese Federico Della Valle.

## Il Settecento

### L'Arcadia
Tra le maggiori scuole letterarie del secolo non possiamo non citare l'Arcadia, un'accademia letteraria fondata a Roma nel 1690 da Giovanni Vincenzo Gravina e da Giovanni Mario Crescimbeni. Il più importante autore è sicuramente Pietro Metastasio, che lavora presso la corte austriaca. Questi letterati, promuovevano, con l'appoggio della Curia romana, l'anti-barocchismo e la restaurazione classicistica (Arcadia è il nome di un'antica regione della Grecia, dove, secondo la tradizione letteraria, i pastori, vinta la durezza della vita primordiale, vivevano felici, in semplicità). I soci del circolo fondarono sezioni in tutta Italia. Il classicismo cui essi si rifanno è soprattutto quello di Petrarca, ma anche quello di Poliziano e Lorenzo il Magnifico.

### L'Illuminismo italiano

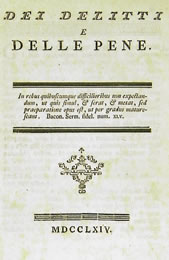
Dei delitti e delle pene di Cesare Beccaria

Il Settecento è un secolo di grandi trasformazioni. In Europa si assiste al predominio culturale e politico della Francia, mentre una serie di guerre, dette di successione, vede cambiare il panorama politico e le aree di dominazione. L'Italia è dominata al nord dagli Austriaci, che, in seguito alla pace di Aquisgrana del 1748, si sostituiscono alla dominazione spagnola; al sud dalla dinastia francese dei Borboni. La Sardegna è, invece, unita al Piemonte e si costituisce il Regno di Sardegna, governato dalla dinastia dei Savoia. La presenza straniera si fa comunque meno pressante e gli Stati italiani godono di una maggiore libertà.
Nella seconda metà del Settecento, si afferma in Inghilterra la Rivoluzione industriale: si diffonde cioè un nuovo modello di produzione delle merci, basato sulla fabbrica, dove si esegue il lavoro grazie all'uso di nuovi macchinari, che incrementano la produzione e, di conseguenza, allargano la disponibilità sul mercato delle merci, con enormi conseguenze sul settore economico, ma anche sociale e politico. Si afferma definitivamente il potere economico e, quindi, anche sociale della borghesia, che basa la propria supremazia sulla proprietà dei mezzi di produzione, come le fabbriche, e la capacità di gestire il denaro. Essa, in contrapposizione all'aristocrazia delle corti, ormai decadente e impoverita, afferma la propria visione del mondo e i propri valori, legati all'intraprendenza e al guadagno.
Il conflitto sociale e culturale tra la nuova classe in ascesa e l'antica aristocrazia di sangue provoca alla fine del secolo la Rivoluzione francese, nel 1789, in cui il concetto stesso di potere monarchico entra in crisi, con la diffusione di valori nuovissimi come la libertà, l'uguaglianza e la fraternità. I philosophes sono i fondatori dell'Illuminismo o filosofia dei lumi: la ragione è la luce che si apre nel buio dell'ignoranza e della superstizione e supporta la nuova scienza sperimentale che contrappone la libera ricerca intellettuale ai dogmi della religione. L'Illuminismo troverà un'espressione politica nella Rivoluzione francese. Accanto ai valori già citati, il Settecento regalerà all'Europa i principi fondamentali della tolleranza religiosa e del cosmopolitismo.
L'illuminismo italiano ha come suoi autori di spicco l'economista Pietro Verri, fondatore della celebre rivista Il Caffè e Cesare Beccaria, autore del famoso saggio Dei delitti e delle pene, il primo a giudicare severamente la pena di morte. A Napoli invece si affermano lo storico Giambattista Vico e Francesco Mario Pagano. Altri autori importanti sono: Francesco Algarotti, Maria Gaetana Agnesi, Sallustio Bandini, Giuseppe Baretti, Melchiorre Cesarotti, Carlo Denina, Gaetano Filangieri, Antonio Genovesi, Pietro Giannone, Gaspare Gozzi, Alessandro Verri.

### Carlo Goldoni
Carlo Goldoni è assai conosciuto nella letteratura italiana teatrale, per essere stato un innovatore del genere, portando le classiche commedie degli equivoci nella società intera. Infatti prima di ciò, esistevano filoni tipici territoriali (Venezia-Milano-Ferrara-Napoli), in cui la Commedia dell'Arte aveva le sue maschere predilette. Goldoni ha cercato di “imborghesire” il teatro, inserendo le maschere comiche di Arlecchino e Pantalone non più come padroni della scena, ma come servitori dei protagonisti borghesi. L'intenzione di Goldoni era di creare un teatro sociale nuovo, alla pari di Molière, e di mostrare i vizi e le piccolezze della società italiana media al mondo tramite dialoghi in prosa (e non più dialettali), che riuscissero chiaramente comprensibili ad un vasto pubblico. Di qui la tesi della teoria goldoniana del teatro e del mondo, sul cui palcoscenico non vengono più rappresentate baruffe comiche tra maschere, ma situazioni reali, in cui la maschera ha un piccolo, seppur fondamentale, ruolo di accompagnamento.
Il testo teatrale goldoniano di maggiori fortuna è "La locandiera", che ritratta tematiche amorose già incontrate nei suoi primi testi. La vicenda riguarda completamente il ruolo che ha la donna nella società veneziana settecentesca, e di come lei, conoscendo le debolezze dell'uomo, riesca a controllare ciascuno di essi. Mirandolina è la direttrice di una locanda vicino a Firenze, dove arrivano un marchese, un conte e un cavaliere (quest'ultimo misogino). Mirandolina non si accontenta di avere in suo pugno gli altri due pretendenti, ma si lancia una sfida: riuscire a far innamorare di sé il cavaliere, e poi ingannarlo. Mirandolina dunque rappresenta il potere segreto che ha la donna, che riesce ad uscire nei momenti meno opportuni, e a distruggere qualsiasi megalomania tipica dell'uomo.

### Giuseppe Parini

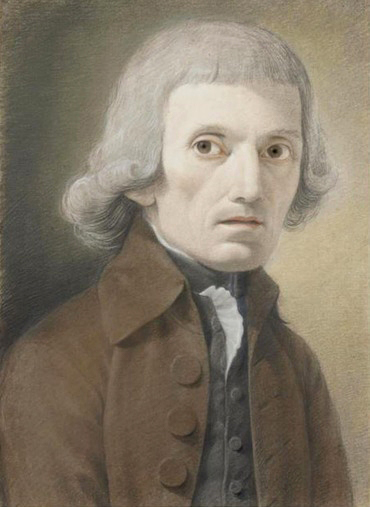
Giuseppe Parini

La figura di spicco della rinascita letteraria del XVIII secolo fu Giuseppe Parini. Nato in un villaggio lombardo nel 1729, è stato istruito a Milano, e da giovane era conosciuto tra i poeti arcadici con il nome di Darisbo Elidonio. Anche come arcadico, Parini ha mostrato originalità. In una raccolta di poesie pubblicata a 23 anni sotto il nome di Ripano Eupilino, il poeta mostra la sua facoltà di prendere le scene di vita reale, ed esporli con spirito di opposizione e con profonda vena satirica. Queste poesie indicano una risoluta determinazione a sfidare le convenzionalità letterarie.
Come artista, andando subito al forme classiche, che aspirano ad imitare Virgilio e Dante, aprì la strada alla scuola di Vittorio Alfieri, Ugo Foscolo e Vincenzo Monti. Come un'opera d'arte, il Giorno è meraviglioso per la sua delicata ironia. Il versetto ha nuove armonie; a volte è un po' difficile e rotto, come protesta contro la monotonia arcadica.
Il Giorno, scritto in endecasillabi sciolti, mira a rappresentare in modo satirico, attraverso l'ironia antifrastica, l'aristocrazia decaduta di quel tempo. Con esso inizia di fatto il tempo della letteratura civile italiana. Il poemetto era inizialmente diviso in tre parti: Mattino, Mezzogiorno e Sera. L'ultima sezione venne in seguito divisa in due parti incomplete: il Vespro e la Notte. Il poemetto è un'acuta satira della nobiltà, ritratta senza pietà fin nei suoi capricci più futili, che si ritorcono sul ceto più povero e umile. Così Parini ci fa notare ad esempio come il servo che scaccia la cagnolina del signore, che lo ha appena morso, sia cacciato dal padrone per strada insieme a tutta la sua famiglia; o ancora come al risveglio il giovin signore possa scegliere se bere il caffè o la cioccolata, non sapendo però che sono probabilmente morti degli uomini per trasportare quei cibi esotici fin all'Occidente.

### Vittorio Alfieri

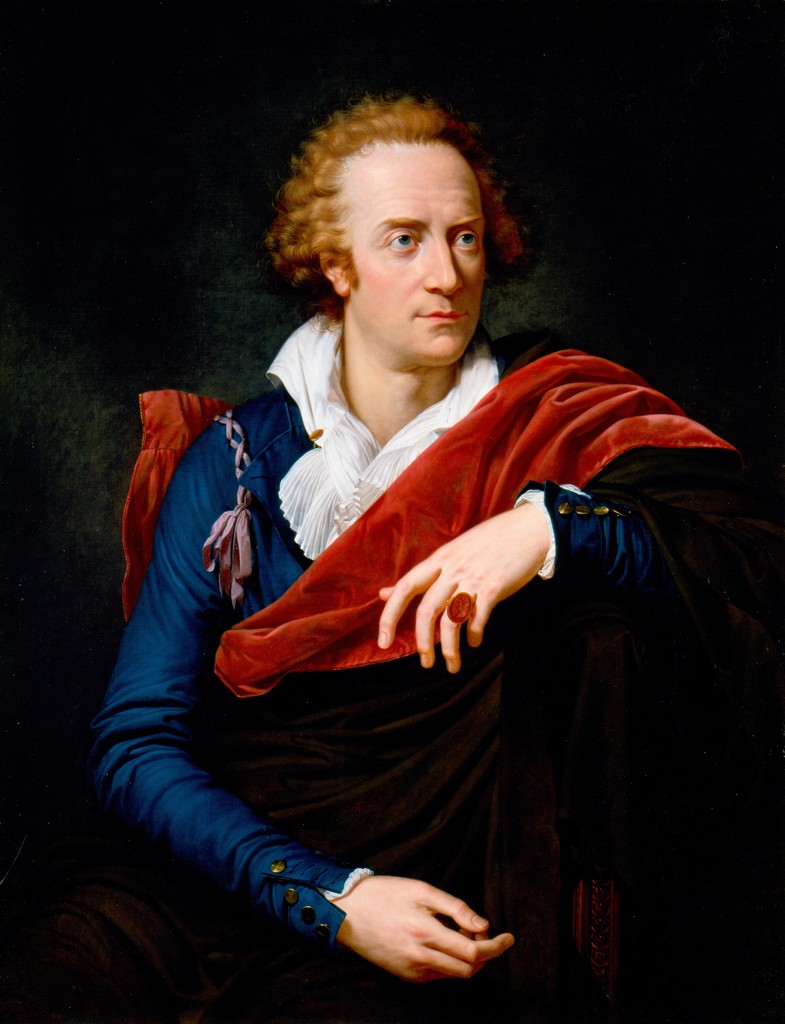
Alfieri

Patriottismo e classicismo sono i due principi che hanno ispirato la letteratura di Vittorio Alfieri. Adorava l'idea della tragedia greca e romana della libertà popolare in armi contro la tirannia. Ha preso i soggetti delle sue tragedie della storia di queste nazioni (e dai rispettivi tragediografi) e ha fatto i suoi antichi personaggi parlano come rivoluzionari del suo tempo. La scuola arcadica di cui era rappresentante, con la sua prolissità e banalità, è stata tuttavia respinta dal pubblico. Il suo obiettivo era quello di essere breve, conciso, forte e amaro, a mirare al sublime in contrasto con gli umili e pastorale. Ha salvato la letteratura da vacuità arcadiche, conducendolo verso un fine nazionale, e si è armato di patriottismo e classicità.
Ogni tragedia di Alfieri, tranne alcune, sono versioni italiane di quelle di Eschilo, Sofocle ed Euripide. Poche sono invece opere originali, come il "Saul", tratto dai Libri delle Cronache e dal Secondo libro di Samuele della Bibbia, nel quale si narra la battaglia tra Saul e Davide per la successione del trono ebraico, mentre infuria la battaglia tra il popolo di Dio e i Filistei.
La tragedia si concentra sui complessi e originali aspetti psicologici dei due protagonisti: David e Saul. David incarna l'eroe vittorioso e valoroso, mentre Saul il buon regnante, che però pecca di tracotanza senza nemmeno accorgersene, arrivando a cadere nella pazzia, tormentato dall'ossessione di vedere il proprio trono rubato da David, che si innamora di sua figlia.
È così che Saul si trova a combattere, in perenne fluttuazione tra due passioni opposte. Egli non riesce più ad essere contemporaneamente padre e re vincente. Il suo è un io disgregato, incapace di ritrovare l'unità. Saul passa attraverso i sentimenti più contrapposti mentre si avvicina man mano la sua ultima meta: il suicidio.
Sarà però un suicidio eroico il suo. Egli troverà finalmente la sua integrità attraverso una rinuncia radicale: uomo che rifiuta la vita, padre che rinuncia alla figlia, re che rinuncia al suo popolo che “cade”. È così che la rinuncia va letta come un supremo possesso: con la morte Saul espia i suoi eccessi sanguinosi e tirannici, rinuncia alla figlia dandogli una prova di offerta d'amore, intesa come vero possesso.

### Ugo Foscolo

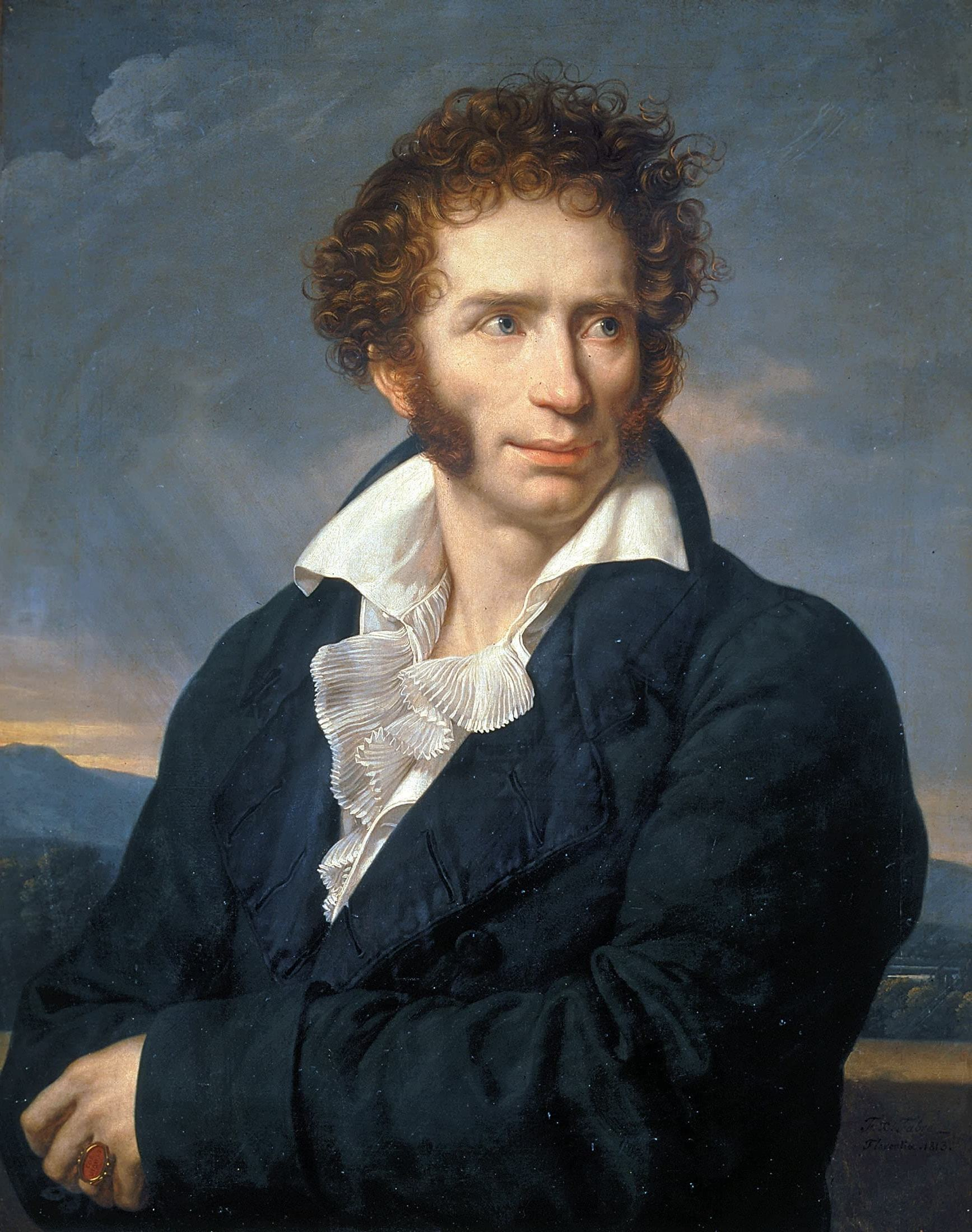
Foscolo

Ugo Foscolo rappresenta il preromanticismo italiano. Trovandosi in un periodo difficile per l'Italia, il poeta si alleò con Napoleone Bonaparte, vedendo in lui l'eroe che avrebbe salvato il Paese dalla distruzione e dall'ignoranza politica e culturale. Dopo la delusione del Trattato di Campoformio, avendo visto i progetti di Napoleone andati in fumo con l'emanazione dell'editto sui Cimiteri, Foscolo andò come esule in Inghilterra, e vi morì. Scrisse per i lettori inglesi alcuni saggi sul Petrarca e sui testi di Boccaccio e di Dante.
Nei sonetti, come In morte del fratello Giovanni o A Zacinto, Foscolo racchiude tutta la nostalgia per la patria lontana e per non poter visitare il sepolcro del fratello defunto. Emerge comunque un lato di Foscolo che si potrebbe definire "pre-romantico", come l'attenzione per la natura e per le emozioni che essa suscita, elementi che saranno ripresi soprattutto da Leopardi.
Ispirato a "I dolori del giovane Werther" di Goethe, Foscolo ne le Ultime lettere di Jacopo Ortis converte la vicenda nel gusto patriottico italiano. Il protagonista è un giovane lombardo che spera nel cambiamento del Paese con la venuta di Bonaparte. Nel frattempo si innamora di una ragazza, però promessa ad un pomposo e grezzo proprietario terriero, Odoardo. Con il fallimento delle sue illusioni, dacché Napoleone tratta l'Italia come una provincia (dopo la vittoria ad Arcole), e dopo lo sposalizio della sua amata con Odoardo, Jacopo si uccide.
Il romanzo è scritto in forma epistolare, riprendendo lo schema goethiano. Foscolo è stato uno dei primi ad introdurre tale genere nel suo tempo. Il tema è tipicamente preromantico, dacché Foscolo, essendone il precursore, sogna un riscatto dell'Italia, che non avverrà immediatamente, oppressa dalla Francia e dall'Austria. Nel romanzo egli raccoglie tutti i tipici sentimenti che saranno presenti nel Romanticismo, come lo sturm und drang, lo slancio emotivo, la violenza patriottica, e l'amore per la natura e il passato classico.
Il secondo maggior lavoro di Foscolo è la poesia "Dei sepolcri", basata sull'editto di Saint Cloud di Napoleone. Il poeta in quattro sezioni celebra il passato italico, partendo dal concetto di non venerare troppo i morti, dopo la dipartita, con sfarzose tombe, seguendo poi con l'elenco dei migliori poeti e scrittori italiani sepolti nella Basilica di Santa Croce a Firenze, narrando infine l'importanza della sepoltura, affinché permanga il ricordo, citando l'esempio omerico della morte di Ettore.
I temi principali oscillano dal materialismo al preromanticismo.

## L'Ottocento
L'Ottocento italiano in ambito letterario è scandito da tre principali correnti letterarie:
- Romanticismo (primo '800), rappresentato maggiormente da Alessandro Manzoni e Giacomo Leopardi e, successivamente, nel filone patriottico, da Ippolito Nievo, Massimo d'Azeglio, Carlo Pisacane e Vincenzo Gioberti. Il romanticismo italiano, caratterizzato da una parte da un fenomeno di "patriottismo" e "conciliazione" della cultura classica greco-romana, studiata dalle classi nobili, con quella emergente della borghesia della quotidianità, è riassunto da Manzoni ne I promessi sposi, in cui affronta i principali problemi della corrente di pensiero riguardanti la descrizione di personaggi protagonisti non nobili, come Renzo e Lucia, la descrizione di un periodo storico del passato, le cui sorti sono ricollegabili all'Ottocento, come la Lombardia seicentesca in cui gli influssi spagnoli, rappresentati da don Rodrigo, influenzavano l'economia e la cultura locale, fatto riconducibile alla presenza austriaca nel nord Italia ottocentesco, e specialmente il contenuto religioso, molto forte nel romanticismo, che Manzoni decide di rendere il vero protagonista che regge il filo del destino dei personaggi del romanzo. Tuttavia, la religione abbracciata da Manzoni non è quella classica della Chiesa cattolica, ma il giansenismo.

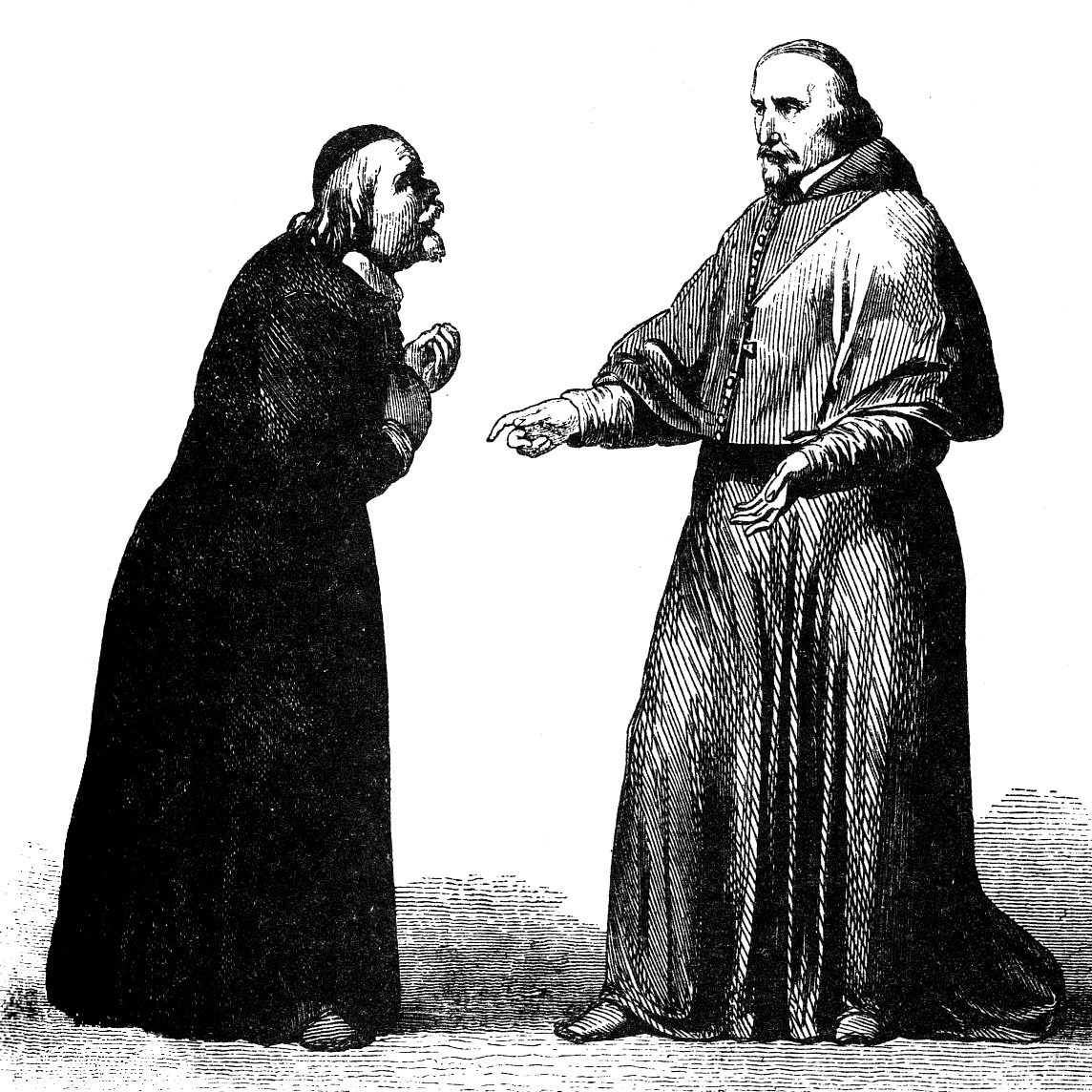
Illustrazione de I promessi sposi di Manzoni: don Abbondio e il Cardinal Borromeo

Leopardi, invece, si oppose al classico romanticismo; ispirandosi a Plinio il Vecchio e a Rousseau, elaborò un personale pensiero filosofico riguardo alla condizione infelice dell'uomo. Considerò nell'esistenza, dunque, da una parte l'Uomo, essere che prova le passioni, spinto dal desiderio della felicità, che però non riesce mai a perseguire, proprio perché spinto da continui desideri dopo il conseguimento del primo; dall'altra mise la Natura, entità che incarna la causa dell'infelicità umana, personificata per una scelta materialistica e per critica contro la morale religiosa dell'evanescenza e dell'imperscrutabilità divina. L'Uomo, con cui spesso si rapporta Leopardi stesso, è continuamente spinto dal desiderio di felicità, quasi completamente irraggiungibile nella vita terrena, placato soltanto da piaceri mondani, e da ideali di positivismo e di progresso, contro cui Leopardi si oppone fermamente; la sofferenza umana può essere, come scritto ne La ginestra, lenita soltanto con la fratellanza comune, oppure con la morte dell'individuo.
- Verismo-Naturalismo (1878-1888): caratterizzato in Italia durante l'epoca del positivismo e della rivoluzione industriale milanese-torinese, nonché, in ambito culturale dalle teorie sulla specie di Charles Darwin, dal materialismo e dai romanzi di Gustave Flaubert. I massimi rappresentanti furono Giovanni Verga e Luigi Capuana, il quale però, a differenza di Verga, si occupò principalmente di gestire il movimento lombardo della "Scapigliatura", che si opponeva ai sistemi classici di letteratura, incluso il romanticismo. Verga, dopo vari periodi altalenanti di sperimentalismo romantico, scrisse l'opera Storia di una capinera, che segna già il passaggio dal romanticismo al verismo, ma ciò avverrà definitivamente con il romanzo de I Malavoglia (1881). Il secondo romanzo del "ciclo dei Vinti", che incarna il verismo verghiano, sarà Mastro-don Gesualdo (1888), assieme alla raccolta novellistica di Vita dei campi. Il verismo verghiano riguarda la Sicilia post-unitaria, rappresentata secondo lo schema della "forma inerente al soggetto", ossia la narrazione che è composta, per stile e linguaggio, in base al livello sociale dei personaggi descritti. Il progetto dei ciclo dei vinti prevedeva una descrizione per romanzi di una società, vista all'inizio dal basso (I Malavoglia, la famiglia dei pescatori oppressi dallo zio Crocifisso, che vuole mettersi in proprio col commercio), passando per il muratore arricchito Gesualdo avido di terre catanesi, che fa la sua fortuna col matrimonio della contessa Trao, in decadenza economica (Mastro-don Gesualdo), fino ad arrivare alla corruzione psicologica dei romanzi incentrati sulle caste ricche e nobili italiane.

D'Annunzio

Il fulcro centrale è il pessimismo dilagante sulla condizione umana delle caste, per niente cancellate con l'unificazione italiana nel 1861, dove i rapporti sociali sono scanditi da regole e fratellanza a parole, ma a fatti vi è un tentativo quasi animalesco di sopraffazione per il possesso del denaro e della fortuna. Perfino i Malavoglia, benché ancora descritti sotto una patina tardo-romantica, sono inclusi in questo ideale, in cui l'unica certezza è l'ideale dell'ostrica, ossia quello della famiglia stretta e salda, che cerca di opporsi al cambiamento sociale economico dell'Italia postunitaria, che distruggerà, proprio per mezzo del positivismo, e dell'universalizzazione economica, con fulcro appunto nei centri di Milano e Torino, con la conseguente emigrazione degli altri italiani, l'equilibrio sociale delle masse, che fino agli anni '70 dell'Ottocento hanno vissuto sotto la dottrina del provincialismo paesano e della Chiesa cattolica imperante. Questo fenomeno di distruzione dell'individuo sarà ancora più presente nel personaggio di Gesualdo, che è oppresso da un odio cieco per il prossimo, dedito soltanto ad accumulare denaro, e a inimicarsi la famiglia, con relazioni e matrimoni di convenienza per tornaconto personale, fino alla triste morte in solitudine.
- Decadentismo (1889-1899): rappresentato da Giovanni Pascoli e Gabriele D'Annunzio, sulla scia del tentativo di Giosuè Carducci di ripristinare lo schema classico della poesia italiana, fondando i suoi principi sul classicismo di stampo greco-romano, con l'ode barbara. Pascoli, con richiami alla poesia latina, come ad esempio il titolo Myricae della raccolta poetica più famosa, ispirata ad un verso virgiliano, trattò temi di natura bucolica campestre, benché costellata da un clima di morte e inquietudine, influenzato negativamente dai ricordi della morte del padre e della madre. L'equilibrio perfetto per Pascoli è il nido, unica fonte di sicurezza e protezione contro la malignità degli estranei, che il poeta contestualizza in scenari naturali negativi, benché passeggeri, come fenomeni atmosferici del lampo, del tuono, del temporale, rappresentando poi animali del gruppo ornitologico, in cui egli si riconosce, o riconosce suo padre, come nella poesia X Agosto.

D'Annunzio elaborò un decadentismo personale, sia in campo poetico, con le Laudi (1903), che con i romanzi della triade della Rosa: Il piacere - L'innocente - Trionfo della morte. I protagonisti dei romanzi sono alter-ego del poeta, tutti giovani nobili che cercano la via del piacere con il mezzo dell'estetismo e, più tardi, della potenza del superuomo nietzschiano, in un clima di reclusione con la propria amante/femme fatale, contro l'ignoranza della borghesia e della plebe. L'unica fonte di vita per D'Annunzio è la parola ed il tentativo di valorizzarla fino al possibile con la scelta di vocaboli aulici e "sonanti", che trasmettano forti sensazioni visive e uditive, specialmente per quanto concerne la poesia del libro poetico Alcyone, il terzo delle Laudi. Così è anche, nel romanzo più famoso (Il piacere), per il protagonista Andrea Sperelli, intento nella glorificazione della propria vita con il culto dell'arte e della poesia antica, sia di stampo greco-classico che medievale e rinascimentale-barocco. Il tentativo, poi raggiunto nel periodo post-decadentista del Novecento, è quello di dominare la propria amante, in questo caso la nobile Elena Muti, che oppone la sua "purezza" al focoso amore della fèmme fatale Maria, parente di Andrea, incontrata durante una convalescenza dopo un duello di scherma. Tuttavia, l'impotenza del protagonista esteta, dovuta sempre a causa della potenza schiacciante della donna con il suo carattere dominante, sarà sempre la causa della rovina fisico-morale del protagonista. Questo fino a quando D'Annunzio, alla fine dell'800, non scoprirà Nietzsche e rielaborerà la tesi del "superuomo", usando l'onnipotenza dell'archetipo per costruire un personale alter-ego esteta/superuomo che sappia dominare la scena, e anche le proprie amanti, con il romanzo Il fuoco, che pubblica nel 1900.

### Il Romanticismo
Nella prima meta dell'Ottocento si diffonde in Europa il movimento culturale noto come Romanticismo. Le idee romantiche nascono in Germania propagandosi dal movimento dello Sturm und Drang. Le idee romantiche vengono fatte conoscere grazie alla rivista Athenaeum fondata dai fratelli Friedrich e Wilhelm August von Schlegel. Le idee romantiche trovano adesione in Francia e Inghilterra. I romantici rivalutano il sentimento, la passione e la libertà. Riavvertono il bisogno di Dio. Si sente un profondo legame con la natura. In Italia il movimento romantico tardò notevolmente ad arrivare. Nel 1816, la scrittrice Madame de Stael in un articolo "Sull'utilità delle traduzioni" sul giornale milanese Biblioteca italiana rimproverava ai letterati italiani di tradurre solo opere della classicità, e consigliava invece di diffondere scrittori stranieri contemporanei, che avrebbero "risvegliato la lingua."
Mai come in nessun'altra letteratura, il romanticismo italiano è sostenuto dal concetto di "identità" nazionale. La parola d'ordine è conciliare il classico retaggio del passato con le nuove spinte di volontà indipendentiste. Esempio di ciò è il giornale Il Conciliatore, sorto nel 1818 e chiuso solo l'anno dopo dalla censura austriaca. La redazione del giornale era composta da intellettuali di spicco come Silvio Pellico, Giovanni Berchet, Pietro Maroncelli, che saranno imprigionati per molti anni per i loro comportamenti rivoluzionari.
Molta letteratura in prosa del Romanticismo è soprattutto letteratura "politica". Autori molto noti sono Giuseppe Mazzini, patriota, fondatore della Giovine Italia e autore di numerosi saggi a favore dell'indipendenza italiana; e ancora Massimo d'Azeglio, Vincenzo Gioberti, Luigi Settembrini (Ricordanze della mia vita), Carlo Cattaneo (Notizie naturali e civili sulla Lombardia), Carlo Pisacane, Cesare Cantù (Storia Universale), Gino Capponi (Storia della repubblica di Firenze), Vincenzo Cuoco e Silvio Pellico (Le mie prigioni).
Il romanticismo patriottico italiano, è espresso anche nel romanzo storico Le confessioni di un italiano di Ippolito Nievo, un soldato che partecipò alle battaglie dei Mille di Giuseppe Garibaldi, e che morì prematuramente affogato. La sua opera è narrata in prima persona, all'inizio, e racconta, in maniera quasi auto-biografica, le vicende di un giovane eroe italiano, che sogna l'Italia unita, e lascia la ragazza che ama e il suo borgo per partecipare alla spedizione dei Mille. il tema patriottico è presente e sorretto da un senso religioso del dovere che si esprime nel sacrificio della giovinezza e della vita. L'amore è inteso come trasporto dei sensi e passione sublime nel contempo. La Pisana è l'espressione della passione genuina che ha in sé la sua redenzione (differente posizione da quella di Manzoni). Esprime inoltre una rivolta contro il moralismo cattolico-conformista. Il tema storico-evocativo (il castello di Fratta, la caduta di Venezia, l'incontro con Napoleone Bonaparte, ecc.) è basato su una salda fede e su una costante e rinnovata speranza nel riscatto della patria. La figura della Pisana è una riuscita rappresentazione di figura femminile: frivola, incostante, capricciosa, angelo e peccatrice insieme, ma profondamente legata a Carlino, pronta a sacrificarsi a lui quando è necessario.

### Alessandro Manzoni

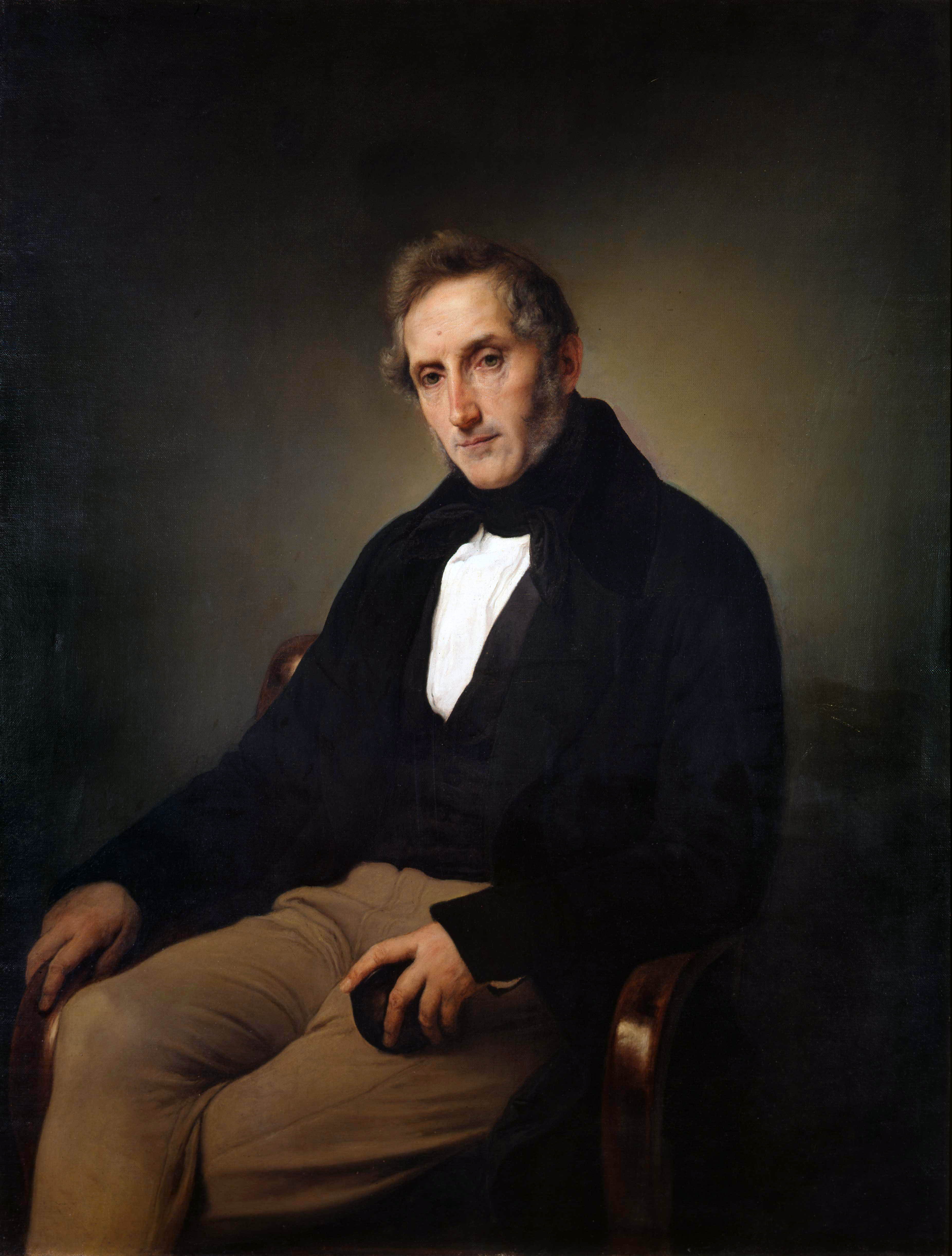
Ritratto di Manzoni ad opera di Francesco Hayez

Manzoni (1785-1873) è considerato il “padre del romanzo italiano”, nonché della lingua, assieme a Dante Alighieri. Egli, vissuto a Milano, risente di varie correnti letterarie: dal giansenismo al romanticismo ed agli ideali della rivoluzione francese, fino alla conversione al cristianesimo. Nelle sue opere giovanili è presente anche il pensiero illuminista, essendo nipote di Cesare Beccaria. La fama di Manzoni è dovuta al patriottismo, e alla creazione ufficiale della lingua italiana, nonché del romanzo storico.
In qualità di romantico, Manzoni aveva letto il trattato di Madame de Staël che invitava gli italiani a comporre nuovi generi, tralasciando le ricopiature dei classici greci e latini. Il modello proposto era Shakespeare, ma Manzoni trovò l'ostacolo delle regole di Aristotele, espresse nella sua "Poetica", ossia la presenza dei personaggi in un'unica sala, la durata di non oltre 24 ore, e l'assenza di coro. Traendo spunto da Schlegel e dai saggisti tedeschi, Manzoni iniziò ad elaborare la sua tesi della “tragedia storica”, così come fece in base al romanzo, intendendo raccontare storie italiane del passato, ma che fossero intese attraverso un'occhiata al presente.
Le uniche tragedie manzoniane sono Il conte di Carmagnola e l'Adelchi. I temi della tragedia, oltre al fatto della storicità, riguardano con un nuovo occhio quelli della tragedia classica, ossia l'espiazione dei peccati di una famiglia da parte dei figli, del tutto innocenti ed estranei ai mali dei loro genitori. Figura interessante è quella di Ermengarda, eroina romantica che si interroga sul suo destino ed appare tormentata, fino a giungere al passionale atto di suicidio, a causa della pazzia causatale dalla notizia delle nuove nozze di Carlo Magno.

#### I promessi sposie la questione della lingua
Il romanzo storico è ambientato nel 1628, presso il lago di Como. I contadini Renzo Tramaglino e Lucia Mondella sono innamorati, e vorrebbero sposarsi con l'aiuto di Don Abbondio (che lo nega), ma sono osteggiati dal prepotente nobile Don Rodrigo, che costringe i due a rifugiarsi da Padre Cristoforo. Costui propone a Renzo di andare nella grande Milano, mentre Lucia andrà in un monastero a Monza. Di qui le varie peripezie dei due sposi, sempre assillati da Don Rodrigo, e dal suo compare l'Innominato, fino a giungere alla peste di Milano.
Renzo conosce i tumulti di Milano per il prezzo del pane, e scopre la complicazione politica e i suoi sotterfugi, venendo anche ingannato dall'apparente bonario Antonio Ferrer, mentre Lucia si abbandona alle grazie della monaca di Monza, che la vende a Don Rodrigo. Portata nel castello dell'Innominato, Lucia riesce a fare breccia nel suo cuore, e costui, dopo anni di delitti, coglie l'occasione della visita del Cardinale Federico Borromeo per pentirsi e fare del bene, aiutando Lucia a sfuggire da Don Rodrigo. Tuttavia scoppia la peste, e sia Renzo, Lucia che Don Rodrigo vengono contagiati. Sebbene i due riescano a guarire, Don Rodrigo muore, assistito da Frate Cristoforo nel lazzaretto e dal nemico Renzo, che lo perdona. Tornati al borgo natio, Renzo e Lucia finalmente posso sposarsi ed avere dei figli.
Come disse Italo Calvino, la struttura dei personaggi è binaria, in quanto ciascuna figura preponderante ha un suo opposto, così come la gerarchia di essi, che rappresenta il potere e l'umiltà di una stessa cosa.

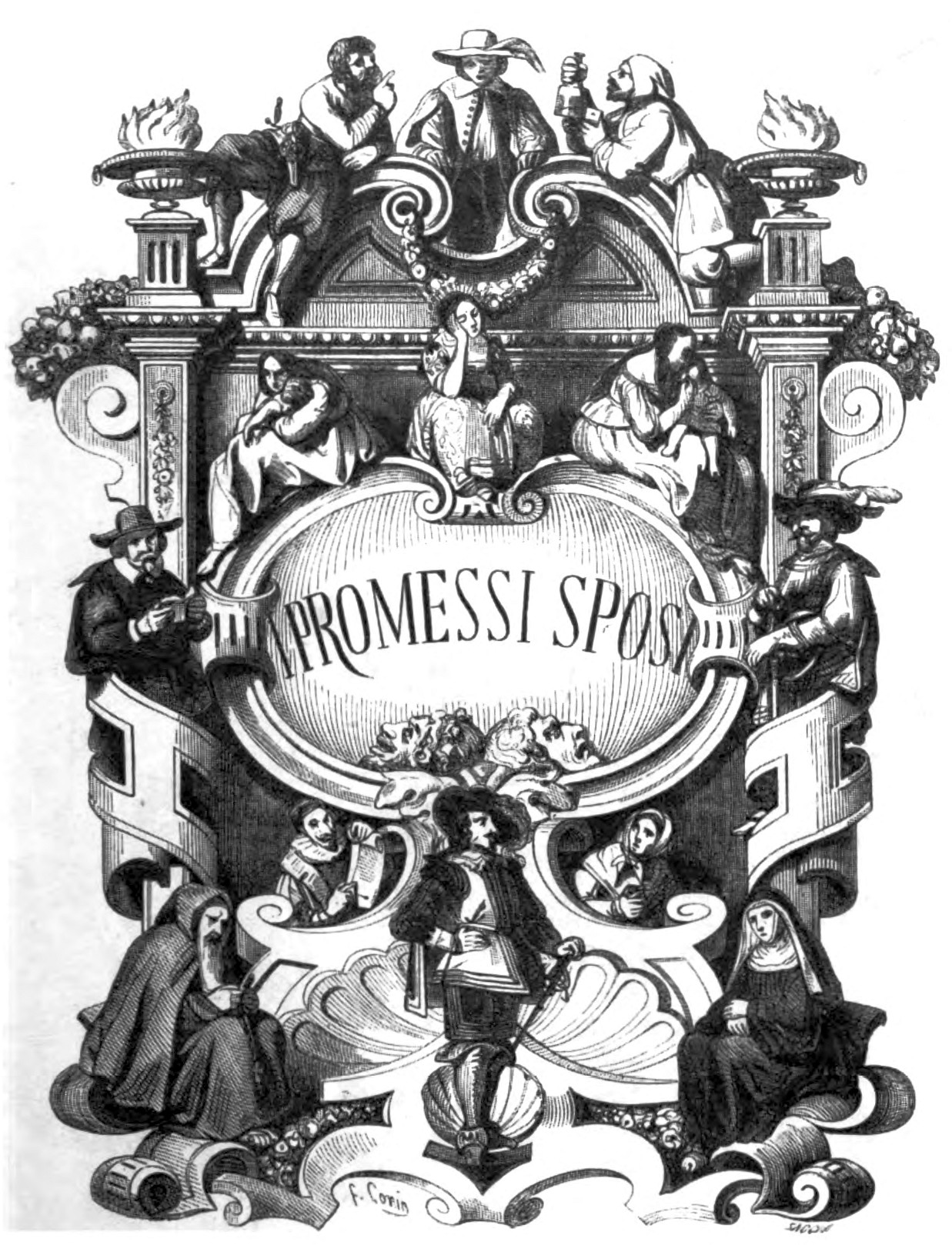
Antiporta figurata dell'edizione quarantana de I promessi sposi

De I promessi sposi Manzoni scrisse tre redazioni (una nel 1823, con titolo differente, una seconda, corretta in parte, nel 1827 – detta "ventisettana" – e l'ultima nel 1840, la "quarantana"). Manzoni lavorò molto sul piano linguistico, più che stilistico. Il problema di Manzoni era infatti l'uso del linguaggio, essendovi vari idiomi italiani raggruppati in quattro settori: il lombardo, il fiorentino, il napoletano e il siciliano. Manzoni, studiando Dante e i maggiori scrittori italiani, decide di adottare la prosa romanza del volgare toscano, più unitario e facilmente comprensibile in tutta la penisola. Egli stesso affermò di essersi recato a Firenze verso il 1827 a "sciacquare i panni in Arno" a studiare quindi la lingua toscana della classe media. La differenza sostanziale con i suoi predecessori fu che il Manzoni non s'ispirò al toscano di Dante o Petrarca, ma a quello a lui contemporaneo, al fine di creare una lingua "viva".
Quanto al fatto di trovare un nuovo genere per il romanzo, egli lesse l'Ivanhoe di Walter Scott, e decide di comporre un'opera ambientata nel passato, ma che fosse d'esempio per la generazione attuale, inserendo episodi non assai dissimili a quelli della situazione storica del suo tempo. Un esempio è la dominazione dell'Austria nell'Italia ottocentesca, che nel romanzo appare sotto la figura seicentesca di Don Rodrigo, signorotto spagnolo. Fonti principali manzoniane per la documentazione riguardo al periodo storico scelto (1628-1630), e alla descrizione della peste di Milano, furono le cronache di Giuseppe Ripamonti.

### Giacomo Leopardi
Leopardi, nato nel 1798 e morto nel 1837 è considerato il maggior poeta dell'Ottocento italiano e una delle più importanti figure della letteratura mondiale, nonché una delle principali del romanticismo letterario. Inizialmente sostenitore del classicismo, ispirato alle opere dell'antichità greco-romana, ammirata tramite le letture e le traduzioni di Mosco, Lucrezio, Epitteto e altri, approdò al Romanticismo dopo la scoperta dei poeti romantici europei, quali Byron, Shelley, Chateaubriand, Foscolo, divenendone un esponente principale, pur non volendo mai definirsi romantico. Le sue posizioni materialiste – derivate principalmente dall'Illuminismo – si formarono invece sulla lettura di filosofi come il barone d'Holbach, Pietro Verri e Condillac, a cui egli unisce però il proprio pessimismo.

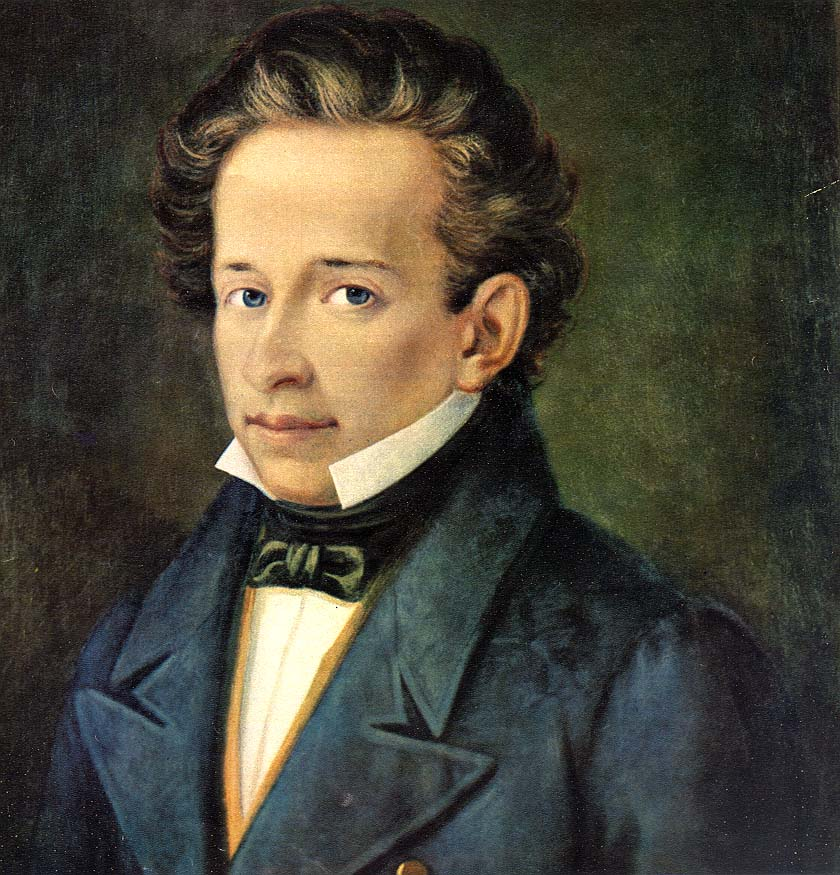
Leopardi

#### Materialismo e pessimismo leopardiano
Inizialmente Leopardi, studiando Rousseau e interrogandosi sulla condizione infelice umana, sviluppò un primo pessimismo, il cosiddetto “pessimismo storico”, che poi diventerà il “pessimismo cosmico”. Il primo pessimismo, secondo Leopardi, è dovuto alla condizione umana che non ha più valori, e ha perduto il senso di coraggio e di virtù dei grandi personaggi della classicità. Compiendo azioni virtuose e passionali, l'uomo dovrebbe riconquistare la felicità. Leopardi tuttavia si rese conto, studiando il materialismo, che l'uomo è assai lontano da Dio, così come Dio è lontano dalle sue creature, e che l'uomo è sempre portato, in quanto carne, a desiderare qualcosa, che tuttavia non potrà mai appagarlo totalmente, dacché, dopo averla posseduta, è sempre spinto da continue ricerche e desideri a trovare qualcosa che appaghi la sua sete, senza mai arrivare all'eterna felicità. Leopardi sostiene che la felicità si possa raggiungere soltanto da morti, e che sia qualcosa di eternamente opposto allo schema dell'universo, dominato dalla crudele Natura, che ha creato la vita, ma che la fa soffrire indicibilmente da millenni.
Nasce così il pessimismo cosmico, dove Leopardi è alla continua ricerca della felicità, e potrà trovarla soltanto se l'uomo rifiuterà il progresso del secolo attuale, falso portatore di allegria e buoni propositi, e si unirà ai suoi fratelli contro la natura, soffrendo fino alla morte naturale, raggiungendo la felicità.

#### Canti pisano-recanatesi
(Leopardi, "La ginestra")
L'opera più importante di Leopardi, nel contesto poetico, sono i Canti, che si uniscono agli Idilli. Sono una grande raccolta di poesie, che abbracciano le tre fasi del pessimismo leopardiano. La prima fase è composta da inni e odi che trattano temi eroici, come All'Italia, Ad un vincitore nel gioco del pallone. La seconda fase è dominata dai canti composti a Recanati, quelli più importanti, tra i quali L'infinito, Il passero solitario, Il sabato del villaggio e A Silvia. In questa fase si delinea il pessimismo cosmico: il rapporto morboso e conflittuale del poeta con la Natura matrigna, e delle sventure nel campo amoroso. Leopardi ha elaborato il suo pessimismo cosmico, sull'infelicità totale della vita, e sull'impotenza dell'uomo di cercare illusioni, e di nascondersi dietro il velo del progresso, e delle nuove scoperte. In tali poesie inoltre primeggia il tema del materialismo, e dell'anti-romanticismo.

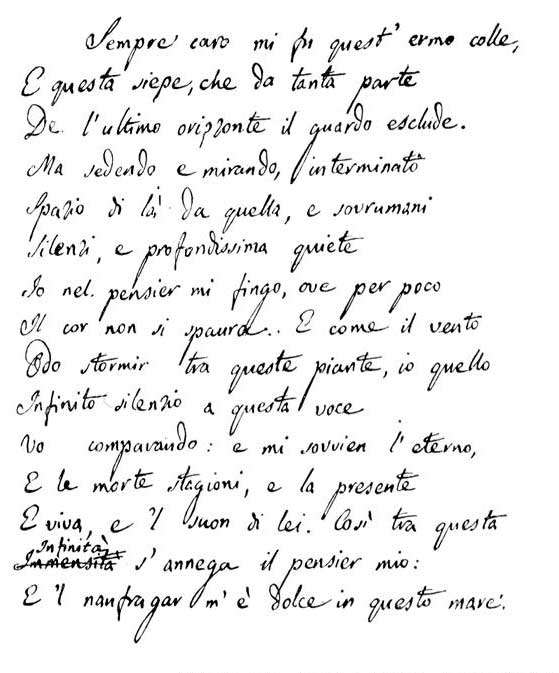
Manoscritto de l'"Infinito"

Nella terza fase il poeta, dopo il passaggio dei componimenti del Ciclo di Aspasia, passa a La ginestra, dove riepiloga, descrivendo l'operato del Vesuvio, tutta la tragedia della vita umana, paragonandola ad una semplice ginestra. Leopardi consiglia al genere umano di comportarsi come il fiore, che cresce nei luoghi più impervi, ma che sa resistere tenacemente alle distruzioni della natura, per rigenerarsi.

#### Operette morali
L'opera in prosa maggiore di Leopardi sono le Operette morali, dialoghi satirici, ispirati a quelli di Luciano di Samosata, in cui Leopardi presenta il suo manifesto di poetica: l'avversione contro la natura, lo scetticismo per i tentativi dell'uomo di rendersi felice, e la presa di coscienza della vanità dell'esistenza umana. Di particolare rilevanza sono i dialoghi de La scommessa di Prometeo, nel quale il titano fa una scommessa con Zeus, dicendogli che avrebbe trovato sulla Terra un uomo felice. Dopo tre tentativi, Prometeo pagherà la scommessa, perdendola. O nel Dialogo della Natura e di un islandese, nel quale un giovane dell'Islanda (terra ritenuta all'epoca assai lontana dal mondo) si trova dinanzi alla Natura: una donna simile a una statua, enorme, brutta e massiccia, a cui accusa tutti i mali del mondo. La Natura replica che lei non ha colpa delle sofferenze umane, perché tutto è segnato dal destino dell'esistenza, che si affida puramente al caso. L'islandese si allontana, scoraggiato, e muore nel deserto.

#### LoZibaldone
Lo Zibaldone è un enorme diario personale, nel quale Leopardi annota dal 1817 tutti i suoi pensieri e riflessioni riguardo al suo sistema filosofico. I temi trattati sono: la religione cristiana, la natura delle cose, il piacere, il dolore, l'orgoglio, l'immaginazione, la disperazione e il suicidio, le illusioni della ragione, lo stato di natura del creato, la nascita e il funzionamento del linguaggio (con anche diverse annotazioni etimologiche), la lingua adamica e primitiva, la caduta dal Paradiso, il bene e il male, il mito, la società, la civiltà, la memoria, il caso, la poesia ingenua e sentimentale, il rapporto tra antico e moderno, l'oralità della cultura poetica antica, il talento, e, insomma, tutta la filosofia che sostiene e nutre la propria poesia.
Le situazioni affrontate con più interesse sono il “dolore” e il “ricordo”. Per Leopardi infatti il dolore è la causa delle sofferenze, nonché la vera natura di esse. Il dolore tuttavia induce a pensare e a riflettere, facendo scaturire il desiderio della felicità. Il ricordo è ciò che l'uomo possiede nella mente, grazie al quale riesce a catturare tutti i momenti felici del passato, e che può far rivivere soltanto con il cervello, permettendogli di affrontare le sofferenze.

### Letteratura dialettale: iSonetti romaneschidi Belli

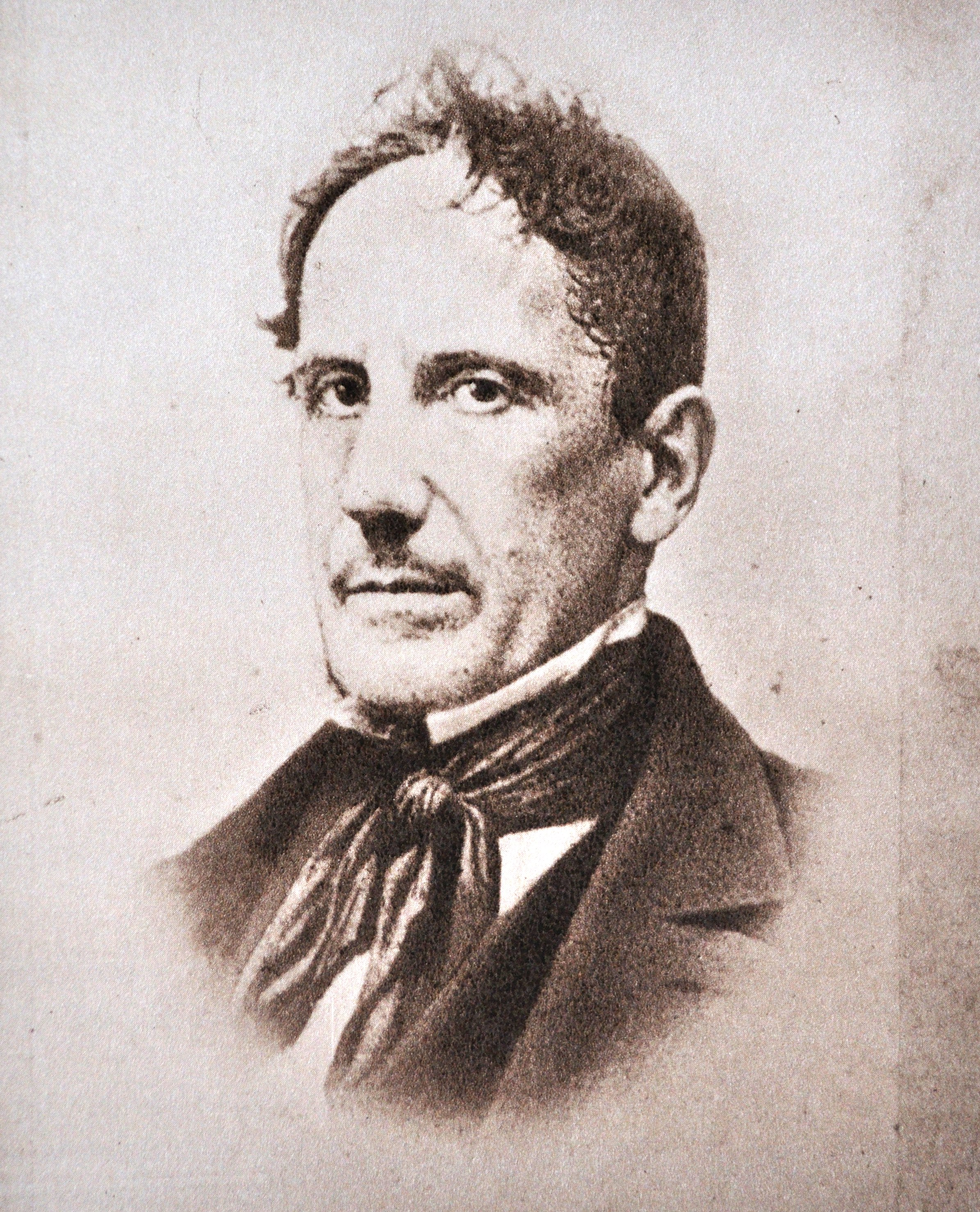
Gioacchino Belli

La letteratura dialettale italiana fu un filone parallelo al romanticismo ottocentesco, rappresentata dal lombardo Carlo Porta e dal romano Giuseppe Gioachino Belli. Quest'ultimo fu il più influente, con i suoi Sonetti romaneschi (oltre 2000), raccolti in una pubblicazione nella seconda metà dell'800. I sonetti rispecchiano vari argomenti, suddivisi in due filoni:
- il trattare argomenti di vita quotidiana, descrivendo dei veri e propri bozzetti della Roma papalina, con ironici e sprezzanti commenti critici sull'incapacità popolare di redimersi dal potere, benché protesti e soffra, accettando così questo sistema come il vero emblema di Roma, immutabile nei secoli
- il trattare argomenti politici e religiosi, con critiche feroci verso la politica, i vari imperatori e il pontefice stesso.

La poetica del Belli abbraccia lo stile dell'epitaffio del noto popolare Pasquino, statua a cui venivano affissi versi satirici quotidiani contro la politica e il papato. Tra i sonetti più famosi ci sono quelli de Li soprani der monno vecchio e Er Giudizzio Universale; nel primo Belli traccia in breve la storia simbolica del rapporto potere-popolo, facendo parlare un araldo del re, che in tono molto diretto e schietto: "Io sono io e voi nun ziete un cazzo!" fa comprendere al lettore e alla massa l'indiscutibilità del potere autoritario dell'imperatore di turno su una popolazione, costretta soltanto a subire per ordine quasi naturale della vita sociale dell'essere umano. Nel secondo sonetto Belli, seguendo la scia del satirico romano Persio, fa notare che quando ci sarà il Giudizio Universale, Dio non guarderà in faccia a nessuno, livellando sullo stesso settore sia i nobili e plebei, invitando dunque il popolo tutto a vivere un'esistenza meritevole di distinzioni, dopo la morte, per i meriti, e non per le ricchezze accumulate.

### Letteratura patriottica: Ippolito Nievo

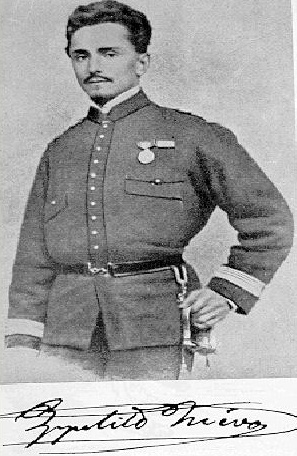
Ippolito Nievo

Vissuto nel Friuli-Venezia Giulia, e a Milano, Nievo scrisse nel 1858 il "secondo romanzo italiano": Le confessioni di un italiano. Ivi ripercorre le memorie di un vecchio di nome Carlo "Carlino" Altoviti, di ottant'anni, che abbracciano quasi un secolo, partendo dagli anni '70 del 1700, fino al 1855, anno della morte del protagonista Carlo. Costui è un nobiluomo, che vive nel castello di Fratta, seguendo il classico schema di educazione nobiliare con precettore, finché, decaduto il vecchio sistema dell'anciènt regime, non decide di andare a studiare a Padova. Nel 1794, in seguito al breve periodo di turbolenza della rivoluzione francese, che stupisce particolarmente Carlo con la decapitazione di re Luigi XVI, Carlo abbandona la città, deluso dai metodi di giustizia ancora antiquati e repressivi, poiché egli valutava un nuovo sistema sociale basato sull'uguaglianza. Nel 1796 scoppia una rivolta a Portogruaro, che richiede l'intervento diretto di Napoleone Bonaparte, nel 1798 Carlo entra nella Legione della Repubblica Cisalpina, dove conosce Ugo Foscolo. In seguito alla nuova delusione dello scioglimento del governo, che faceva affidamento su Napoleone, Carlo giunge a Napoli, dove si trova coinvolto in una rivolta popolare. Da qui fa incontro con la parente "Pisana", con cui intrattiene una relazione amorosa, interrotta soltanto dai moti del 1821, quando Carlo si arruola nell'esercito di Guglielmo Pepe, benché venga imprigionato e condannato all'esilio a Londra. Sempre grazie alla Pisana, Carlo riesce a condurre una vita serena, malgrado le aspettative deludenti riguardo ai moti del 1848, presto represse, dove muore il figlio, che coltivava, come il padre, ideali di libertà sociale, incarnati nel ribelle Giuseppe Mazzini. Carlo muore nel 1855, speranzoso verso la gioventù attuale, che definisce migliore di quella ipocrita dei suoi tempi.
La critica ha considerato il libro come il primo "romanzo di formazione" italiano, che si distanzia dai Promessi sposi per uso linguistico, che ricalca molto la parlata comune, benché con accenti di stile aulico e colto fatto di richiami alla vecchia letteratura per quanto concerne la narrazione in prima persona, ma anche per gli ideali delle tematiche. Il romanzo intende chiaramente mostrare un grande affresco della società italiana del fine '700 e metà '800, che subì profondi cambiamenti politici, partendo dalla decadenza definitiva del regime feudale (benché venga abolito solo nel 1806) della vecchia classe nobiliare, ai primi tentativi di rivolta popolare per diritti di uguaglianza. Tuttavia la descrizione della rivolta del Portogruaro è piena di ironia, poiché le masse ribelli sono troppo ignoranti per comprendere ciò che in realtà vogliono veramente. I momenti di grane passione civile, puntualmente delusi dalla restaurazione dei governi secolari del Regno d'Italia, sono i moti nell'Italia meridionale, e della Repubblica Cisalpina. La descrizione delle discrepanze nel Regno di Napoli ad esempio, così come le passioni civili di Carlo, non sono mai idealizzate, così come i momenti storici della rivoluzione francese, e della discesa in Italia di Napoleone, ma descritti semplicemente come eventi che si sono verificati nel corso della Storia. L'alter-ego di tutto questo processo storico, pieno di cambiamenti, modifiche e recuperi del potere sono incarnati nel personaggio della Pisana, sempre attaccata ai suoi valori di nobile, benché anche lei alla fine della sua vita si renda conto di non appartenere più al mondo antico. La Pisana è un personaggio irrequieto e capriccioso, sempre imprevedibile, ma profondamente legata a Carlo, desiderosa soltanto di ristabilire l'ordine dei fatti, senza doversi immischiare nei grandi sconvolgimenti sociali. Soltanto da anziano, nelle sue memorie, Carlo si rende conto della sua vita, non vissuta secondo un'ottica idealista, degna di essere ricordata, ma soltanto come una piccola partecipazione nel cambiamento storico del primo '800, a cui aggiunge la speranza, riguardo al suo ideale patriottico di uguaglianza sociale, che i giovani della generazione 1820-21 riescano a combattere decisamente i vecchi poteri, e a unificare l'Italia definitivamente.

### La Scapigliatura

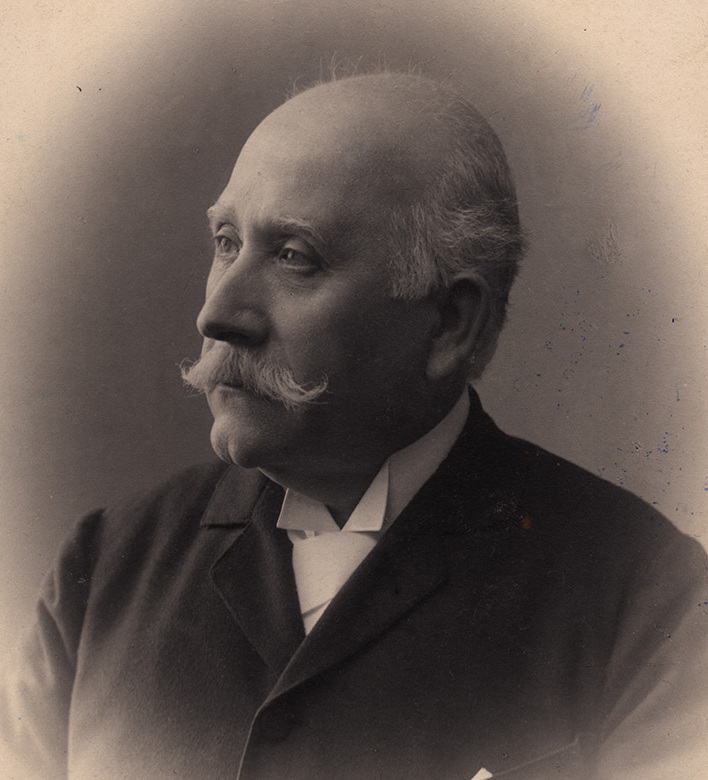
Luigi Capuana

Fu un movimento artistico e letterario sviluppatosi nell'Italia settentrionale a partire dagli anni sessanta dell'Ottocento; ebbe il suo epicentro a Milano e si andò poi affermando in tutta la penisola. Il termine è la libera traduzione del termine francese bohème (vita da zingari), che si riferiva alla vita disordinata e anticonformista degli artisti parigini descritta nel romanzo di Henri Murger Scènes de la vie de bohème (1847-1849).
Gli scapigliati erano animati da uno spirito di ribellione nei confronti della cultura tradizionale e il buonsenso borghese. Uno dei primi obiettivi della loro battaglia fu il moderatismo della cultura ufficiale italiana. Si scagliarono sia contro il Romanticismo italiano, che giudicavano languido ed esteriore, sia contro il provincialismo della cultura risorgimentale. La scapigliatura - che non fu mai una scuola o un movimento organizzato con una poetica comune precisamente codificata in manifesti e scritti teorici - ebbe il merito di far emergere per la prima volta in Italia il conflitto tra artista e società, tipico del Romanticismo europeo: il processo di modernizzazione post-unitario aveva spinto gli intellettuali italiani, soprattutto quelli di stampo umanista, ai margini della società, e fu così che tra gli scapigliati si diffuse un sentimento di ribellione e di disprezzo radicale nei confronti delle norme morali e delle convinzioni correnti che ebbe però la conseguenza di creare il mito della vita dissoluta ed irregolare (il cosiddetto maledettismo).
Negli scapigliati si forma una sorta di coscienza dualistica (una lirica di Arrigo Boito si intitola appunto Dualismo) che sottolinea lo stridente contrasto tra l'"ideale" che si vorrebbe raggiungere e il "vero", la cruda realtà, descritta in modo oggettivo e anatomico. Si sviluppa così un movimento che richiama innanzitutto i modelli tipicamente romantici tedeschi di E. T. A. Hoffmann, Jean Paul, Heinrich Heine, e francesi, in special modo Charles Baudelaire.
Il termine "scapigliatura" venne utilizzato per la prima volta da Cletto Arrighi (pseudonimo di Carlo Righetti) nel romanzo La Scapigliatura e il 6 febbraio (1862).

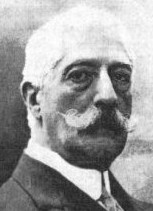
Giovanni Verga

### Il Verismo
Il Verismo (o realismo) è un movimento letterario che si diffonde in Italia nell'ultimo trentennio dell'Ottocento dietro la spinta di un analogo movimento francese, il Naturalismo. Carattere fondamentale del Naturalismo è il ritorno alla natura che si esprime attraverso la composizione di opere letterarie che hanno come argomento la realtà umana e sociale (anche quella più umile, penosa e sgradevole), rappresentata con rigore scientifico, in modo cioè del tutto oggettivo, distaccato.
I veristi italiani riprendono i principi del Naturalismo francese calandoli però in una situazione storica diversa. In Italia, infatti, l'industrializzazione che ha investito l'Europa in particolare l'Inghilterra e la Francia, è solo agli inizi, per lo più la raggiunta unità politica ha aggravato problemi già esistenti, come il profondo divario tra regione e regione e la netta separazione tra il Nord e il Sud. Nasce, infatti, proprio in questi anni la cosiddetta questione meridionale, che per molti aspetti è ancor oggi irrisolta. Il Verismo acquista così un carattere giornalistico, nel senso che gli scrittori analizzano e descrivono nelle loro opere le proprie realtà regionali in tutta la loro crudezza e drammaticità, con toni a volte decisamente pessimistici. I caratteri fondamentali del Verismo si possono così sintetizzare:
- rappresentazione di una precisa realtà umana e sociale in modo obiettivo, quasi"fotografico"; l'opera letteraria viene ad assumere quindi l'aspetto di un documento oggettivo;
- narrazione impersonale dei fatti, senza interventi (giudizi, considerazioni personali, partecipazione emotiva) da parte dell'autore che rimane così completamente estraneo alla vicenda;
- utilizzo di un linguaggio semplice e diretto che, dovendo riflettere il modo di esprimersi della gente umile, comprende anche espressioni tipiche delle parlate regionali.

I maggiori rappresentanti del Verismo italiano sono Giovanni Verga, Federico de Roberto, Luigi Capuana, Matilde Serao, Salvatore Di Giacomo, Grazia Deledda, Renato Fucini e Edmondo De Amicis.

### Giovanni Verga
Giovanni Verga rappresenta il grande ritorno della Sicilia nel campo della letteratura italiana. Egli attraversa due periodi: il romanticismo e il verismo. Nel primo periodo Verga si limita a scrivere opere che riguardano il Risorgimento italiano, che non avranno molto successo. Il passaggio tra i due movimenti letterari è segnato dal romanzo Storia di una capinera, nella quale già si delinea la triste condizione di impotenza dei personaggi delle varie classi sociali della Sicilia ottocentesca di Catania. Con il romanzo I Malavoglia, e la novella Rosso Malpelo, Verga compie il balzo al verismo.
Lo stile di Verga si basa in parte su quello di Flaubert e Zola, soltanto che compie il processo della regressione, in quanto deve essere creata una forma inerente al soggetto. Inoltre ciò che viene rappresentato, è mostrato nella sua cruda realtà, senza omissioni (ad esempio la condizione di vita dei poveri e ricchi siciliani, e la loro parlata difficilmente comprensibile). Il processo di regressione di Verga è mostrato attraverso non solo il comportamento dei personaggi, ma anche tramite il narratore, che cambia in base alla materia trattata: uno stile basso per i pescatori dei "Malavoglia", il secondo più imborghesito per "Mastro-don Gesualdo ", che rappresenta il secondo maggior libro dell'incompiuto ciclo dei Vinti.
La vicenda de I Malavoglia è ambientata dopo l'Unità d'Italia, nel borgo siciliano di Acitrezza. Una famiglia di pescatori, capeggiata da Padron 'Ntoni, cade in fallimento, dopo che una tempesta ha distrutta la barca "Provvidenza", e il carico di lupini da vendere, una parte dei quali doveva essere distribuita allo Zio Crocifisso. I Malavoglia stentano a risollevarsi dal fallimento, e accadono gravi disgrazie, come la morte di alcuni familiari (il figlio di 'Ntoni con la tempesta, e Luca quando va a fare servizio militare). Rimane 'Ntoni, nipote di Padron 'Ntoni, che anziché aiutare la famiglia, si lascia distruggere dalla depressione, distruggendo la sua onorabilità.
Il romanzo è il manifesto di Verga del verismo, nel quale dichiara che la condizione sociale, nella stratificazione dei ceti, non può essere cambiata, come ad esempio il desiderio del Malavoglia di diventare veri commercianti di pesce. Occorre che la situazione rimanga la stessa, perché, per volere naturale, è immutabile. Il romanzo inoltre mostra temi di sconforto nei confronti dell'Unità, dacché il Sud Italia è stato abbandonato a sé stesso, senza futuro. Infatti Verga si mostra ostile al progresso delle industrie del nord, dove 'Ntoni vorrebbe andare, per lavorare a Milano. Padron 'Ntoni rispecchia tutti i sacri valori della famiglia siciliana, composti di obblighi e di proverbi infallibili, ma che cedono dinanzi al cambiamento improvviso della società, dei giovani, che desiderano abbandonare la "famiglia-guscio", simbolo di protezione, e di andare a perdersi nelle grandi città.
Il secondo romanzo della "saga dei Vinti", Mastro-don Gesualdo, ripercorre le vicende di un muratore: Mastro Gesualdo Motta, che giunge a Catania per sposarsi con la nobile Bianca Trao, caduta in disgrazia. Il popolo di Catania vede come un nemico Mastro-don Gesualdo, un uomo che lavora i mattoni, e pretende di essere un ricco signore. Nel frattempo Gesualdo crea una gabbia d'oro attorno a lui, odiando tutti, e temendo che ciascuno possa rubargli i suoi possedimenti. Acquista tutte le terre di Catania, e vive nel lusso, venendo odiato però anche dai suoi familiari. Infatti, costringe sua figlia a sposare il Duca de Leyra, sebbene lei ami un modesto artista. Quando giunge la vecchiaia, Don Gesualdo è troppo debole, e si ammala di cancro, morendo nell'indifferenza di tutti. I temi si concentrano in una radicalizzazione e universalizzazione del programma del ciclo dei Vinti. Il protagonista, che sale di condizione sociale (un borghese latifondista), cerca come i Malavoglia di scalare la sua classe, e di diventare un nobile. Tuttavia il popolo catanese gli rinfaccia sempre la sua condizione di misero muratore, mentre la malattia mentale di Gesualdo dell'amore folle per la roba, lo portano all'autodistruzione

### Altri autori del secondo Ottocento
La fama di Federico De Roberto è nota per essere considerato il "successore" di Verga. La sua opera più famosa è I Viceré, ambientato nella Sicilia della seconda metà del XIX secolo, che molti considerano essere il continuo del terzo romanzo incompiuto da Verga del ciclo dei Vinti. Il romanzo include molti dei temi veristi, come l'ossessione per qualcosa. Nei romanzi verghiani erano il potere del commercio e della roba, nel romanzo di De Roberto è il "potere" vero e proprio sul popolo.

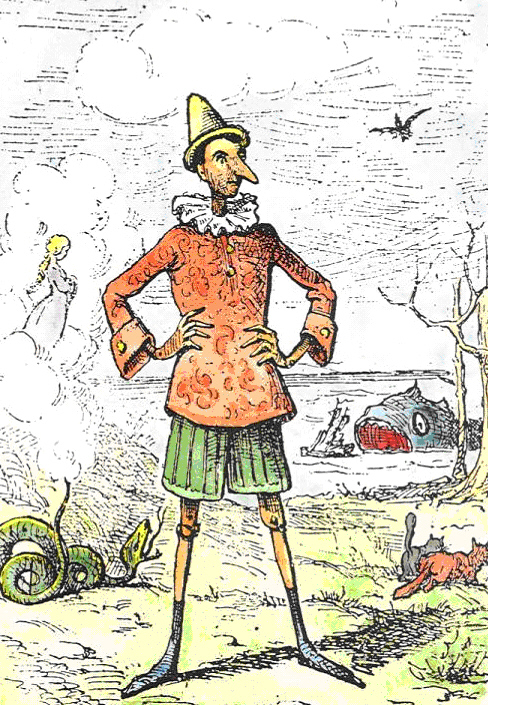
Pinocchio

Autori fondamentali di questo periodo sono Antonio Fogazzaro (Piccolo mondo antico), Grazia Deledda (Canne al vento; Premio Nobel per la letteratura nel 1926) e Matilde Serao, la prima donna italiana a fondare e dirigere un giornale (Il Mattino).
Emilio Salgari, vissuto a Verona e Torino, è il più noto romanziere italiano di avventura. Autore di romanzi celeberrimi come Le tigri di Mompracem, e tanti altri del ciclo indo-malese o la saga del Corsaro Nero, Salgari fu giudicato negativamente dai critici a lui contemporanei; al contrario, fu riscoperto in seguito e oggi occupa un posto di primo piano nella letteratura per ragazzi.
Con il sistema di scolarizzazione del primo Novecento, nacquero anche opere divulgative e precettistiche, nell'intento di educare i bambini e le giovani generazioni attraverso storie fantastiche e di vita reale. Lo scrittore e umorista toscano Carlo Collodi è il padre di Pinocchio, apparso in Le avventure di Pinocchio. Storia di un burattino (1883) (con 80 milioni di copie vendute). Il piccolo burattino di legno disobbedisce sempre a Geppetto suo padre, che vorrebbe portarlo a scuola per fargli avere un buon mestiere, e spera sempre che, un giorno, possa portargli fortuna. Un altro personaggio di rilievo è la Fata Turchina, la quale seguirà Pinocchio nelle sue avventure e lo aiuterà a comprendere che cosa deve far esattamente, oltre che aiutarlo nei momenti di necessità estrema e a non lasciarsi tentare dalle cattive compagnie, quali il Gatto e la Volpe, e alla sua goliardica avventura nel Paese dei Balocchi, l'imminente trasformazione in somaro e la sequenza del terribile Pesce-Cane.
Edmondo De Amicis è noto invece per il suo romanzo Cuore, ambientato nella città di Torino, dove, in una scuola elementare, si intrecciano le storie di un gruppo di scolari, amici tra loro. Ciascuna storia che il protagonista narra nel suo diario (cosa che il maestro vuole affinché i bambini imparino a scrivere e a relazionarsi con la società) è il simbolo di un valore della moderna società che De Amicis vorrebbe sia instaurato nella coscienza dei lettori.

### Giosuè Carducci

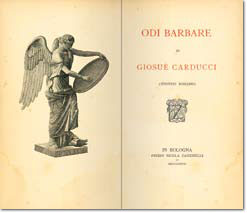
Copertina delle Odi barbare

Il tema maggiore delle opere di Giosuè Carducci è l'Italia: il poeta, infatti, spesso si lamenta dell'Italia della seconda metà dell'Ottocento, dicendo che si è scordata dei valori della vecchia Italia e di quelli del Risorgimento. Altro argomento importante nella poetica di Carducci sono i ricordi e le memorie dell'infanzia. La lingua che egli usa nella sua poesia è rigida, colta e legata alla tradizione latina, ma non per questo familiare ed incomprensibile: spesso trasmette sensazioni tramite le suggestive immagine che il poeta riesce ad evocare. Le Odi barbare rappresentano il tentativo da parte di Carducci di riprodurre la metrica quantitativa dei Greci e dei Latini con quella accentuativa italiana. I due sistemi sono decisamente diversi, ma già altri poeti prima di lui si erano cimentati nell'impresa, dal Quattrocento in poi. Egli pertanto chiama le sue liriche barbare perché tali sarebbero suonate non solo ad un greco o ad un latino, ma anche a molti italiani.
Tra le poesie che rispecchiano il suo programma di poetica vi sono Pianto antico e Alla fermata della stazione. La prima poesia è dedicata al piccolo Dante, suo figlio, morto prematuramente. Carducci usa moltissime metafore e termini che si collegano alla poesia classica greca, nonché ai carmi di Catullo e di Orazio. Tra queste c'è il melograno, che rappresenta la fertilità, la vita, e dunque la resurrezione dopo la morte. La seconda poesia mostra l'ostilità di Carducci verso il progresso e le nuove macchine meccaniche, come appunto una locomotiva. Il poeta descrive il rombo, il rumore e gli sbuffi della macchina, paragonandola con varie metafore e similitudini ad un mostro mitologico, che non fa altro che disturbare la gente e rovinare la quiete della natura.
Purtroppo il pensiero carducciano, che nel suo tempo risultava essere un passo indietro della letteratura verso il passato, incontrò l'ostilità del pubblico, nonché della critica. Infatti, la corrente letteraria in voga di quel tempo era appunto il verismo; successivamente, Carducci venne rivalutato con il decadentismo, sebbene per poco tempo.

### Il Decadentismo
Il Decadentismo è una corrente artistico-letteraria che si sviluppa nei primi anni del Novecento.
Durante questo periodo i poeti e gli scrittori si sentono estranei da un mondo che considerano materialista.
Partecipano al senso di decadenza morale della loro epoca. Sentono che solo l'intuizione e la sensibilità, il sentimento, possano farli penetrare nei misteri della vita e farli distaccare dal materialismo.
Per questo la loro poesia è libera, leggera, carica di significato e simbologie.
I principali autori italiani di questo periodo sono Giovanni Pascoli, Italo Svevo e Luigi Pirandello. 
Il principale interprete del decadentismo è Gabriele D'Annunzio, molto coinvolto nella vita politica del tempo, noto per le sue poesie e la letteratura molto ridondante, retorica ed elaborata.

### Giovanni Pascoli
Il poeta romagnolo Giovanni Pascoli è il primo rappresentante del decadentismo italiano, assieme a Gabriele D'Annunzio. Avendo vissuto una vita tranquilla e mite, in solitudine, circondato solo dalle sue sorelle, Pascoli poté in maniera notevole riuscire a carpire i movimenti letterari del suo tempo, tra i quali il decadentismo, giungendo anche a dare una connotazione impressionistica ai suoi componimenti.
Il saggetto da lui scritto sul Fanciullino, mostra il suo programma di poetica: il poeta deve avere lo spirito di un fanciullo, che ancora non conosce tutte le cose del mondo, e guarda qualsiasi elemento della natura con occhi curiosi, e grande slancio di passione per quella novità. Il poeta inoltre deve usare un linguaggio "puro", senza artifici, che usi metafore, per far comprendere solo al lettore ciò che si nasconde di simbolico. Per Pascoli il poeta deve essere una sorta di veggente, che è in grado di comunicare i misteri della natura, e di decriptare il suo linguaggio visivo con le parole della poesia. Temi frequenti nelle poesie pascoliane sono il linguaggio ornitologico (costituito dall'anafora, dall'onomatopea e dalla sinestesia), con cui Pascoli fa parlare gli animali che descrive (spesso uccelli), nonché l'uso di termini che si avvicinino il più possibile al suono di tuoni, gorgoglii del mare e dei fiumi, e parole che riportino le immagini visive di maggior livello impressionista, come lampi, squarci nel cielo, lucciole notturne.

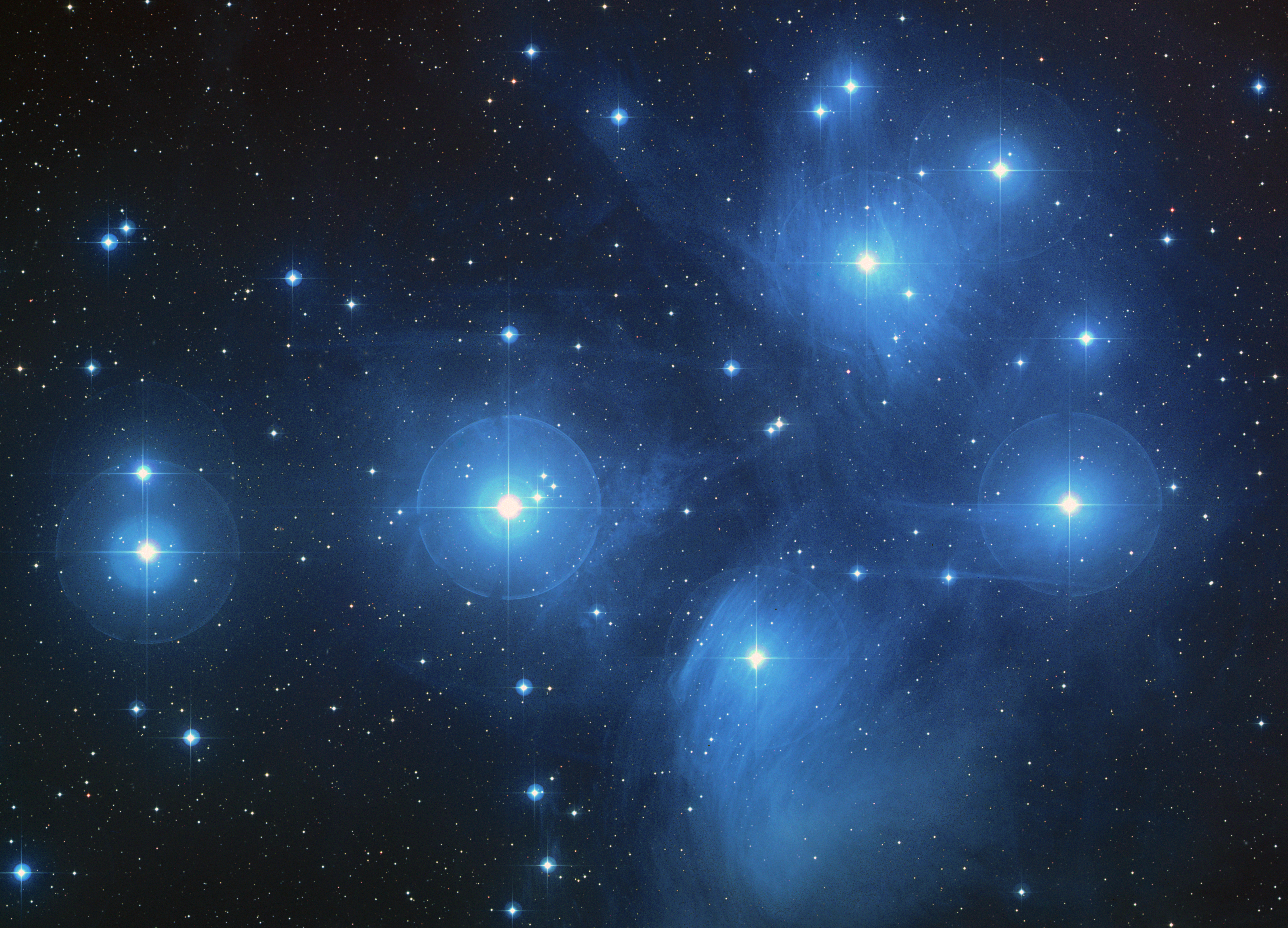
L'ammasso aperto delle Pleiadi (M45), nella costellazione del Toro. Pascoli lo cita col nome dialettale di "Chioccetta" ne Il gelsomino notturno. La visione dello spazio buio e stellato è uno dei temi ricorrenti nella sua poesia

Il titolo della raccolta poetica Myricae, pubblicata nel 1891, è tratto da un verso delle Bucoliche di Virgilio, in cui sono citate le "tamerici". Come accaduto per altri grandi raccolte, a cominciare dal Canzoniere di Petrarca, essa si estende per quasi tutto l'arco della produzione poetica dell'autore, così che la storia compositiva di Myricae si può dire coincida con lo sviluppo stesso della coscienza poetica di Pascoli. Per queste ragioni, l'identificazione di un'unità strutturale della raccolta non può essere che il risultato di un'interpretazione che prenda in considerazione, accanto alla lettura dei testi, gli eventi e le esperienze psicologiche che segnarono l'esistenza del poeta. Pascoli sin da ragazzo subì il trauma della morte violenta del padre, della madre, di una sorella e di un fratello, molte delle sue poesie (X agosto) sono composte da temi che invitano il poeta stesso ad avere fiducia solo e soltanto nel nido familiare, e di stare lontano dal mondo sconosciuto, incerto e pericoloso. La sua metafora del nido lo vede come uno roveto adorno di spine, dentro cui però c'è un cespuglio pieno di fiori. Il cespuglio è il nido, e le spine il mezzo di difesa della roccaforte contro le insidie del mondo.
I sogni pascoliani, così come la casa familiare, sono circondati dall'andare dei morti e degli spiriti dei parenti defunti prematuramente. Il poeta, dialogando con essi, si sente a suo agio, e di nuovo protetto, specialmente accanto allo spirito della madre. Un tema che è solo accennato nelle poesia di Pascoli, è l'amore. Il poeta, non essendo stato mai sposato in vita sua, e non avendo avuto mai alcuna relazione sentimentale, sembra quasi non sapere cosa sia tale sentimento, e quasi lo rifiuta apertamente. Questa è una delle caratteristiche del fanciullino-veggente pascoliano, che deve rimanere assolutamente "puro" da ogni tentazione del mondo, intento nel suo connubio tra "poesia bucolica" (riguardante situazioni terrene), e "poesia cosmica" (che riguarda gli elementi del cielo: il sole, la luna, le stelle).

### Gabriele D'Annunzio
Il poeta abruzzese rappresenta l'altra faccia del decadentismo, più legata alla letteratura francese e all'estetismo di Oscar Wilde. La vita di D'Annunzio fu un susseguirsi di peregrinazioni e viaggi, e specialmente di situazioni paradossali e simboliche, atte a creare un'immagine pubblica di grande uomo e cesellatore della poesia e della parola, che immediatamente il pubblico italiano amò. La sua vicenda di "superuomo" infatti è molto legata al comportamento che assunse, nel fascismo, Benito Mussolini.

#### I romanzi principali:Il piacereeIl trionfo della morte
Il romanzo Il piacere risulta il primo dei Romanzi della Rosa, pubblicato nel 1889. Per D'Annunzio fu l'inizio del successo, giacché l'opera mostra il suo programma di estetismo. D'Annunzio crea la figura del dandy italiano, così come fece Wilde ne Il ritratto di Dorian Gray, giovane di buona famiglia atto all'assaporare la bella vita, a ricordare il glorioso passato letterario e all'amore dell'arte. L'esteta dannunziano è sempre un nobile che venera il principio dell'arte per arte: che l'arte è qualcosa di insuperabile e di irraggiungibile, che vale ancora di più della stessa vita umana, e che è assolutamente da celebrare con lo stile ricercato, e le parole auliche e rare. L'esteta dannunziano inoltre deve ricercare una compagna con cui condividere il suo piacere di vivere, e il suo amore per l'arte, che purtroppo andrà a finire nella rottura di tale rapporto, non essendoci per l'esteta dannunziano alcuna donna (se non la fèmme fatale), in grado di misurarsi con lui.

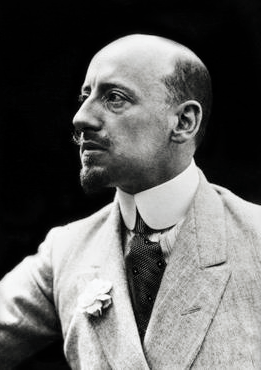
Ritratto di Gabriele D'Annunzio

Il romanzo è ambientato a Roma: il nobile abruzzese Andrea Sperelli si lascia con la sua amata Elena Muti, già promessa sposa ad un altro. L'opera compie un ampio flashback, in cui narra come Sperelli incontra Elena, e di come giunga a lotta con il suo fidanzato. Portato a Francavilla al Mare per essere curato, Andrea compone un ampio sonetto, simbolo del suo amore per l'estetismo, e si innamora di Maria Bianchi, con cui ha una relazione tormentata, specialmente quando giunge nuovamente a Roma, nel Palazzo Zuccari. La relazione di Andrea con entrambe si rompe, quando si accorge che il suo periodo di gloria sta iniziando a svanire: la casa di Elena viene venduta all'asta, a causa dei ritardi di pagamento, e Andrea non può far altro che restare a guardare la plebaglia che si appropria degli oggetti di lusso. Per molti aspetti tale romanzo è stato giudicato come il primo ad avere come protagonista il cosiddetto inetto (che sarà presente in Italo Svevo).
Con Il trionfo della morte, D'Annunzio inscena la figura del superuomo nietzschiano, che unisce alla figura dell'esteta già annunciata ne Il piacere. L'esteta superuomo rappresenta il venerante dell'Arte per eccellenza in D'Annunzio, che è alla ricerca sempre di una compagna, ma che vede il popolo e la borghesia come una minaccia per il suo mondo d'oro. La massa viene infatti sempre rappresentato come ente negativo, brutto e orripilante, che alla fine vincerà contro gli intenti dell'esteta-superuomo, essendo cambiata la moda, ed essendo concessa ad essa la possibilità di espressione.
Pubblicato nel 1894, Il trionfo della morte è ambientato inizialmente a Roma, ma successivamente nell'Abruzzo selvaggio dell'Ottocento, di contadini e cafoni arricchiti, di nobili decaduti e di streghe che ingannano gente superstiziosa. Il ricco Giorgio Aurispa giunge nel borgo montano di Guardiagrele, perché il padre ha sperperato tutti i beni familiari, e vive in dissoluzione in una villa, con la sua giovane amante. Giorgio rimane impotente dinanzi alla miseria della sua famiglia, e si rifugia in una villetta a San Vito Chietino, raggiunto dalla sua amata Ippolita, contemplando le macchina da pesca della costa dei Trabocchi, e scrivendo poesie appassionate. Giorgio è assai amareggiato dall'ambiente selvaggio della natura adriatica abruzzese, e dalla gente che si affida alla superstizione e al potere di false fattucchiere; invece Ippolita sembra esserne assai affascinata, essendo donna di città. L'occasione per Ippolita di assistere a una scena di comunione naturale morbosa degli abruzzesi con la natura e lo spirito, avviene durante un pellegrinaggio a Casalbordino, al santuario della Madonna dei Miracoli. Giorgio rimane terrificato dalla scena dei poveri e degli ammalati che si umiliano fino a diventare delle bestie per ricevere la grazia, mentre Ippolita è stupefatta e divertita. Giorgio allora inizia a pensare che lei sia una "nemica", piuttosto che la sua compagna, e si uccide con lei.

#### La poesia delleLaudi del cielo, della terra, del mare e degli eroi
Con il ciclo delle Laudi, il poeta pescarese afferma il genere poetico del decadentismo. I cinque libri del ciclo intendono celebrare l'unione e la comunione panica del poeta con la natura, ma anche con le gesta storiche degli eroi italiani, e con l'universo intero. D'Annunzio usa la massima forma di stile ricercato, raggiungendolo nel libro Alcyone (es. La pioggia nel pineto), in una continua euforia di amore e di visioni con la compagna Eleonora Duse. Altre tematiche sono le citazioni di grandi poeti, come Dante e Petrarca, e la messa in scena del suo sconforto verso la morte imminente, che giunge a rovinare la bellezza delle situazioni descritte, e del suo stupore e attrito verso essa. Molti miti dell'antica Grecia inoltre sono rielaborati per permettere lo slancio poetico dannunziano nei componimenti.
Il primo libro, Maia, fu composto nel 1903 e pubblicato nello stesso anno; è la mitizzazione del suo viaggio in Grecia, spunto per un'esaltazione panica della natura. Il sottotitolo, Laus Vitae, ne chiarisce i motivi ispiratori: una vitalistica celebrazione dell'energia vitale ed un naturalismo pagano impreziosito dai riferimenti classici e mitologici. Contiene diverse liriche famose come l'Inno alla vita, l'Annunzio, il Canto amèbeo della guerra, la Preghiera alla Madre Immortale e La quadriga imperiale. Il tema principale è quello del superuomo e artista perfetto, incarnato nel poeta stesso, profeta di un nuovo mito.
Il secondo libro, Elettra, composto tra il 1899 e il 1902 e pubblicato nel 1903, è dedicato al mito del superuomo nell'arte e nell'eroismo universale. Segna anche la nascita del nazionalismo dannunziano. D'Annunzio stesso rimane in genere in secondo piano e diviene il cantore degli eroi immortali: nelle prime due parti celebra principalmente gli eroi della patria (La notte di Caprera dedicata a Garibaldi), in cui l'Italia viene trasformata nella "supernazione", proprio come il poeta è diventato "superuomo", e dell'arte (A Dante, Per la morte di Giuseppe Verdi, ma anche le liriche dedicate a Victor Hugo e a Nietzsche); nella terza parte, i "Canti della ricordanza e dell'aspettazione", sono cantate venticinque "Città del silenzio" (Ferrara, Ravenna, Pisa, ecc.), simbolo del passato glorioso dell'Italia; nella quarta si trovano il Canto di festa per Calendimaggio e il famoso Canto augurale per la Nazione eletta, che infiammò di entusiasmo i nazionalisti, e chiude il libro.
Il terzo libro, Alcyone, fu pubblicato assieme al secondo e contiene per acquisito giudizio il meglio del D'Annunzio poeta (La pioggia nel pineto, La sera fiesolana, Stabat nuda Aestas, I pastori, Meriggio, Le stirpi canore, La tenzone e vari "ditirambi"). Esso è un unico e vasto poema solare, che raffigura l'estate trascorsa dal poeta con la compagna Ermione (Eleonora Duse) sulla costa della Versilia. In essa il superuomo si fonde totalmente con la natura, divenendone parte ("panismo dannunziano").
Il quarto libro, Merope, raccoglie i canti celebrativi della conquista della Libia e della guerra italo-turca in Dodecaneso, composti ad Arcachon, e pubblicati dapprima sul Corriere della Sera e poi in volume nel 1912. Si tratta di una nuova divagazione sul tema patriottico e nazionalista e sul mito di Roma. Nota è La canzone dei Dardanelli, inizialmente censurata per alcuni versi ritenuti offensivi verso l'imperatore Francesco Giuseppe d'Austria.
Il quinto libro, Asterope, incluso nelle Laudi dopo la morte di D'Annunzio, fu in realtà concepito come parte di esse. Racconta l'esperienza del poeta nella prima guerra mondiale e le imprese compiute dagli italiani per il completamento dell'Unità d'Italia contro l'Austria. L'ultima parte è dedicata all'impresa di D'Annunzio come Comandante a Fiume della Reggenza italiana del Carnaro.
In essa si trova la famosa lirica La canzone del Quarnaro, celebrazione della beffa di Buccari a cui aveva partecipato lo stesso poeta nel febbraio del 1918.

#### La figlia di Jorio: la tragedia dannunziana

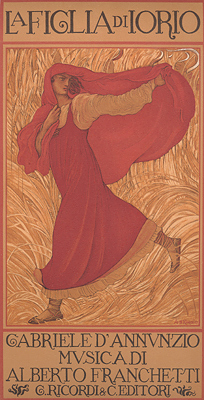
Copertina de La figlia di Iorio

La figura di D'Annunzio è rilevante anche nel campo della tragedia La figlia di Iorio. Infatti egli è uno dei restauratori del genere teatrale in Italia, caduto in declino in quegli anni del fine Ottocento, e risorto completamente con Luigi Pirandello. D'Annunzio infatti intende applicare il suo metodo del superuomo esteta anche nel teatro, mostrando situazioni irreali, mistiche, di riflessione intorno alla natura e al rapporto morboso e carnale con la fèmme fatale, che porta il protagonista all'autodistruzione. Tuttavia le maggiori opere teatrali dannunziane riguardano quelle ambientate nella sua terra: l'Abruzzo, nell'intento del poeta di eternare le figure pastorali antiche, grazie alla scoperta dell'immutata sostanza della natura umana. L'autore ricerca oggetti come utensili, suppellettili che abbiano l'impronta della vita vera, e nel tempo medesimo vuole diffondere sulla realtà dei quadri un velo di sogno antico. 
Perciò è proprio un sogno antico che riconduce il poeta alla sua terra d'origine, che nell'opera viene riportata ad uno stadio primitivo ed innocente, caratterizzato da usi e costumi arcaici. È infatti alla natura aspra della sua gente che il poeta salda la tragedia del destino.
Nella tragedia de La figlia di Iorio, D'Annunzio riesce ad unire tutti i suoi intenti. Ambientata nella montagna di Lama dei Peligni, la storia parla di un capofamiglia: Lazaro di Roio del Sangro, che è entusiasta per il matrimonio di suo figlio Aligi. Le nozze sono imminenti, e i preparativi sono quasi ultimati, quando durante la cerimonia, giunge una ragazza, inseguita dalla folla, accusata di essere una strega. Lo sposo rimane folgorato dalla bellezza della ragazza, e se ne innamora, troncando il matrimonio. Da quel momento Aligi è costretto a vivere come un ricercato, e fugge con la ragazza nella Grotta del Cavallone, dove vivono come eremiti. Aligi, successivamente, decide di andare a cercare qualcuno che dia aiuto a loro, per riconoscere il loro sentimento in maniera ufficiale con uno sposalizio, ma nel frattempo la povera ragazza viene catturata dai cittadini di Lama, e bruciata viva.

## Il Primo Novecento
All'inizio del secolo esplodono a livello europeo le cosiddette avanguardie, movimenti artistici che intendono rompere definitivamente i ponti con le forme più tradizionali della letteratura. Tra i maggiori movimenti d'avanguardia, sia in campo artistico che letterario, sono il dadaismo con Marcel Duchamp; la pittura del Cubismo; l'espressionismo, che tendeva a far interagire codici linguistici e stilistici diversi tra loro; il futurismo, la prima e più consapevole avanguardia letteraria in Italia.
Benedetto Croce giudicò molto severamente quasi tutti gli scrittori contemporanei, influenzando così un largo numeri di critici accademici. La critica letteraria italiana del primo novecento fu incapace infatti di comprendere molti grandi autori, che ebbero riconoscimenti tardivi o addirittura postumi: due casi emblematici sono quelli di Italo Svevo e di Federigo Tozzi, autori scoperti da colleghi stranieri come James Joyce nel caso di Svevo o addirittura decenni dopo la loro morte come nel caso di Tozzi.
Nel 1908 fu fondata, da Giuseppe Prezzolini e Giovanni Papini, La Voce, rivista di cultura e politica. Continuò le pubblicazioni fino al 1916. Fu una delle più importanti riviste culturali italiane del Novecento. Con l'interventismo emergono autori come Scipio Slataper e Filippo Corridoni. In questo primo novecento occupano la scena della narrativa Gabriele D'Annunzio e Antonio Fogazzaro. Ma la critica tende oggi a individuare i testi più significativi fra quelli di Luigi Pirandello, che, pur partendo da premesse tardo-veriste, si propone come sperimentatore e addirittura precorritore di alcune soluzioni metanarrative con Il fu Mattia Pascal, in cui si colgono nel testo le componenti della poetica pirandelliana più tipica: l'antipositivismo e l'antirazionalismo, non ben apprezzate da Croce.

### Luigi Pirandello
Luigi Pirandello, siciliano, è stato il creatore della corrente letteraria, definita come "umorismo". Egli, oltre al campo del romanzo (Il fu Mattia Pascal - Uno, nessuno e centomila), è noto soprattutto nel campo teatrale, tra le quali opere spicca Sei personaggi in cerca d'autore. Molto note sono anche le sue Novelle per un anno, anch'esse narrate con uno stile fra il verismo e l'umorismo. Ciò ha contribuito alla creazione del termine pirandelliano, che significa la classificazione di personaggi curiosi, strani, o di situazioni tragicomiche e bizzarre che accadono in maniera del tutto involontaria.

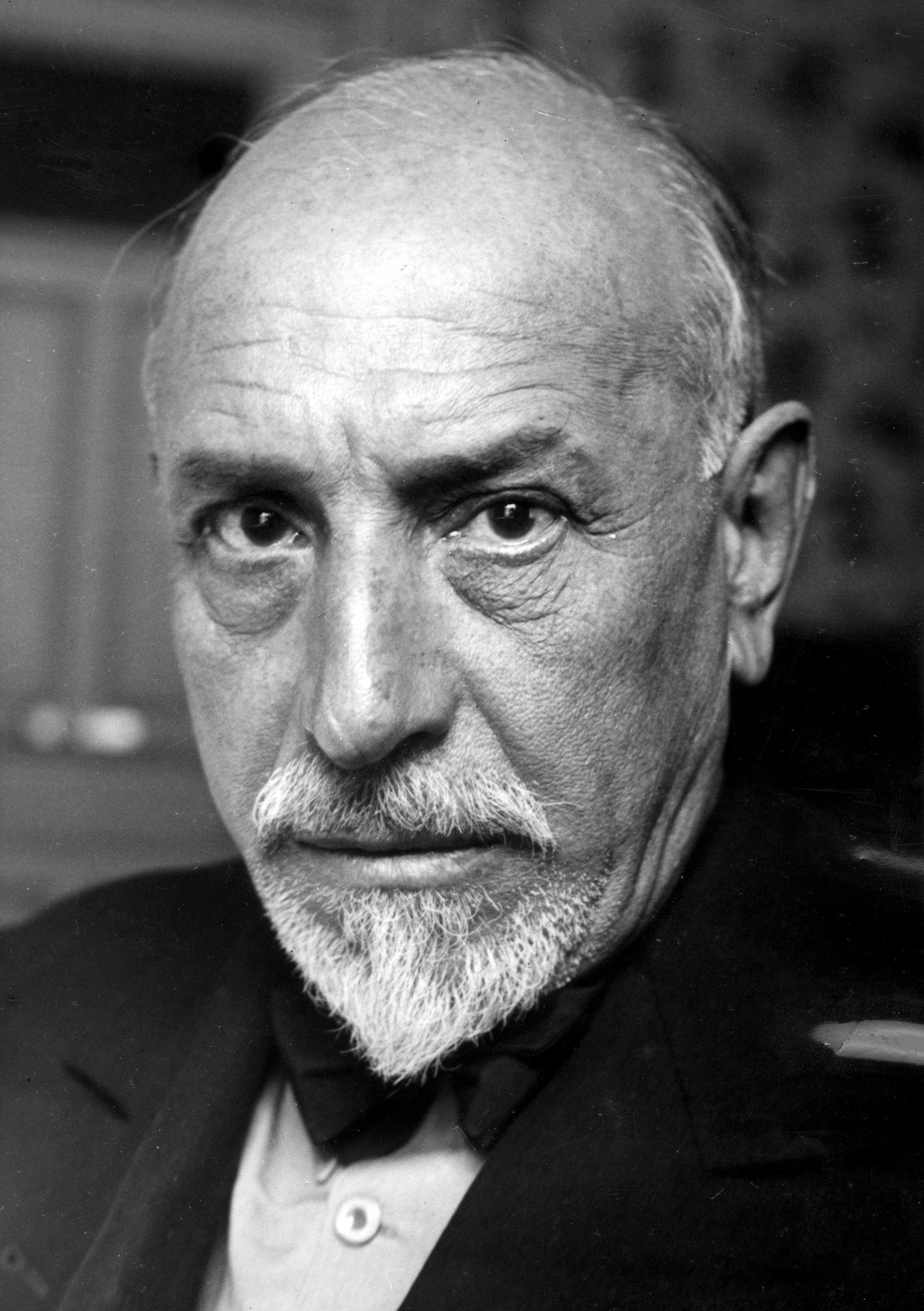
Luigi Pirandello nel 1934

Il romanzo Il fu Mattia Pascal, pubblicato nel 1904, inscena l'insieme delle situazioni dalle quali nasce il termine "umorismo" e "pirandelliano". Il concetto dell'umorismo era già stato definito dall'autore in un suo saggio, in cui descriveva una donna buffa e vecchia, che cerca di apparire giovane, ma che risulta da un primo momento oggetto di riso, e successivamente di compassione.
Il protagonista dunque è Mattia Pascal, che vive nel suo borgo, costretto ad un matrimonio per colpa di un suo errore. Egli è in continua lotta con la vedova Pescatore, sua suocera, e così decide di scappare dalla sua villetta, e di andare a Montecarlo a praticare il gioco d'azzardo. Tornando nel suo paese, legge in giornale della morte di un certo Mattia Pascal; allora il protagonista coglie l'occasione per fuggire in varie città d'Italia, con il nome di Adriano Meis, e di trasferirsi in affitto a Roma. Lì conosce una simpatica famiglia, con problemi economici, e successivamente Mattia/Adriano si innamora della timida figlia. Dopo un equivoco, Mattia vorrebbe denunciare un suo aggressore, ma si rende conto che non ha più identità, e così si accorge del suo grande errore di aver cercato di cambiare personaggio, diventando un "nessuno". Dunque torna al suo paese, sconsolato, dove sua moglie si è risposata. Lui chiarirà l'equivoco e andrà a vivere vicino a una biblioteca, dove fa conversazioni filosofiche con il parroco.
Nel romanzo sono spiegati i temi del rifiuto del protagonista verso la caduta nel vasto mondo, che è impossibile a comprendersi per la sua vastità, e che preferisce meglio vivere nell'ignoranza del paese, piuttosto che perdersi. Tuttavia per il protagonista Mattia accade l'esatto contrario, e il caso lo porta in un vortice di situazioni paradossali, in cui Mattia perde addirittura la sua identità. Nel colloquio successivo con un suo amico, il romanzo ha la possibilità di spiegare l'assoluta incertezza dell'umanità nel tempo presente, dove non solo sono caduti i valori, ma addirittura è caduta l'identità di ciascuno. Da qui la teoria della lanterninosofia, in cui l'esistenza è un immenso nulla nero, dove esistono solo i lanternini, simbolo delle certezze, e i lanternoni, che incarnano i valori. Ogni tanto accade che qualche lanternino o lanternone si spenga, e che quindi anche un valore cada, fino al buio totale.
Nella crescita delle fasi dell'umorismo, Pirandello arriva a definire nuovi concetti: prima di tutto la liberazione dell'individuo, costretto in una gabbia dai commenti della gente per i suoi comportamenti (a meno che non si adegui alla massa), liberazione dal quale passerà ad una nuova fase, diventando un "nessuno", e poi vari personaggi (Uno nessuno e centomila), in base al modo in cui è considerato dai suoi prossimi, nel giro della sua vita. In secondo luogo, Pirandello arriva a definire il sistema delle "persone-personaggi", e delle maschere.
La maschera è ciò di cui si serve un personaggio per apparire ciò che non è, e che usandola o no, non assumerà mai un'identità, perché si trova sempre, nella vita, a recitare una parte. Dovrà soltanto affrontare la tesi della lanterninosofia, e superare il trauma dello strappo nel cielo di carta per apparire come una persona, ossia nella sua vera natura, incurante del giudizio dei prossimi. Questo è l'esempio di Uno, nessuno e centomila, e di Sei personaggi in cerca d'autore. Nel dramma teatrale la vicenda dell'incertezza esistenziale è portata al massimo, e raggiunge potenti esiti metateatrali: il giungere in scena di una famiglia di personaggi di una sconosciuta opera, in cerca del loro autore.

### Italo Svevo eLa coscienza di Zeno

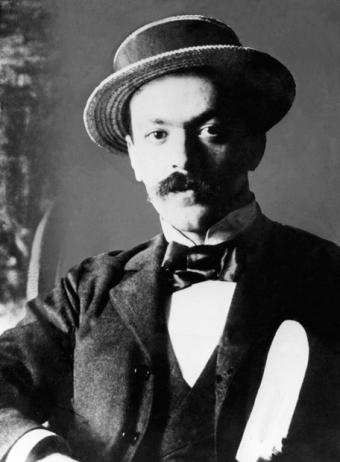
Italo Svevo

Italo Svevo fu oggetto di interpretazioni equivoche per le sue opere, essendo stato uno dei precursori della psicoanalisi di Freud nel campo letterario. Il suo maggiore romanzo è La coscienza di Zeno. Il protagonista è Zeno Cosini, triestino, in cura psicanalitica da un medico (dottor S.) che lo convince a scrivere un memoriale a scopo terapeutico. I momenti cruciali ripercorsi dal protagonista sono: il periodo di cura per guarire dal vizio del fumo (l'ultima sigaretta), il senso di colpa connesso alla malattia e alla morte del padre (lo schiaffo del padre), le vicende matrimoniali e la sua fortuna industriale durante la Grande guerra.
Zeno rappresenta l'inetto per eccellenza: egli trascorre la vita in uno stato di perenne irresponsabilità, unicamente impegnato ad analizzare la sua malattia e a studiarne i sintomi. Ma La coscienza di Zeno non è soltanto la storia di una "malattia", è soprattutto la storia del rifiuto della guarigione: nel rievocare le vicende della sua vita, spesso grottesche e paradossali, il protagonista comprende che il rapporto salute-malattia è ambivalente. La sua malattia gli consente di smascherare la "salute" degli altri, ossia il conformismo sociale. In altri termini, non solo il singolo individuo è malato, ma la vita stessa è inquinata alle radici: un mondo caotico, in preda alla follia autodistruttiva della guerra, preludio a una "catastrofe inaudita", prodotta dagli "ordigni" costruiti dall'uomo. È dunque vano qualsiasi sforzo di guarigione, poiché nessuno può sottrarsi alla nevrosi prodotta dalla civiltà del denaro e del consumo. Solo un'"esplosione enorme" potrà salvarci definitivamente dalla paura della malattia: sarà forse una catastrofe tecnologica; oppure un mondo nuovo, popolato di inetti "sani", gli unici a non essere contagiati dallo squallido presente.

### Il Crepuscolarismo
Crepuscolari fu l'aggettivo con cui il critico Giuseppe Antonio Borgese definì un gruppo di poeti che operarono all'incirca nel primo ventennio del XX secolo e che interpretarono in modo particolare la sensibilità e i temi del Decadentismo italiano. Il crepuscolo è il momento della giornata che segue il tramonto, è l'ora in cui si diffonde una luce tenue e morente: i poeti crepuscolari derivano il loro nome dal gusto per la penombra e dall'amore per gli aspetti più grigi, meno appariscenti e meno solari dell'esistenza.
Essi cantano le piccole cose di ogni giorno, gli oggetti e gli ambienti più banali, le abitudini, gli affetti e l'intimità di una vita senza grandi ideali, rifiutando l'impegno nella realtà sociale, sognando il ritorno all'infanzia e aspirando a una vita semplice, confortata dai valori della tradizione. Essi stessi si considerano figli della poetica del Pascoli, il primo e più grande cantore delle"piccole cose" e del verso slegato ed intimo.
Manca nei poeti crepuscolari, che non costituirono mai un movimento o una scuola ben definita, lo slancio e la passione ed essi considerano con ironia il loro sogno di una felicità quieta, quasi modesta. Il ripiegamento nostalgico su sé stessi, unito alla malinconia dell'esistenza, ebbero però una precisa funzione polemica contro il lirismo dannunziano: attraverso modulazioni di linguaggio tendenti all'andamento prosastico e discorsivo anziché al canto pieno, i crepuscolari sottolineavano il loro rifiuto del superuomo e dei miti estetizzanti. Fra i crepuscolari il poeta che ha acquistato maggior fama è Guido Gozzano, accanto a lui si ricorda Sergio Corazzini e, per quanto riguarda le prime opere, Corrado Govoni e Marino Moretti.

### Il Futurismo

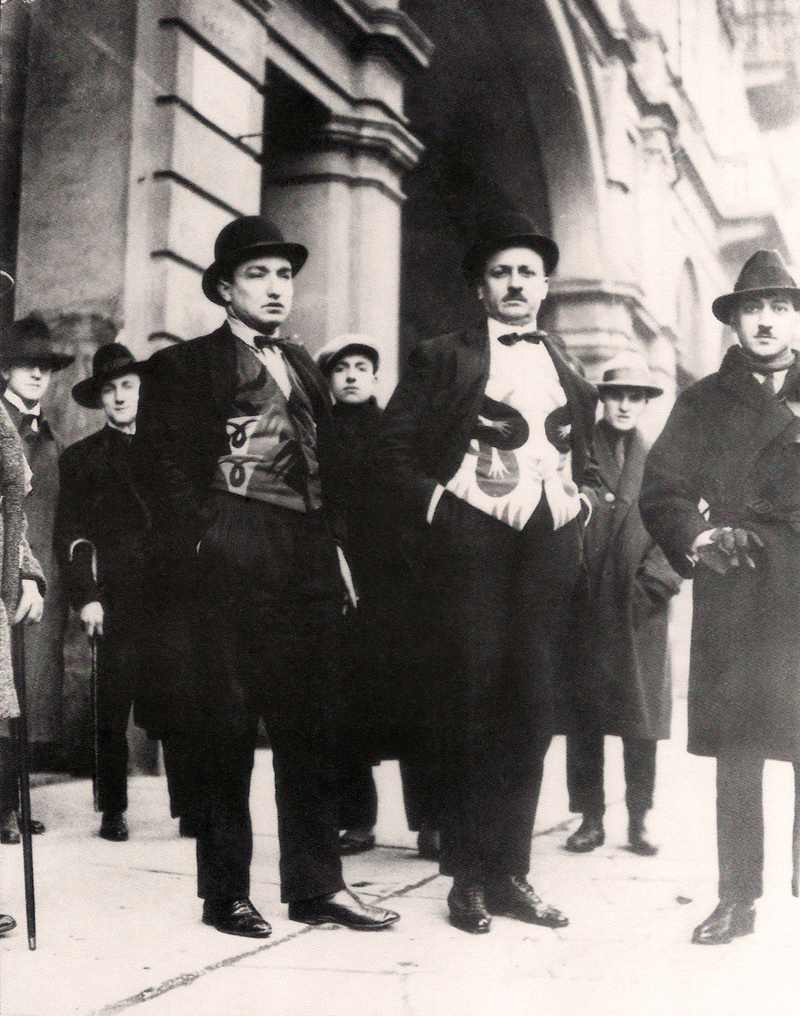
Depero, Marinetti e Cangiullo nei loro panciotti futuristi per lo spettacolo della Compagnia del Nuovo Teatro Futurista a Torino (1924).

Nei primi anni del Novecento, opposta a quella dei crepuscolari fu la voce dei futuristi. Mentre i primi si ripiegavano su se stessi e con linguaggio prosastico e dimesso invocavano un ritorno ai buoni sentimenti del passato, i secondi reagivano alla caduta di ideali della loro epoca proponendo una fiducia fermissima nel futuro.
Fondatore del movimento futurista è Filippo Tommaso Marinetti che a Parigi, nel febbraio del 1909, pubblica il primo Manifesto futurista. In esso si proclama la fede nel futuro e nella civiltà delle macchine, si affermano gli ideali della forza, del movimento, della vitalità, del dinamismo e dello slancio e si spronano i letterati a comporre opere nuove, ispirate all'ottimismo e ad una gioia di vivere aggressiva e prepotente. Si auspica inoltre la nascita di una letteratura rivoluzionaria, liberata da tutte le regole, anche quelle della grammatica, dell'ortografia e della punteggiatura.
I futuristi sperimentano nuove forme di scrittura per dar vita a una poesia tutta movimento e libertà, negano la sintassi tradizionale, modificano le parole, le dispongono sulla pagina in modo da suggerire l'immagine che descrivono. La loro necessità di liberarsi del passato e il loro desiderio di incendiare musei e biblioteche che lo proteggono, vengono proclamate con enfasi e violenza: dall'esaltazione del movimento si passa all'esaltazione euforica della guerra, vista come espressione ammirabile di uomini forti e virili. I futuristi sostengono la necessità dell'intervento nella prima guerra mondiale e in seguito aderiscono all'impresa di Fiume e ai primi sviluppi del fascismo. Fra i poeti che partecipano all'esperienza futurista, oltre che a Marinetti, si ricordano Aldo Palazzeschi, Francesco Cangiullo, Luciano Folgore, Ardengo Soffici e Corrado Govoni.

### Durante il regime fascista
La letteratura italiana nel Novecento è fortemente influenzata, più ancora che in altri secoli, da fattori storico-politici e socio-culturali. Sul primo versante, per esempio, non si può sottovalutare che, durante il ventennio fascista, (1922-1943), la libera circolazione delle idee è stata impedita o fortemente limitata, e che perciò il dibattito letterario è stato fortemente condizionato, e tornato in primo piano poi alla fine della seconda guerra mondiale.
Sul versante socioculturale mantenne grande influenza il filosofo e critico Benedetto Croce, tra i pochissimi intellettuali a rimanere indipendente dal fascismo, a differenza del suo collega Giovanni Gentile, che ne fu invece uno dei fautori. Tuttavia si deve sottolineare che anche sotto il regime fascista rimase vivace l'interesse per il confronto letterario, grazie soprattutto alle riviste fiorentine, come Solaria, alla quale collaboravano autori quali Eugenio Montale o Carlo Emilio Gadda o le riviste letterarie di Mino Maccari e Leo Longanesi. Insieme alla consacrazione di Luigi Pirandello, Premio Nobel per la letteratura nel 1934, emersero scrittori come Antonio Baldini, Curzio Malaparte, Massimo Bontempelli. Francesco Flora, Natalino Sapegno, Luigi Russo rappresentano la nuova generazione di critici, di spiccata influenza crociana, ma capaci anche di un'analisi più innovativa.
Tra i caratteri fondamentali del panorama letterario italiano della prima metà del Novecento è fondamentale l'interazione fra la lingua nazionale, impostasi di fatto solo nell'ultimo scorcio dell'Ottocento e dopo l'unità (1861), e i dialetti, ovvero le vivacissime lingue legate alle tante realtà socioculturali della nazione. Questa interazione portò spesso all'uso di un bilinguismo, ben evidente per esempio in molti poeti del primo novecento come il poeta napoletano Salvatore Di Giacomo, che fu membro dell'Accademia d'Italia, o il veneto Giacomo Noventa che, pur essendo un intellettuale colto ed eclettico, scriveva versi soprattutto nel suo idioma materno, in implicita polemica con l'odiatissimo regime fascista, che nella lingua italiana comune vedeva un elemento unificante della nazione.

### Umberto Saba

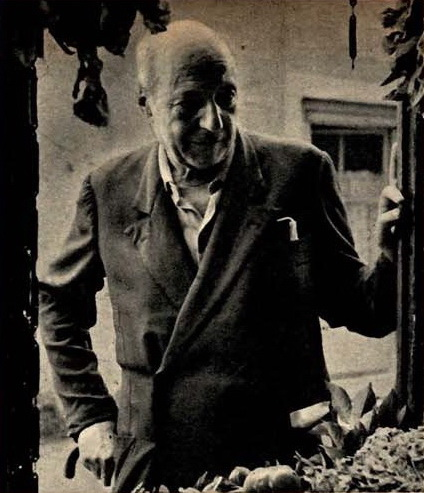
Saba

La vita di Umberto Saba, triestino, fu assai tormentata. Egli rappresenta l'anti-Novecentismo, in cui rifiuta i canoni della poesia novecentista, del futurismo e del crepuscolarismo, tornando ad una poesia classica. Infatti il suo modello sarà Francesco Petrarca, e i temi si svolgeranno attorno alla sua vita personale.
Il Canzoniere, pubblicato inizialmente nel 1919, è stata ripubblicato altre volte, e notevolmente ampliato, venendo diviso in tre sezioni; e risulta essere un ampio percorso di vita del poeta, così come la Vita di un uomo di Ungaretti. Saba nell'opera si propone di raccontare il processo di ricerca di un semplice uomo, ossia il poeta stesso, verso la purificazione totale. Infatti egli nella raccolta racconta dall'infanzia all'anzianità quasi tutta la sua vita in versi. Il tema principale è quello dell'infanzia del poeta, travagliata dal trauma della separazione a tre anni del fanciullo dalla balia che lo aveva accudito.
L'educazione repressiva della madre induce Saba a vivere un trauma, tant'è che egli nei componimenti chiama la sua balia "Madre di gioia", mentre la figura della madre porterà il soprannome di "Madre mesta". Saba inoltre attribuirà queste due figure ad ogni donna che incontrerà nella sua vita. Nel primo volume Lina, sua moglie, verrà paragonata alla figura della madre, in quanto di carattere oscuro come la genitrice, mentre nel volume secondo, in particolare nella raccolta Fanciulle, Saba darà alle varie donne che incontrerà l'attributo della madre di gioia. Particolarmente la figura di Lina è legata al poeta, che la ritrae nella poesia A mia moglie (Casa e campagna) paragonandola a varie forme di animali di campagna mansueti, che però hanno atteggiamenti duri e severi, come quelli della madre stessa del poeta.

### L'Ermetismo

Salvatore Quasimodo

La poesia ermetica fu così chiamata nel 1936 dal critico Francesco Flora che con l'aggettivo ermetico volle definire un tipo di poesia caratterizzata da un linguaggio difficile, a volte ambiguo e misterioso (il termine è derivato dal nome del dio greco Hèrmes, il Mercurio dei Romani, personaggio dai risvolti enigmatici). I poeti ermetici con i loro versi non raccontano, non descrivono, non spiegano ma fissano sulla pagina dei frammenti di verità a cui sono pervenuti attraverso la rivelazione poetica e non con l'aiuto del ragionamento.
I loro testi sono estremamente concentrati e racchiudono molti significati in poche parole e tutte le parole hanno un'intensa carica allusiva, analogica, simbolica. La poesia degli ermetici vuole liberarsi dalle espressioni retoriche, dalla ricchezza lessicale fine a sé stessa, dai momenti troppo autobiografici o descrittivi e dal sentimentalismo. Gli ermetici vogliono creare della "poesia pura" che possa essere espressa con termini essenziali. Concorrono a questa essenzialità anche la sintassi semplificata che spesso viene privata dei nessi logici, con spazi bianchi e lunghe e frequenti pause che rappresentano momenti di concentrazione, di silenzio, di attesa.
I poeti ermetici si sentono lontani dalla realtà sociale e politica del loro tempo. L'esperienza della prima guerra mondiale, e quella del ventennio fascista, li ha condannati a una grande solitudine morale e l'impossibilità di farsi interpreti della realtà storico-politica li isola confinandoli in una ricerca riservata a pochi e priva di impegno sul piano politico. Possono considerarsi precursori dell'ermetismo i poeti Camillo Sbarbaro, Clemente Rebora, Dino Campana, Arturo Onofri. I poeti sicuramente più rappresentativi della corrente sono Giuseppe Ungaretti e Salvatore Quasimodo vincitore del premio Nobel per la letteratura nel 1959. Fra gli altri poeti: Alfonso Gatto, Vittorio Sereni.

### Giuseppe Ungaretti

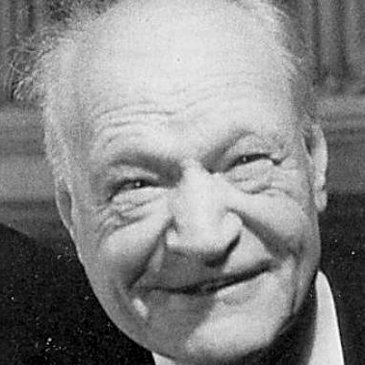
Ungaretti

La vita di Ungaretti, importante esponente dell'ermetismo, fu segnata inesorabilmente dallo scoppio della Grande guerra e dalla seconda guerra mondiale. Egli è lo sperimentatore di un nuovo metodo di fare poesia, basato sulla ricerca degli archetipi e dei veicoli, che riguardano la "cristallizzazione" della parola, al fine di giungere ad uno stile sublimato e puro, che abbracci la vita e la natura nei momenti di maggiore sconforto.
La poesia che dà il titolo alla raccolta L'allegria del 1916, Il porto sepolto, parla di un porto, sommerso, ad Alessandria, città natale dell'autore, che doveva precedere l'epoca tolemaica, provando che la città era un porto già prima d'Alessandro. I fiumi è una celebre composizione, nella quale Ungaretti rievoca, con i propri ricordi personali, i fiumi che li hanno attraversati, ossia, l'Isonzo, il Serchio, il Nilo, la Senna. Attraverso i fiumi il poeta ripercorre le "tappe" più importanti della sua vita. Pellegrinaggio esprime invece la capacità di trovare la forza interiore per salvarsi dalle macerie della guerra. In essa egli formula la nota definizione di sé: «Ungaretti / uomo di pena / ti basta un'illusione / per farti coraggio».
La poesia più famosa dell'opera è Mattina (M'illumino / d'immenso), scritta a Santa Maria la Longa il 26 gennaio 1917. «È la poesia più breve di Ungaretti: due parole, tra di loro unite da fitti richiami sonori. Nell'illuminazione del cielo al mattino, da cui nasce la lirica, il poeta riesce a intuire e cogliere l'immensità» (Marisa Carlà). Romano Luperini ha notato come "l'idea della infinita grandezza... colpisce nella forma della luce".
Ciò che colpisce maggiormente dell'opera è lo stile, che tende alla "verticalizzazione" della frase, ai continui enjambements, alle metafore e alle similitudine, nonché alla presenza dei deittici questo e quello, per indicare l'immediatezza. Il tema presente nell'opera è sempre la guerra, il desiderio del poeta di trovarsi in altri luoghi, e di ascendere alla comunione panica con l'universo (ES), trasmigrando dalla sua vita terrena che lo attanaglia (IN). L'acqua è un veicolo particolare per Ungaretti, giacché simboleggia per lui la rinascita e il ricordo, come nella poesia I fiumi, in cui il bagno nell'Isonzo aiuta il poeta a ricorda i momenti della sua infanzia e della sua gioventù, legati solamente ai fiumi dei posti che ha visitato, che lo aiutano a ricordare la sua identità, e a mantenere il suo attaccamento folle alla vita nei momenti di morte che lo circondano in trincea.

### Altre poetiche
All'inizio del XX secolo si colloca, unica e folgorante, l'esperienza artistica del poeta Dino Campana che, nel 1914, pubblica i Canti Orfici. La poesia di Salvatore Quasimodo ed Eugenio Montale si può collegare all'ermetismo, ma, dopo gli esordi, si evolve poi in linee poetiche originali ed innovative. La poesia di Umberto Saba, come già detto, è del tutto lontana dalla sensibilità ermetica per il tono discorsivo dei suoi versi e per il linguaggio semplice e prosastico. Ugualmente lontana dall'ermetismo è la poesia di Vincenzo Cardarelli o quella di Idilio Dell'Era che, prendendo a modello la poesia di Leopardi, aspirano a perpetuare la tradizione classica.

### La letteratura "sociale" e meridionalista
Contemporaneamente emersero scritti nel campo delle scienze sociali con autori come Gaetano Salvemini che pose l'accento su quella che poi sarebbe stata chiamata questione meridionale e Antonio Gramsci con i suoi Quaderni.

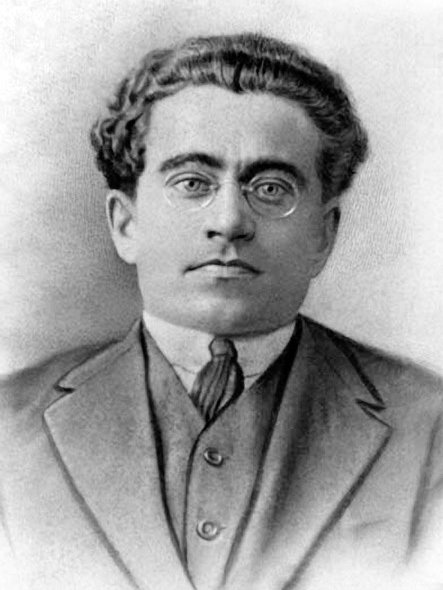
Ritratto di Gramsci

La questione meridionale, intesa come difficoltà del Mezzogiorno dopo il raggiungimento dell'unità nazionale, entrò nel dibattito storiografico con Giustino Fortunato e proseguita da Gaetano Salvemini, Guido Dorso, Francesco Saverio Nitti. Fu affiancata dal punto di vista socio-culturale da scrittori diversi tra loro come Ignazio Silone, Giovanni Verga, Francesco Jovine e Carlo Levi.
I Quaderni dal carcere furono composti da Gramsci dal 1929 e fino al 1935, durante la sua prigionia nelle carceri fasciste. Furono pubblicati solo tra il 1948 e il 1951, secondo un ordine tematico, ottenendo un grande impatto nel mondo della politica, della cultura, della filosofia e delle altre scienze sociali dell'Italia del dopoguerra.
I temi trattati di maggior rilevanza possono essere così riassunti:
- l'egemonia di classe, nella sua accezione più vasta;
- il ruolo degli intellettuali, che devono contribuire a creare le condizioni perché tale egemonia passi al proletariato;
- considerazioni sulla filosofia crociana, considerata condivisibile per l'impianto storicistico, ma da ribaltare nella priorità della sfera ideale su quella materiale;
- l'analisi dell'esperienza risorgimentale, considerata una rivoluzione mancata;
- la questione meridionale, come necessità di creare una coscienza di classe rivoluzionaria per le masse di contadini del sud;
- considerazioni sulla critica letteraria ed artistica.

## Dopoguerra e il Secondo Novecento

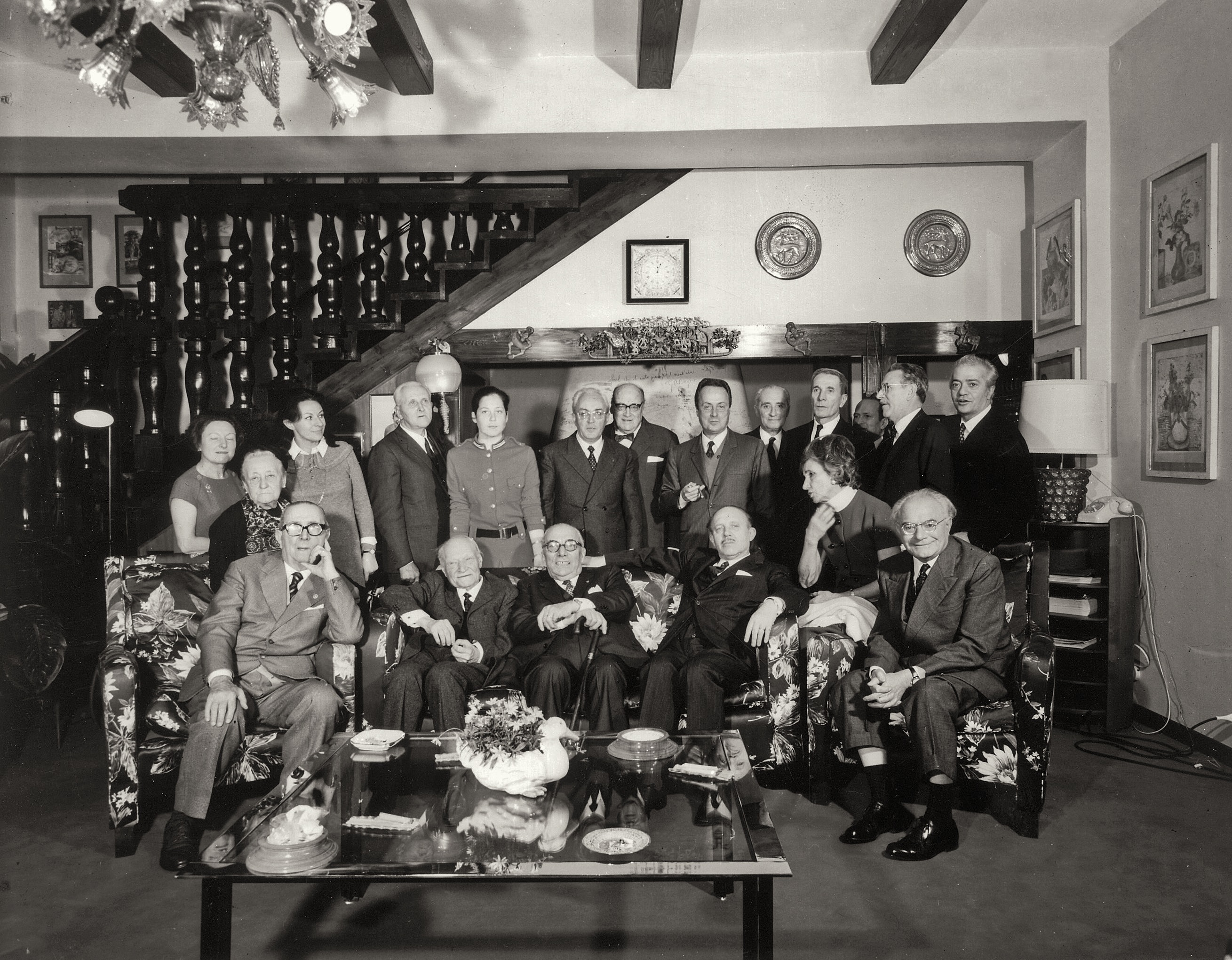
Gli scrittori Giuseppe Ungaretti, Mario Soldati, Guido Piovene, Dino Buzzati e Piero Chiara con l'editore Arnoldo Mondadori a Meina nel 1968

Nella seconda metà del secolo una caratteristica è la notevole divaricazione tra il destino della poesia e quello della narrativa: mentre la prima è senz'altro dotata di una propria tradizione, la seconda appare continuamente rinnovata. La riacquisizione della libertà di stampa dopo la fine del regime fascista favorì la nascita di un'editoria vivace e libera. Vicenda esemplare fu quella della casa editrice Einaudi, fondata da Giulio Einaudi, figlio del grande economista e presidente della repubblica Luigi Einaudi. Questa casa editrice coinvolse filosofi, storici e letterati più importanti dell'epoca.
Sintomo di una nuova rinascita culturale dopo la bufera della guerra è la fondazione di molte riviste come Il Politecnico di Elio Vittorini o Humanitas, La nuova Europa, Belfagor e Il Menabò. Oltre alla discussione sui temi letterari molti di questi periodici presentano le prime traduzioni di opere straniere, soprattutto americane, che erano proibite durante il fascismo. Fanno la loro comparsa i prestigiosi premi letterari come lo Strega, il Campiello, il Bancarella, che stimolano sempre più la letteratura italiana odierna.

### La poesia
Dopo la seconda guerra mondiale, molti poeti, in un rinnovato clima politico, riaffermano il valore sociale della poesia e criticano il disimpegno dell'ermetismo. In questi anni, di fronte a un'ampia fioritura della narrativa, la poesia si trovò spiazzata. Bisogna tuttavia notare che in questo stesso periodo si ha un progressivo spostamento degli interessi del grande pubblico verso il cinema italiano e, dalla seconda metà degli anni cinquanta, si riscontra una prima polarizzazione tra produzione di largo consumo e cultura d'élite. Nel secondo dopoguerra, è Eugenio Montale a diventare il modello più seguito dai giovani autori. Poeti del secondo Novecento sono Giorgio Caproni, Paolo Volponi e Andrea Zanzotto, quest'ultimo forse il più innovativo dal punto di vista tematico e stilistico.

#### Eugenio Montale

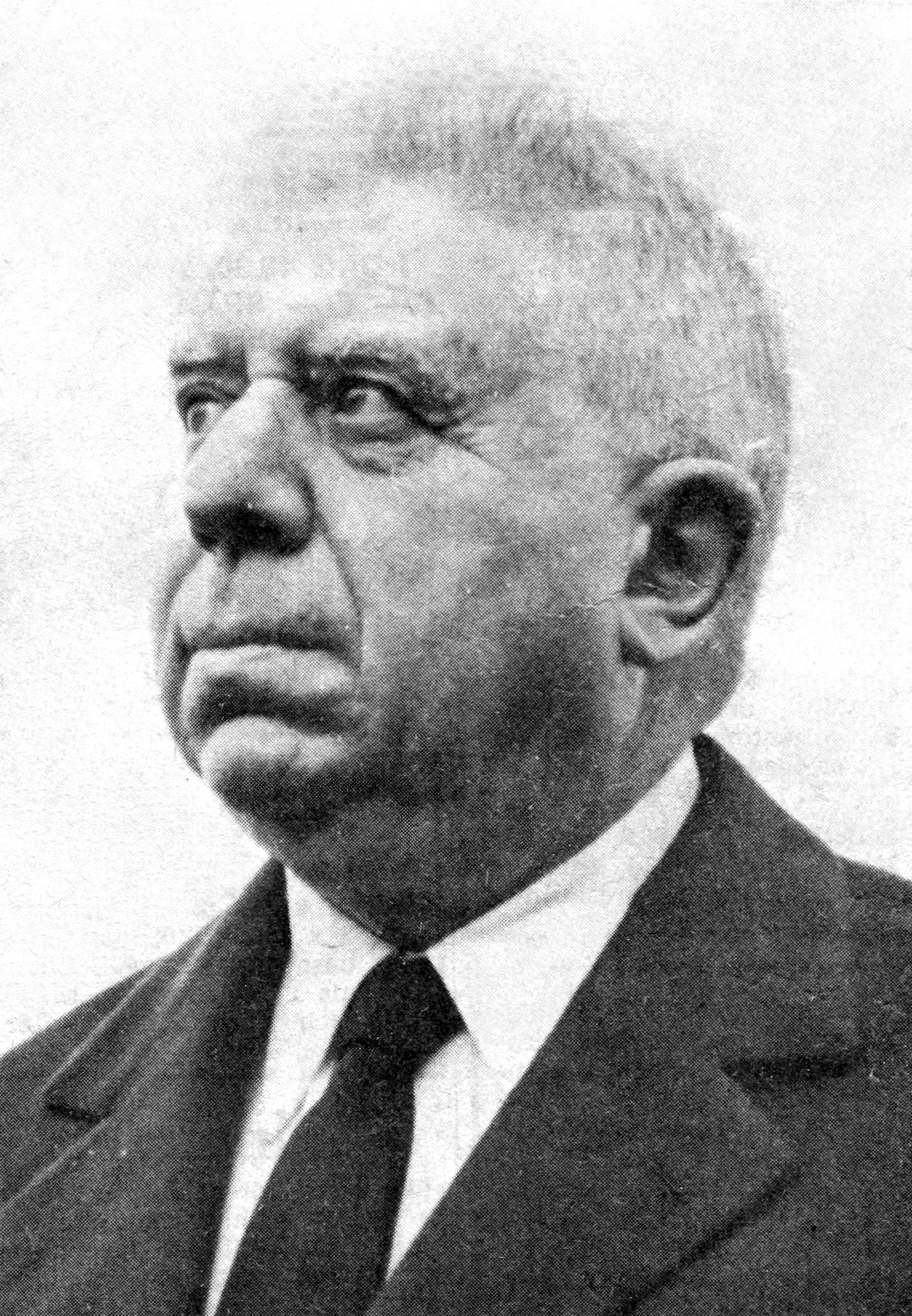
Eugenio Montale

Il primo momento della poesia di Montale rappresenta l'affermazione del motivo lirico. Montale, in Ossi di seppia (1925) edito da Piero Gobetti, afferma l'impossibilità di dare una risposta all'esistenza: in una delle liriche introduttive, Non chiederci la parola, egli afferma che è possibile dire solo "ciò che non siamo, ciò che non vogliamo", sottolineando la negatività della condizione esistenziale. Lo stesso titolo dell'opera designa l'esistenza umana, logorata dalla natura, e ormai ridotta ad un oggetto inanimato, privo di vita. Gli ossi di seppia sono una metafora che serve a descrivere l'uomo, che con l'età adulta viene allontanato dalla felicità della giovinezza e abbandonato, al dolore, sulla terra come un inutile osso di seppia. Gli ossi di seppia sono, infatti, gli endoscheletri delle seppie rilasciati sulla spiaggia dalle onde del mare, quindi, presenze inaridite e ridotte al minimo, che simboleggiano la poetica di Montale scabra ed essenziale.
In tal modo, Montale capovolge l'atteggiamento fondamentale più consueto della poesia: il poeta non può trovare e dare risposte o certezze; sul destino dell'uomo incombe quella che il poeta, nella lirica Spesso il male di vivere ho incontrato, definisce "Divina Indifferenza", ciò che mostra una partecipazione emotiva del tutto distaccata rispetto all'uomo. In un certo senso, si potrebbe affermare che tale "Divina indifferenza" è l'esatto contrario della "Provvidenza divina" manzoniana. La prima raccolta di Montale uscì nel giugno del 1925 e comprende poesie scritte tra il 1916 e il 1925. Il libro si presenta diviso in otto sezioni: Movimenti, Poesie per Camillo Sbarbaro, Sarcofaghi, Altri versi, Ossi di seppia, Mediterraneo, Meriggi ed ombre; a questi fanno da cornice un'introduzione (In limine) e una conclusione (Riviere).
Quelli di La bufera e altro sono componimenti riguardanti temi di guerra e di dolore pubblicati nel 1956. Nel poeta ligure confluiscono quegli spiriti della "crisi" che la reazione anti-dannunziana aveva generato fin dai Crepuscolari: tutto ciò che era stato scritto con vena ribelle nel brulicante mondo poetico italiano tra le due guerre, in lui diventa possibilità di scoprire altre ragioni per essere poeti. Altre raccolte poetiche di Montale sono Xenia, dedicata alla moglie, Satura e Diario del '71 e del '72. Riceve il Nobel per la letteratura nel 1975.

### Il romanzo

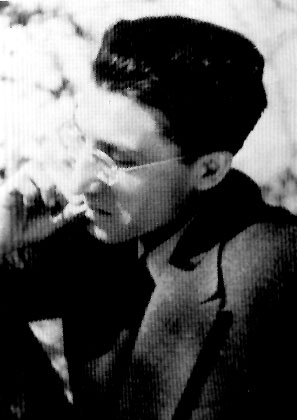
Cesare Pavese

In questo periodo si sviluppa in Italia il neorealismo. La nuova tendenza intendeva descrivere l'enormità degli eventi appena accaduti soprattutto durante la seconda guerra mondiale. In questi anni si assunse, in generale, un atteggiamento di condanna verso la letteratura italiana precedente, rea di aver collaborato con il fascismo, con l'eccezione dei realisti degli anni trenta. Principale interprete di questa condanna fu Elio Vittorini, attraverso la rivista Il Politecnico, nella quale, inoltre, ribadiva la libertà e l'indipendenza dell'artista dalla politica.
Durante il periodo neorealista e soprattutto negli anni seguenti, la narrativa sperimenta forme e temi nuovi, in una grande varietà di produzione in cui è difficile distinguere dei filoni. Tra gli scrittori più noti: Carlo Cassola, Giorgio Bassani, Vasco Pratolini, Carlo Emilio Gadda, Emilio Lussu, Mario Rigoni Stern, Italo Calvino, Dino Buzzati, Carlo Levi, Alberto Moravia, Elsa Morante, Cesare Pavese, Ignazio Silone, Ennio Flaiano, Goffredo Parise, Pier Paolo Pasolini, Primo Levi, Giuseppe Antonio Borgese, Carlo Bernari, Corrado Alvaro, Guido Piovene, Rocco Scotellaro e i siciliani Vitaliano Brancati, Giuseppe Tomasi di Lampedusa, Elio Vittorini, Leonardo Sciascia e Gesualdo Bufalino.
E ancora Romano Bilenchi, Natalia Ginzburg, Giovanni Arpino, Umberto Eco, Beppe Fenoglio, Antonio Tabucchi, Giuseppe Berto, Giovanni Testori, Pier Antonio Quarantotti Gambini, Francesco Jovine, Antonio Delfini, Giovannino Guareschi, Alberto Arbasino, Luciano Bianciardi, Attilio Bertolucci, Giorgio Caproni, Sandro Penna, Vittorio Sereni, Giorgio Orelli, Mario Soldati, Lucio Mastronardi, Luigi Malerba, Antonio Pizzuto, Dacia Maraini, Tommaso Landolfi, Vincenzo Consolo, Andrea Camilleri, Eugenio Corti.
In quegli anni la scelta dei dialetti risulta soprattutto difensiva o per opposizione contro la massificazione e poi la globalizzazione, come nel caso di Pier Paolo Pasolini. L'intersezione dei dialetti diventa, nel secondo Novecento, da un lato molto più affine al plurilinguismo colto, e basato magari sul rapporto anche con lingue morte, dall'altro, come in Andrea Camilleri, il dialetto è intimamente integrato nel linguaggio in italiano e utilizzato nel discorso diretto e nelle citazioni di proverbi e modi di dire.

#### Ignazio Silone eFontamara

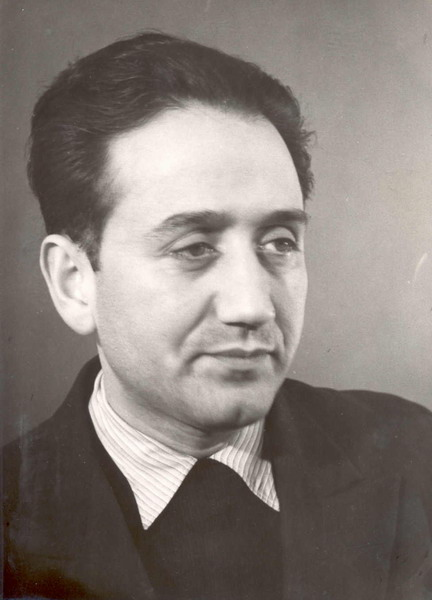
Ignazio Silone

Lo scrittore abruzzese è legato, nella letteratura italiana, alla sua opposizione al fascismo e all'adesione al comunismo, che gli valse l'esilio. Il poeta, come D'Annunzio, è fortemente legato all'Abruzzo, stavolta nella Marsica, di cui narra le vicende di miseria dei poveri contadini durante l'oppressione fascista e della resistenza contro tali frustrazioni.
Il nome del romanzo Fontamara racchiude in sé già un destino di sventure e sofferenze, inventato appunto dall'autore per rispecchiare meglio la realtà del paese. Quasi tutti i nomi dei personaggi del romanzo non sono casuali e ne testimoniano l'indole: Don Circostanza, infatti si adegua alle diverse situazioni tenendo prima la parte dei contadini, quindi quella degli agiati cittadini, cercando sempre un tornaconto personale; Don Abbacchio, il prete, richiama il verbo “abbacchiare”, infatti, egli non farà altro che deprimere i poveri abitanti della Marsica, ignorando persino il suicidio di Teofilo, sacrestano della chiesa di Fontamara; Don Carlo Magna è il ricco proprietario terriero; l'Impresario, il podestà abile a speculare su alcuni terreni acquistati da don Carlo Magna a poco prezzo e sui quali farà deviare l'acqua del ruscello di Fontamara riducendo alla miseria i cafoni; Innocenzo, La Legge, il messo incaricato di portare i nuovi ordinamenti dalla città.
Fontanara, inoltre, è il nome di fantasia di Pescina dei Marsi, del piccolo borgo marsicano dove il protagonista Berardo Viola, bracciante e oppositore al fascismo vive. Il regime fascista ha preso il potere su Pescina, Avezzano, Trasacco e le terre circostanti del Fucino, disonorando donne vedove di caduti di guerra e facendo vivere il popolo in condizioni disumane. Berardo e un manipolo di amici cercherà di opporsi a tale ingiustizia andando perfino a Roma e abbandonando la famiglia a causa della povertà, ma finirà per venirne massacrato.
Il tema siloniano dell'eroe cafone che di ribella alla tirannia del fascismo, sacrificando se stesso, è presente anche nei romanzi seguenti Vino e pane, Il segreto di Luca, Una manciata di more.

#### Alberto Moravia eGli indifferenti
Moravia ha esplorato nelle sue opere i temi della sessualità moderna, dell'alienazione sociale e dell'esistenzialismo. Nel romanzo Gli indifferenti, la storia, ambientata in una Roma provinciale, ruota attorno a una tipica famiglia borghese. I fratelli Carla e Michele Ardengo sono due giovani incapaci di provare veri sentimenti, in balia della noia e dell'indifferenza di fronte al declino sociale ed economico della loro famiglia. Mariagrazia, la madre rimasta vedova, trascorre una vita abitudinaria e legata ai cliché morali della borghesia, in uno stato di inconsapevolezza. I temi sono la passione civile e la curiosità culturale, che hanno accompagnato Moravia per tutta la sua attività letteraria, lo rende scrittore impegnato sempre teso verso la razionalità. L'opera di Moravia è legata al realismo ed egli indaga le patologie delle classi sociali, specialmente dell'alta e della media borghesia.
Moravia riesce a distaccarsi dalla sua materia in modo lucido e a descrivere in modo minuziosamente oggettivo le varie realtà, come nella migliore tradizione della narrativa verista, senza lasciarsi tentare da alcuna compiacenza narrativa sempre tesa a ricreare i caratteri e soprattutto gli stati d'animo. Lo stile della sua prosa è spoglio e disadorno, le parole volutamente povere e comuni per concentrarsi sulla costruzione del periodo con una sintassi elaborata. Ogni proposizione della sua prosa corrisponde a singole osservazioni psicologiche che s'incastrano in un montaggio perfetto fino ad affermare uno stato d'animo particolare. Il suo è uno stile esclusivamente da narratore che non si compiace di effetti lirici ma si affida esclusivamente allo svolgersi del periodo. Nelle opere più tarde la sua prosa diventa sempre più scarna legata a una struttura dialogica che rende più evidente il monologo interiore come è tipico della grande narrativa del novecento. I rapporti tra l'individuo e la società, tra l'es e il super-io vengono analizzati attraverso il tema del sesso secondo una tematica freudiana e marxista che segue le ideologie della trasgressione sia nella sfera politica, sia in quella privata.

#### Elsa Morante
Considerata da alcuni critici tra le più importanti autrici italiane di romanzi del secondo dopoguerra, ha scritto Menzogna e sortilegio, L'isola di Arturo, La Storia e Aracoeli.
Il romanzo L'isola di Arturo è ambientato intorno al 1938. Arturo Gerace è nato sull'isola di Procida e vive lì tutta l'infanzia e l'adolescenza. L'isola racchiude tutto il suo mondo, e tutti gli altri posti esistono per lui solo nella dimensione della leggenda. Passa il suo tempo a leggere storie sugli “eccellenti condottieri”, a studiare l'atlante per progettare i suoi viaggi futuri e a fare fantasie sulla figura del padre che crede il più grande eroe della storia. Tutto ciò che è legato al padre Wilhelm per lui è sacro. Anche gli amici del padre sono per lui delle figure mitiche: il solo fatto di essere stati degni di amicizia li rende ai suoi occhi delle persone straordinarie.
Ambientato invece nella Roma della seconda guerra mondiale e dell'immediato dopoguerra è La Storia. Come romanzo corale è pretesto per un affresco sugli eventi bellici visti in soggettiva con gli occhi dei protagonisti e della popolazione ferita alle prese con problemi vecchi e nuovi dovuti ai tragici avvenimenti di quegli anni.
I quartieri romani martoriati dai bombardamenti e le borgate di periferia affollate da nuovi e vecchi poveri (San Lorenzo, Testaccio, Pietralata, il ghetto ebraico di Roma) e le alture dei vicini Castelli Romani - in cui si muovono le formazioni partigiane di opposizione al nazifascismo e alcuni dei protagonisti della vicenda che scandisce la narrazione come un naturale fil rouge - vengono descritti con realismo ma anche con una marcata visionarietà poetica.

#### Pier Paolo Pasolini

Pier Paolo Pasolini

È considerato uno dei maggiori artisti e intellettuali italiani del XX secolo. Dotato di un'eccezionale versatilità culturale, si distinse in numerosi campi, lasciando contributi come romanziere, sceneggiatore, drammaturgo, linguista, saggista, editorialista e cineasta, non solo in lingua italiana, ma anche friulana.
Il romanzo Ragazzi di vita racconta le vicende, nel corso di qualche anno, di alcuni ragazzi appartenenti al sottoproletariato romano. Anche il periodo storico, d'altronde, non è privo di significato nel contesto del libro: la storia, infatti, si svolge nell'immediato dopoguerra, quando la miseria era più tiranna che mai. In questo ambiente è facile comprendere come mai i ragazzi protagonisti del libro siano allo sbando più totale: le famiglie non costituiscono punti di riferimento, né sono valori e spesso sono costituite da padri ubriaconi e violenti, madri sottomesse e fratelli molte volte avanzi di galera; le scuole, presenti come edifici, ma non in funzione, sono destinate ad accogliere sfrattati e sfollati.
L'intento di Pasolini è di descrivere una realtà italiana malvista dai politici e dai borghesi arricchiti: quella dei "borgatari" romani, giovani scapestrati che vivono alla giornata, incuranti dei pericoli e della giustizia. Pasolini vede in tali persone uno spirito di vita e di amore, ormai corrotto per sempre dal quarto potere, e dal bigottismo borghese. Molte altre opere pasoliniane, sia letterarie che cinematografiche sono legate al tema della povertà delle borgate romane, e all'assoluta innocenza e spensieratezza dei ragazzi che le abitano. Insomma intendeva descrivere un inno alla vita, che esaltasse la vita dell'uomo libero senza freni, incentrata sulla ricerca del piacere e del diletto in un'atmosfera parallela e fantasiosa, proprio come dei fanciulli, sebbene le giuste precauzioni.

#### Italo Calvino

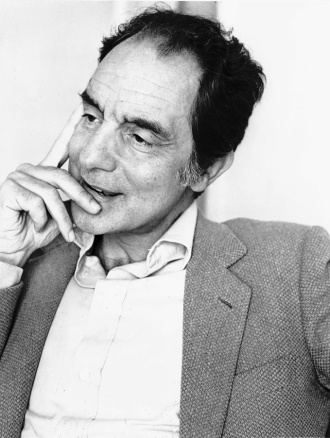
Italo Calvino

Intellettuale di grande impegno politico, civile e culturale, è stato uno dei narratori italiani più importanti del Secondo Novecento. Ha seguito molte delle principali tendenze letterarie a lui coeve, dal neorealismo al postmoderno, ma tenendo sempre una certa distanza da esse e svolgendo un proprio personale e coerente percorso di ricerca. Di qui l'impressione contraddittoria che offrono la sua opera e la sua personalità: da un lato una grande varietà di atteggiamenti che riflette il vario succedersi delle poetiche e degli indirizzi culturali nel quarantennio fra il 1945 e il 1985; dall'altro, invece, una sostanziale unità determinata da un atteggiamento ispirato a un razionalismo più metodologico che ideologico, dal gusto dell'ironia, dall'interesse per le scienze e per i tentativi di spiegazione del mondo, nonché, sul piano stilistico, da una scrittura sempre cristallina e a volte, si direbbe, classica.
L'opera maggiore di Calvino, nel suo "periodo fantastico" di poetica, è la trilogia de I nostri antenati, nel quale, in maniera allegorica e simbolica, lo scrittore narra particolari vicende del passato.
Ne Il visconte dimezzato: un visconte della Boemia del Settecento viene tranciato in due da una palla di cannone. Da quel momento le due parti del suo corpo si suddividono: una è buona, l'altra cattiva. Dopo varie peripezie, e un amore di ambo le parti per la stessa donna, il visconte viene ricucito, tornando in un solo corpo.
Il barone rampante è ambientato nella Francia prima della rivoluzione: la storia narra del giovanissimo barone Cosimo Piovasco di Rondò, che si ribella ai severi canoni familiari e sale sui rami di un albero, decidendo di vivere per sempre a mezz'aria, promettendosi di non toccare assolutamente terra, altrimenti tornerà un oppresso.
Il cavaliere inesistente: Agilulfo dei Guildiverni noto, all'epoca del regno di Carlo Magno, perché non si è mai tolto l'armatura, e perché tra i soldati e i cavalieri circola la leggenda che lui non esista, e che non sia riconoscibile, se non per la sua corazza. Agilulfo nel frattempo, sebbene valoroso, è un eroe tormentato, alla ricerca della sua amata donna-angelo, e poi alla ricerca del Santo Graal per redimere la sua anima.

### Le nuove correnti e la neo-avanguardia

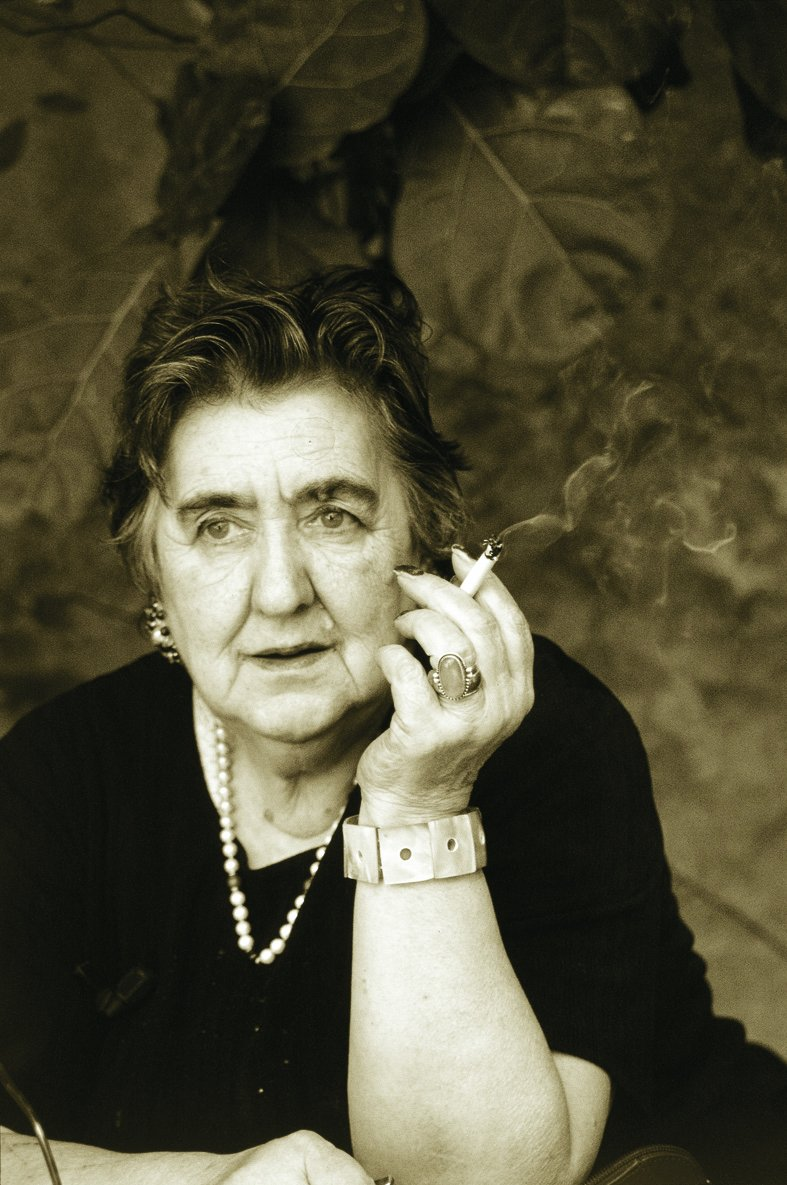
Alda Merini

Per quanto riguarda la generazione degli anni trenta, ovvero quegli autori nati negli anni '30, pur essendo caratterizzata da esperienze eterogenee, le carriere di tali autori hanno fatto sì che oggi essi vengano considerati appartenenti a una generazione matura. Tra i narratori si possono citare Dacia Maraini, Vincenzo Consolo, Gesualdo Bufalino, Alberto Bevilacqua, Fulvio Tomizza, tra i poeti Giancarlo Majorino, Giovanni Raboni e Alda Merini.
Dopo gli anni '60, la poesia sembra volgersi a uno sperimentalismo linguistico più complesso. Tra i poeti più significativi di questa tendenza vanno ricordati Franco Fortini e Andrea Zanzotto. In questa generale tendenza al rinnovamento va iscritta anche la "neo-avanguardia" del Gruppo 63 costituitosi a Palermo nell'ottobre di quell'anno.
Tra gli esponenti più significativi del gruppo (peraltro estremamente eterogeneo per intenzioni e interessi) troviamo Umberto Eco, Nanni Balestrini, Alberto Arbasino, Giorgio Manganelli e i poeti Elio Pagliarani ed Edoardo Sanguineti.

## L'Italia letteraria odierna
La letteratura italiana è naturalmente legata all'identità nazionale. Il discorso storico sulla letteratura si è intrecciato fin dalle origini con la prospettiva della nascita di una comunità, che da comunità letteraria è progressivamente diventata comunità nazionale.
Le storie della letteratura italiana hanno sempre puntato a rivendicare una specificità nazionale della letteratura italiana, da Giovanni Mario Crescimbeni e Giacinto Gimma fino a Girolamo Tiraboschi e Francesco De Sanctis. La letteratura è stata perciò il principale veicolo di unificazione degli italiani, al punto che si può parlare di un'Italia letteraria in contrapposizione o in aggiunta all'Italia costruita su base politica, etnica, o economica.
Già Dante col De vulgari eloquentia si proponeva di creare una lingua e una letteratura capaci di superare i confini municipali per allargare lo sguardo a una comunità unita da sentimenti e interessi collettivi, basati prima di tutto sul discorso d'amore e sullo scambio culturale. In seguito testi famosissimi, su un percorso che va dalla canzone Italia mia di Francesco Petrarca alla canzone All'Italia di Giacomo Leopardi, hanno affrontato il problema del rapporto tra letteratura italiana e identità collettiva. Ancora nel corso del Novecento tutti i principali scrittori, da Gabriele D'Annunzio e Filippo Marinetti, passando per Giuseppe Ungaretti e Elio Vittorini, fino a Pier Paolo Pasolini, Leonardo Sciascia, Italo Calvino e Umberto Eco, si sono proposti come interpreti del sentimento nazionale.
Anche quando ci si è voluti opporre alla tradizione nazionale lo si è fatto all'interno di una prospettiva italiana, come è accaduto ai primordi della neoavanguardia con i romanzi, entrambi pubblicati nel 1963, Fratelli d'Italia di Alberto Arbasino, e Capriccio italiano di Edoardo Sanguineti. Anche in tempi recenti gli scrittori continuano a confrontarsi col problema dell'Italia letteraria, come si evince dai titoli dei romanzi L'Italia spensierata di Francesco Piccolo, e Italia, De Profundis di Giuseppe Genna.
Fra gli anni '70 e gli anni '80, la letteratura italiana assiste a vari sviluppi sperimentali. Il siciliano Stefano D'Arrigo pubblica Horcynus Orca (1975), romanzo visionario e labirintico. Altri due siciliani, Vincenzo Consolo e Gesualdo Bufalino, giocano con la forma-romanzo. Consolo affronta tematiche civili, ma utilizza forme narrative ben distanti da certe forme di letteratura 'sociale'; al contrario, i suoi romanzi possiedono una struttura complessa e una prosa vertiginosa, spesso ermetica. Bufalino, che esordisce a sessant'anni con Diceria dell'untore, utilizza uno stile elegantissimo che conduce il lettore verso sponde esistenzialistiche.
E ancora è da ricordare l'importante affermazione della letteratura per ragazzi di cui uno dei più noti esponenti fu Gianni Rodari (1920-1980), unico scrittore italiano ad aver vinto, nel 1970, il Premio Hans Christian Andersen.
Nel 1984 esce Seminario sulla gioventù, romanzo d'esordio di Aldo Busi, uno dei più prolifici scrittori italiani contemporanei. Nei romanzi di Busi, le tematiche civili si intersecano con la questione della lingua italiana, della sua evoluzione e del suo pericoloso impoverimento. A continuare una certa linea 'Gaddiana' di rinnovo della lingua italiana, anche attraverso la riscoperta di certi arcaismi, è Michele Mari, autore di grande inventiva e, a oggi, considerato come uno dei massimi scrittori italiani.
Gli anni '90 vedono l'affermarsi del fenomeno letterario dai critici definito "Cannibali", di genere pulp, con Aldo Nove, Niccolò Ammaniti, Tiziano Scarpa. Un discorso a parte meritano Isabella Santacroce e Antonino Reitano: lei esordiente all'interno della letteratura cannibale, lui invece studioso del futurismo, sia la Santacroce che Reitano hanno in seguito abbracciato uno stile più lirico e surrealista, vicino al maledettismo.
Una recente proposta letteraria, il New Italian Epic di Wu Ming, si muove verso l'individuazione di una linea attuale, tutta italiana e tutta letteraria, di indagine della storia e di lavoro sullo stile.
Sulla stessa linea, infine, la raccolta di racconti pubblicati dalla Minimum Fax, a cura di Giorgio Vasta, Anteprima Nazionale (2009), con scritti di Tullio Avoledo, Alessandro Bergonzoni, Ascanio Celestini, Giancarlo De Cataldo, Valerio Evangelisti, Giorgio Falco, Giuseppe Genna, Tommaso Pincio, Wu Ming 1, che raccontano come sarà il nostro paese tra vent'anni.
Dalla fine degli anni '90 fino ad oggi i massimi scrittori italiani conosciuti nel mondo sono stati Umberto Eco, Margaret Mazzantini, Oriana Fallaci, Indro Montanelli, Elena Ferrante, Claudio Magris, Gianrico Carofiglio, Domenico Starnone, Roberto Saviano, Sandro Veronesi, Luciano De Crescenzo e Alessandro Baricco.
La grande problematica della letteratura odierna è che, con l'esplosione editoriale e l'accentramento del potere editoriale economico nei due colossi BUR (Rizzoli) e Mondadori, un gran numero di persone hanno iniziato a pubblicare romanzi, raccolte poetiche, drammi e opuscoli vari, non sempre di grande valore letterario, o rappresentativo. Ciò è dovuto alla facile carriera del giornalismo, diventato sempre più, a partire dagli anni '50, un fenomeno di massa fondamentale per l'informazione. Vari scrittori giornalisti, occupantisi di vari settori di cronaca o cultura, specialmente, perlopiù in campo letterario figuranti Piero Angela, Corrado Augias, Vittorio Sgarbi e Alberto Angela, hanno fondato la loro carriera letteraria sul trattato moderno, riguardante la critica dell'arte, il commento di opere letterarie, o la semplice trattazione di questioni quotidiane, oppure, come Alberto e Piero Angela, il semplice trattato-racconto, condito di citazioni, su argomenti storici. Ad esempio Piero Angela si occupa di problemi basilari in ambito scientifico, mentre il figlio Alberto di storia antica, dal mondo preistorico all'antica Roma, dalla Grecia antica al Medioevo, così come Valerio Massimo Manfredi, romanziere e saggista principalmente di storia romana e greca. Ciò che accomuna questi scrittori/giornalisti è l'uso del saggio, ossia una forma minore del trattato, usato dagli antichi per descrivere e analizzare un determinato argomento, abbinando l'erudizione con la chiarezza e la comprensione tipiche della divulgazione di massa

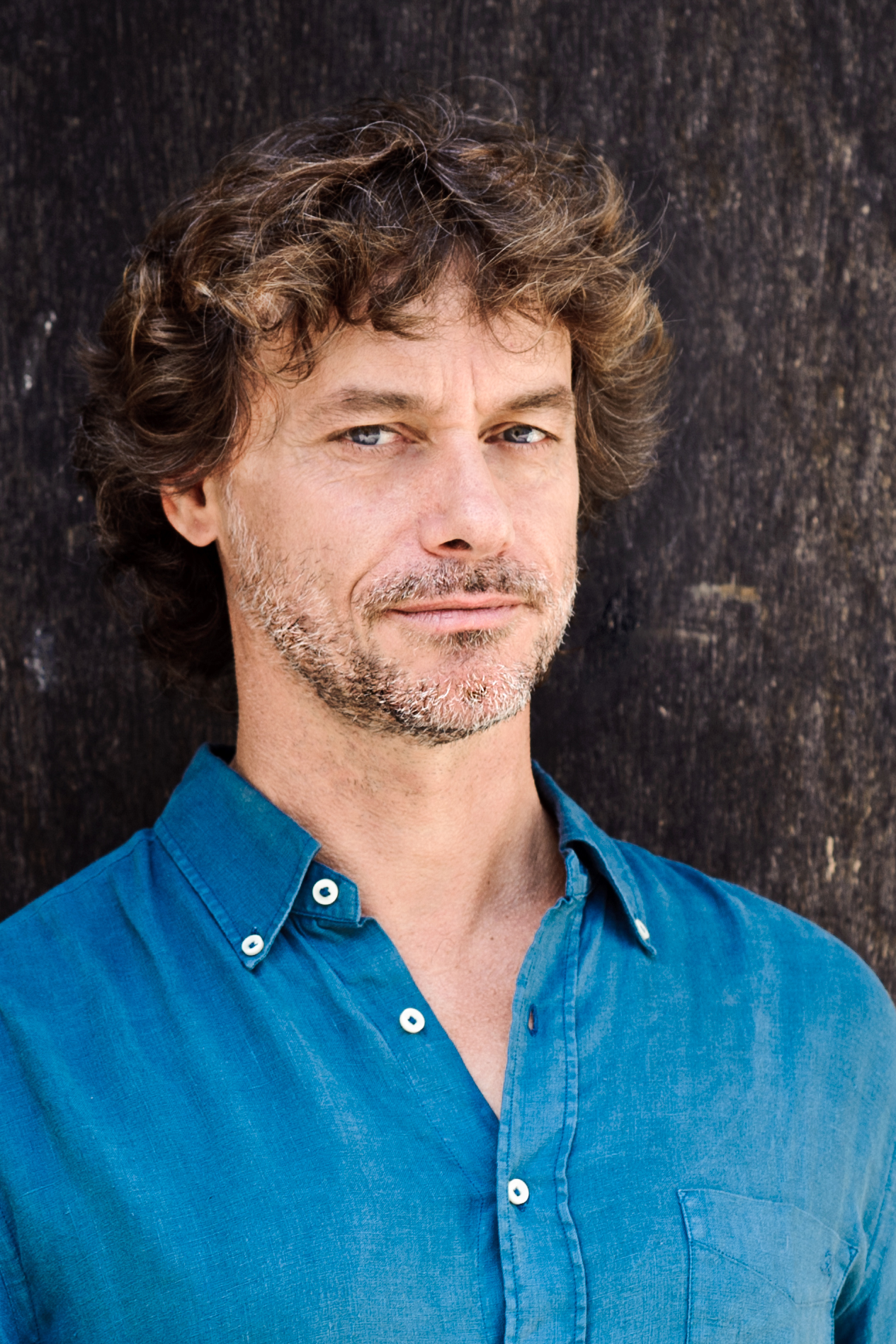
Alberto Angela

Eduardo De Filippo

Parallelo a questo fenomeno di conservazione culturale dell'identità occidentale italiana, negli anni 2000 si è sviluppato il "fenomeno editoriale" del best seller, ossia un particolare romanzo di immediata fama collettiva, spesso di bassa qualità, focalizzato soltanto al puro fine del tornaconto economico della casa editrice e dell'autore stesso. Questo è il caso dei grandi fenomeni di Federico Moccia e Fabio Volo, scrittori dedicati il primo al pubblico adolescenziale, con la stesura di romanzi rosa su storielle d'amore di ragazzi, ognuno dei quali con lo stile misto a neologismi del target tipico giovanile; mentre il secondo scrittore intento a narrare storie di quarantenni/cinquantenni in crisi di mezza età, alle prese con la propria vita e il proprio lavoro, nell'intenzione di trovare una svolta alla loro esistenza grazie ad un amore improvviso e passionale. È inoltre,da ricordare, lo scrittore Daniele Del Giudice, che col romanzo Orizzonte mobile è stato il primo scrittore italiano ad aggiudicarsi il Premio letterario dell'Unione europea, nel 2009.
Il primo ventennio del nuovo millennio è stato caratterizzato da editori tesi a spingere più grandi nomi che grandi libri. Le nuove logiche di mercato hanno imposto un abbassamento degli standard privilegiando in modo quasi totalizzante autofiction, gialli e storie familiari, abbandonando quasi del tutto la pura ricerca narrativa. La letteratura, così, ha smesso di evolversi, trovandosi a riprodurre sempre se stessa. Tra le rare eccezioni, in questo senso, c'è quella rappresentata da Piero Trellini, l'unico, a detta della critica, che sembra realmente capace di portare avanti una sua strada battendo percorsi che ancora non esistono.
In ambito teatrale figurano Giorgio Albertazzi, Eduardo De Filippo e Dario Fo. In particolare gli ultimi due si concentrarono, nel secondo Novecento fino ad oggi, nel portare in scena commedie e drammi, come Natale in casa Cupiello e Filumena Marturano incentrati sulla condizione di miseria di comuni famiglie napoletane. L'ironia e l'eredità della Commedia dell'Arte, presente nei personaggi riflessivi, sempre interpretati da Eduardo De Filippo, eccezion fatta per Filumena dove figura la sorella Titina, hanno molto influenzato il teatro italiano, ad esempio inserendo la commedia del Natale in casa Cupiello nella collettività come principale appuntamento rituale a cui assistere durante il periodo natalizio. Dario Fo anch'esso si occupò della difesa, come paladino, delle classi sociali più povere, con la messa in scena dello spettacolo Mistero buffo (1969), in cui riadatta la parlata non-sense del grammelòt, e dei lazzi dei giullari medievali della bergamasca, per sbeffeggiare e ironizzare anche pesantemente gli oppressori e i potenti, come sovrani e pontefici.

### Il giornalismo d'inchiesta: Oriana Fallaci e Roberto Saviano

Oriana Fallaci

La Fallaci fu la prima donna italiana ad andare al fronte in qualità di inviata speciale. Si recò in qualità di corrispondente di guerra per L'Europeo in Vietnam. Ritornerà nel paese dell'Indocina dodici volte in sette anni raccontando la guerra criticando sia Vietcong e comunisti, sia statunitensi e sudvietnamiti, documentando menzogne e atrocità, ma anche eroismi e umanità di un conflitto che la Fallaci definì una sanguinosa follia. Le esperienze di guerra vissute in prima persona vennero raccolte nel libro Niente e così sia pubblicato nel 1969. La Fallaci ebbe un ruolo importante negli anni '60, durante le battaglie sull'emancipazione della donna, e sulle grandi inchieste e interviste a personaggi storici, come Giulio Andreotti, Federico Fellini, Pietro Nenni, Giorgio Amendola, Henry Kissinger, Mohammad Reza Pahlavi, Deng Xiaoping, Golda Meir, Indira Gandhi, Gheddafi, e l'ayatollah Ruhollah Khomeyni. L'intervista con Khomeini fu la più celebre: durante l'intervista la Fallaci gli rivolse domande dirette, lo apostrofò come «tiranno» e descrisse il chador che era stata costretta a indossare per essere ammessa alla sua presenza come "un indumento scomodo e assurdo con cui non si può lavorare né muoversi" "un indumento che rappresenta la segregazione in cui le donne sono state rigettate dopo la Rivoluzione" e "cencio da medioevo", Oriana si tolse il chador dopo che l'ayatollah, in seguito alle domande sulla condizione della donna in Iran, disse che la veste islamica era per donne "perbene", e se non le andava bene non doveva metterla; l'ayatollah abbandonò la stanza e terminò l'intervista il giorno dopo. In seguito all'11 settembre 2001, l'autrice criticò duramente la decadenza della società Occidentale minacciata dal terrorismo islamico e a causa di ciò fu spesso accusata di razzismo e islamofobia. Le sue opere più famose sono: Lettera a un bambino mai nato (1975), che tratta del dilemma di "dare o la vita o negarla", e i temi dell'amore e della famiglia. Un uomo (1979), in cui la scrittrice narra la storia dell'eroe nazionale e poeta Alekos Panagulis, che amò e che fu suo compagno di vita. Il romanzo Insciallah (1990), in cui racconta in tre parti le vicende dell'esercito italiano, intervenuto nel Libano, in seguito agli attentati di Beirut nel 1983, avente come sfondo storico la guerra civile libanese del 1982. "La trilogia" composta da: La rabbia e l'orgoglio (2001), La forza della ragione (2004) e Oriana Fallaci intervista sé stessa - L'Apocalisse (2004). La rabbia e l'orgoglio fu pubblicato in seguito agli attentati dell'11 settembre 2001 alle Torri Gemelle; l'opera è un appello disperato alle potenze occidentali, un ammonimento a cessare di commerciare con il Medio-Oriente e a dare una risposta chiara e precisa agli attacchi del terrorismo, per la salvaguardia dell'identità civile occidentale.
Saviano è diventato noto nel mondo letterario grazie alla pubblicazione, nel 2006, del romanzo Gomorra, che ha ottenuto immediato successo per la descrizione tecnico-realistica del fenomeno della camorra e della criminalità organizzata nel nuovo millennio nelle zone meridionali di Napoli-Casal di Principe. Saviano, pur essendo minacciato di morte e vivendo sotto scorta, ancora oggi continua a scrivere opere di inchiesta e romanzi riguardanti la mafia napoletana, con le opere ZeroZeroZero (2013), dove l'argomento trattato è l'uso illegale della cocaina dalla camorra, mentre La paranza dei bambini (2016) tratta della schiavitù psico-fisica dei bambini e di adolescenti napoletani, che compongono vere e proprie baby-gang, al servizio di boss camorristi in decadenza, per il controllo di una determinata area della città partenopea.

### La riscoperta del romanzo storico: Umberto Eco, Valerio Massimo Manfredi e Marcello Simoni

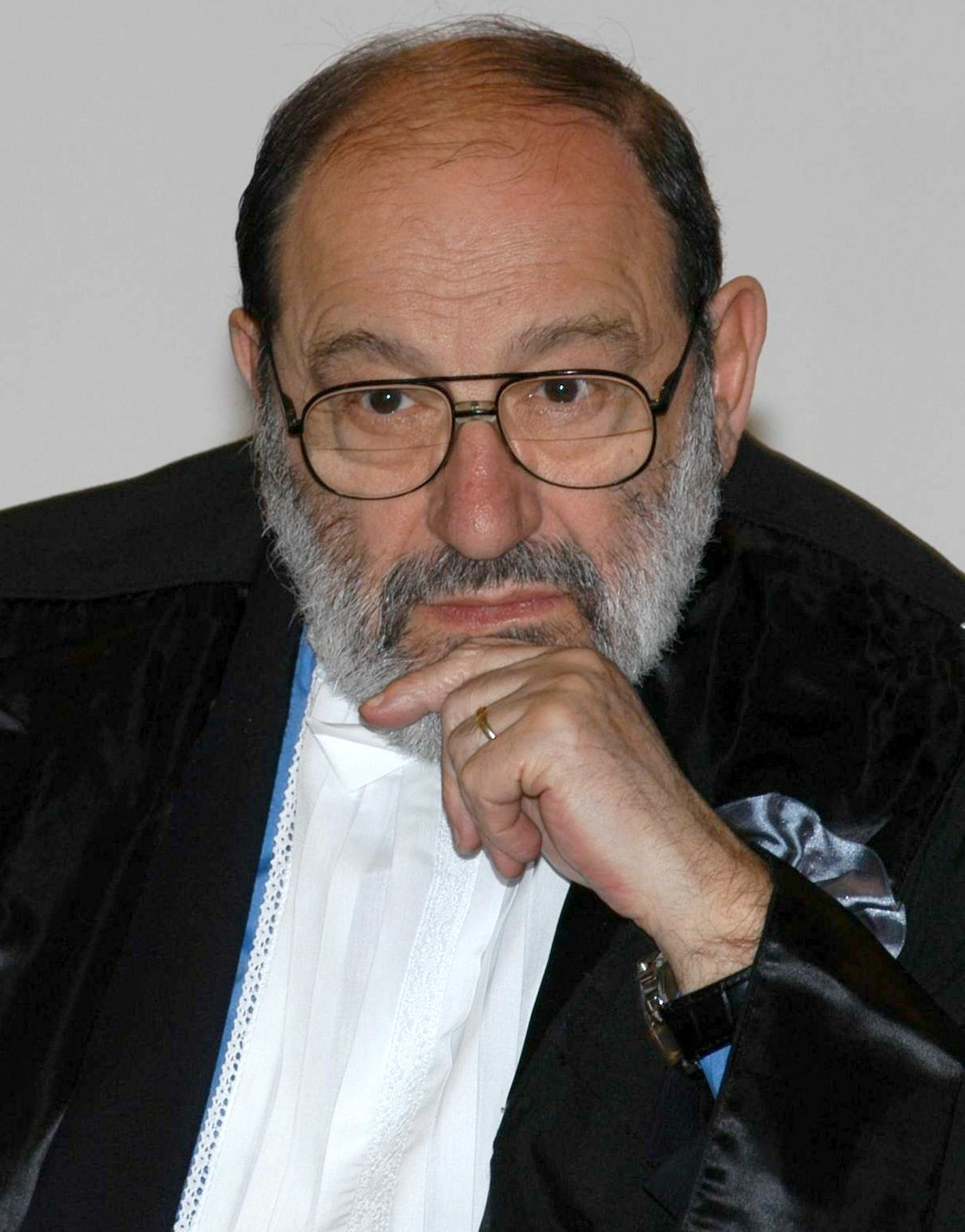
Umberto Eco

Facendo uso del principio di "riscoperta" della cultura classico-medievale del mondo antico greco-romano, e del Medioevo cistercense, i massimi rappresentanti nel XXI secolo sono Eco e Manfredi. Umberto Eco si distinse per vari lavori di esegesi e filologia, nonché ricerca di argomenti di ambito medievale, con la composizione di vari trattati, tra i quali Storia di terre e luoghi leggendari (2013), nel quale collega vari elementi de mito e dell'utopia di città fantastiche nascoste, descritte nel corso dei secoli dagli scrittori e i letterati di tutto il mondo, dal V secolo a.C. fino al XVIII secolo. La fama principale dello scrittore è dovuta al romanzo Il nome della rosa (1980), (con oltre 50 milioni di copie vendute), in cui Eco dà risalto delle sue capacità storico-narrative, fuse in una vicenda a sfondo thriller-ironica, ambientata nel 1327 in un monastero del nord-Italia. Le vicende di morte misteriosa dei confratelli dell'abbazia benedettina richiamano l'intervento dell'Inquisizione, fino alla scoperta del vero artefice dei delitti. La "riscoperta" di tale mondo è dovuta a un processo di revisione delle storie antiche, e dei personaggi storici, a cui Eco fa omaggio, come l'inquisitore realmente esistito Bernardo Gui, e il monaco protagonista Guglielmo da Baskerville, che rende omaggio a Sherlock Holmes di Conan Doyle. La numerosa presenza di citazioni inerenti al periodo storico descritto, nonché la ricostruzione fedele dello spazio/ tempo del periodo medievale, hanno contribuito al successo del romanzo, favorito anche dall'elemento simbolico della biblioteca, fonte inesauribile della conoscenza, verso cui Eco ha sempre tenuto una profonda considerazione. Altri romanzi a carattere storico/medievale/thriller sono Il pendolo di Foucault (1988) e Baudolino (2000).
Manfredi è noto nel mondo per la riscoperta del mondo antico classico-greco, cambiato e modellato come sfondo principale riguardo al periodo storico in cui ambientare le proprie vicende. Un esempio felice è Lo scudo di Talos (1988), che narra, durante il periodo della seconda guerra persiana (480 a.C.), anche se inserito in un contesto temporale più vasto, le vicende di un giovane guerriero storpio di nome Talos, spartano, sottratto alla morte da piccolo, poiché appunto malato. L'infrazione delle crude leggi spartane sull'uccisione immediata dei deboli alla nascita, han fatto sì che Talos vivesse solo in campagna, coltivando il sogno della guerra e della gloria, fino al raggiungimento. Altri romanzi, dove è più presente l'elemento storico, che quasi predomina e condiziona la vicenda stessa narrata, sono L'ultima legione (2002), riguardante le vicende di Romolo Augusto, ultimo imperatore romano, e la leggenda di mago Merlino, nonché L'armata perduta (2007) riguardo al ritorno in patria della spedizione dei Diecimila spartani in Persia (401 a.C.), e la triade di Alexandros (1998) concentrata sulla biografia romanzata di Alessandro Magno.
Noto autore di romanzi storici best-seller anche l'emiliano Marcello Simoni, specializzato nel medioevo italiano.

## Italiani premiati con il Premio Nobel per la letteratura
Il Premio Nobel per la letteratura è stato assegnato per la prima volta nel 1901.
| Anno | Autore              |
| 1906 | Giosuè Carducci     |
| 1926 | Grazia Deledda      |
| 1934 | Luigi Pirandello    |
| 1959 | Salvatore Quasimodo |
| 1975 | Eugenio Montale     |
| 1997 | Dario Fo            |

### Riferimenti
1. ↑  La grande energia che l'opera di Pasolini continua a trasmettere nel mondo è dovuta alla pluralità di campi d'intervento, alle incursioni piratesche in terreni al di fuori delle sue competenze e di mostrare le incoerenze, i punti deboli del sistema, e soprattutto la sua capacità di porre dubbi, seminare interrogativi, abbattere verità accettate convenzionalmente. Pasolini era uno straordinario uomo-orchestra, un re Mida che dominava i materiali espressivi più eterogenei, trasformandoli al minimo contatto (Gian Piero Brunetta, in Cent'anni cinema italiano, Laterza, Bari 1991 - p. 494)